# Toscana
La Toscana (AFI: /tosˈkana/) è una regione italiana a statuto ordinario di 3 660 960 abitanti, situata nell'Italia centrale, istituita nel 1948 e resa operativa nel 1970. Ha come capoluogo la città di Firenze. Confina a nord-ovest con la Liguria, a nord con l'Emilia-Romagna, a est con le Marche e l'Umbria, e a sud con il Lazio. A ovest, i suoi 397 km di coste continentali sono bagnati dal mar Ligure nel tratto centro-settentrionale tra Carrara (foce del torrente Parmignola, tracciante il confine con la Liguria) e il Golfo di Baratti; il mar Tirreno, invece, bagna il tratto costiero meridionale fra il promontorio di Piombino e la foce del Chiarone, che segna il confine con il Lazio.
Il capoluogo regionale, Firenze, è la città più popolata (362 760 abitanti), nonché principale fulcro storico, artistico ed economico-amministrativo; le altre città capoluogo di provincia sono: Arezzo, Grosseto, Livorno, Lucca, Massa, Pisa, Pistoia, Prato e Siena. La regione Toscana amministra anche le isole dell'arcipelago Toscano, oltre a una piccola exclave situata entro i confini dell'Emilia-Romagna, in cui sono dislocate alcune frazioni del comune di Badia Tedalda.
Il nome è antichissimo e deriva dall'etnonimo usato dai Latini per definire la terra abitata dagli Etruschi: "Etruria", trasformata poi in "Tuscia", quindi in "Toscana". Anche i confini dell’odierna Toscana corrispondono in linea di massima a quelli dell'Etruria antica, che comprendevano anche parti delle attuali regioni Lazio e Umbria, al di qua del fiume Tevere. Fino al 1860, è stata un'entità politica a sé stante, nota con il nome di Granducato di Toscana, con aree indipendenti, come la Repubblica (poi Ducato) di Lucca, il Ducato di Massa e Carrara (da ultimo annesso al Ducato di Modena e Reggio) e, prima dell'invasione napoleonica, il Principato di Piombino e i feudi imperiali di Lunigiana e di altre zone soprattutto montane, e con possedimenti stranieri come la Garfagnana estense e, fino al 1801, lo Stato dei Presidi. A partire dal 1860, ha fatto parte del Regno di Sardegna, del Regno d'Italia e successivamente, della Repubblica Italiana.
In epoca lorenese, la Toscana aveva anche un inno, composto dal fiorentino Egisto Mosell e intitolato La Leopolda. La festa regionale, istituita nel 2001, ricorre il 30 novembre, nel ricordo del suddetto giorno del 1786 in cui furono abolite la pena di morte e la tortura nel Granducato di Toscana, primo ordinamento al mondo ad abolire legalmente la pena capitale.

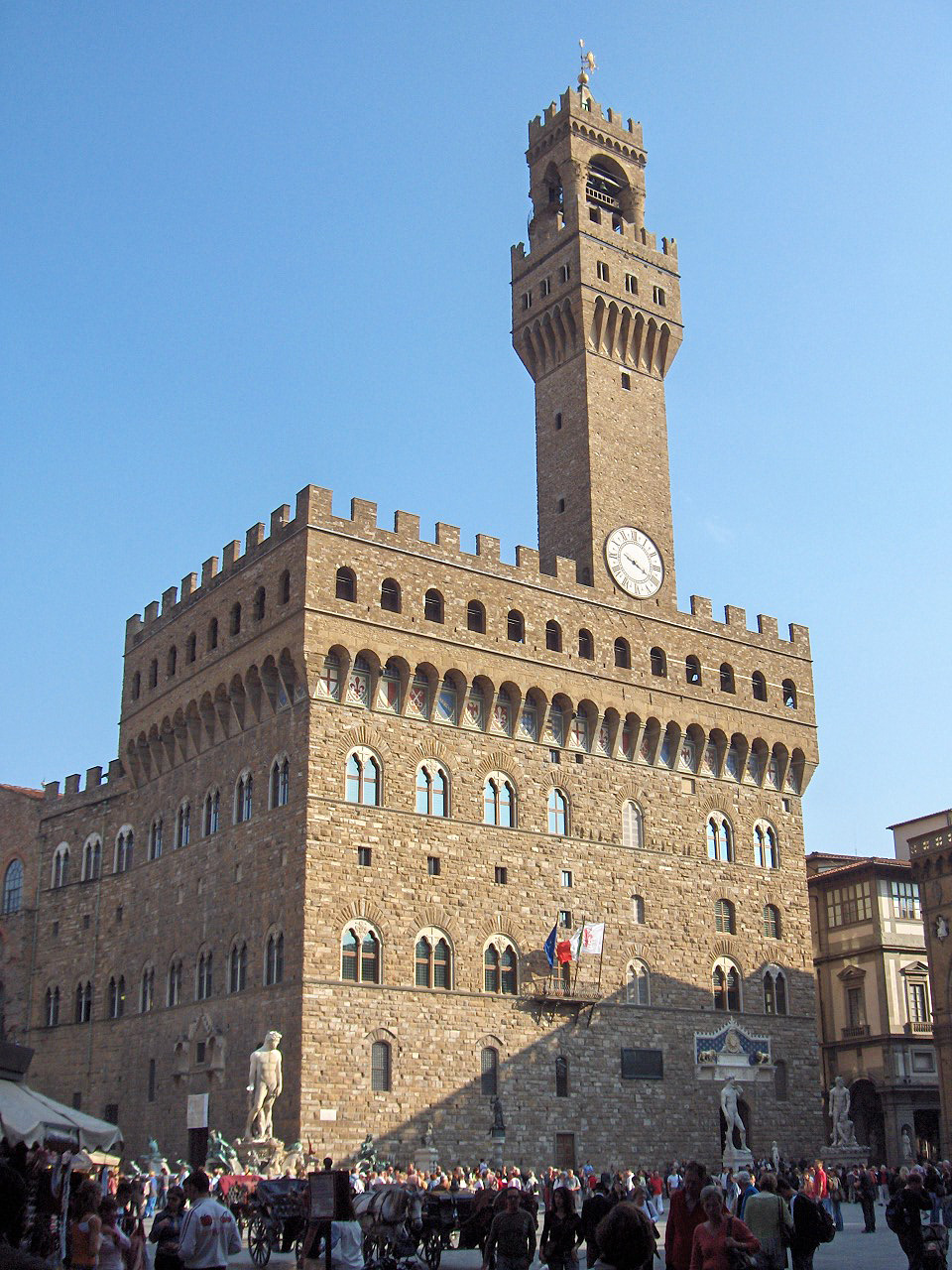
Palazzo Vecchio, luogo simbolo di Firenze e della Toscana

## Geografia fisica

Zone altimetriche della Regione Toscana

Il territorio toscano è per la maggior parte collinare (66,5%); comprende alcune pianure (circa l'8,4% del territorio) e importanti massicci montuosi (il 25,1% della regione).
- Monti principali: Monte Prado 2054 m, Monte Giovo 1991 m, Monte Rondinaio 1964 m, Monte Pisanino 1946 m, Alpe Tre Potenze 1940 m.
  - Valichi e passi montani principali: Passo dell'Abetone 1388 m, Passo della Pradarena 1579 m, Passo delle Radici 1529 m, Passo del Cerreto 1261 m, Passo de La Calla 1298 m, Passo dei Mandrioli 1173 m, Passo della Cisa 1045 m, valico di Montepiano  700 m.
  - Vulcani: Monte Amiata 1738 m, Monte Castello 445 m (Isola di Capraia).
- Fiumi principali: Arno 241 km, Ombrone 161 km, Serchio 111 km, Cecina 73 km, Magra 70 km, Sieve 62 km.
- Laghi principali: Lago di Montedoglio (invaso artificiale) 7,7 km², Lago di Massaciuccoli 6,9 km², Lago di Bilancino (invaso artificiale) 5,0 km², Lago di Chiusi 3,9 km², Lago di San Casciano circa 2,0 km², Lago di Montepulciano 1,9 km².
  - Lagune e laghi costieri principali: Laguna di Orbetello 26,2 km², Padule della Diaccia Botrona 12,78 km², Lago di Massaciuccoli 6,9 km², Lago di Burano 1,4 km².
  - Paludi interne: Padule di Fucecchio circa 18 km².
  - Piccole zone umide: Laghetto Traversari di Camaldoli, Metaleto, Asqua, La Lama, Pozza del Cervo, Fonte del Porcareccio, Prato al Fiume, Lago di Porta.
- Coste: 633 km totali (397 km continentali e 230 km insulari).
  - Mari: Mar Ligure, Mar Tirreno.
  - Isole principali: Isola d'Elba 223,5 km², Isola del Giglio 21,2 km², Isola di Capraia 19,3 km², Isola di Montecristo 10,4 km², Isola di Pianosa 10,3 km².

### Rilievi e colline
(Fernand Braudel, Civiltà e imperi del Mediterraneo nell’età di Filippo II, 1965, p. 49)

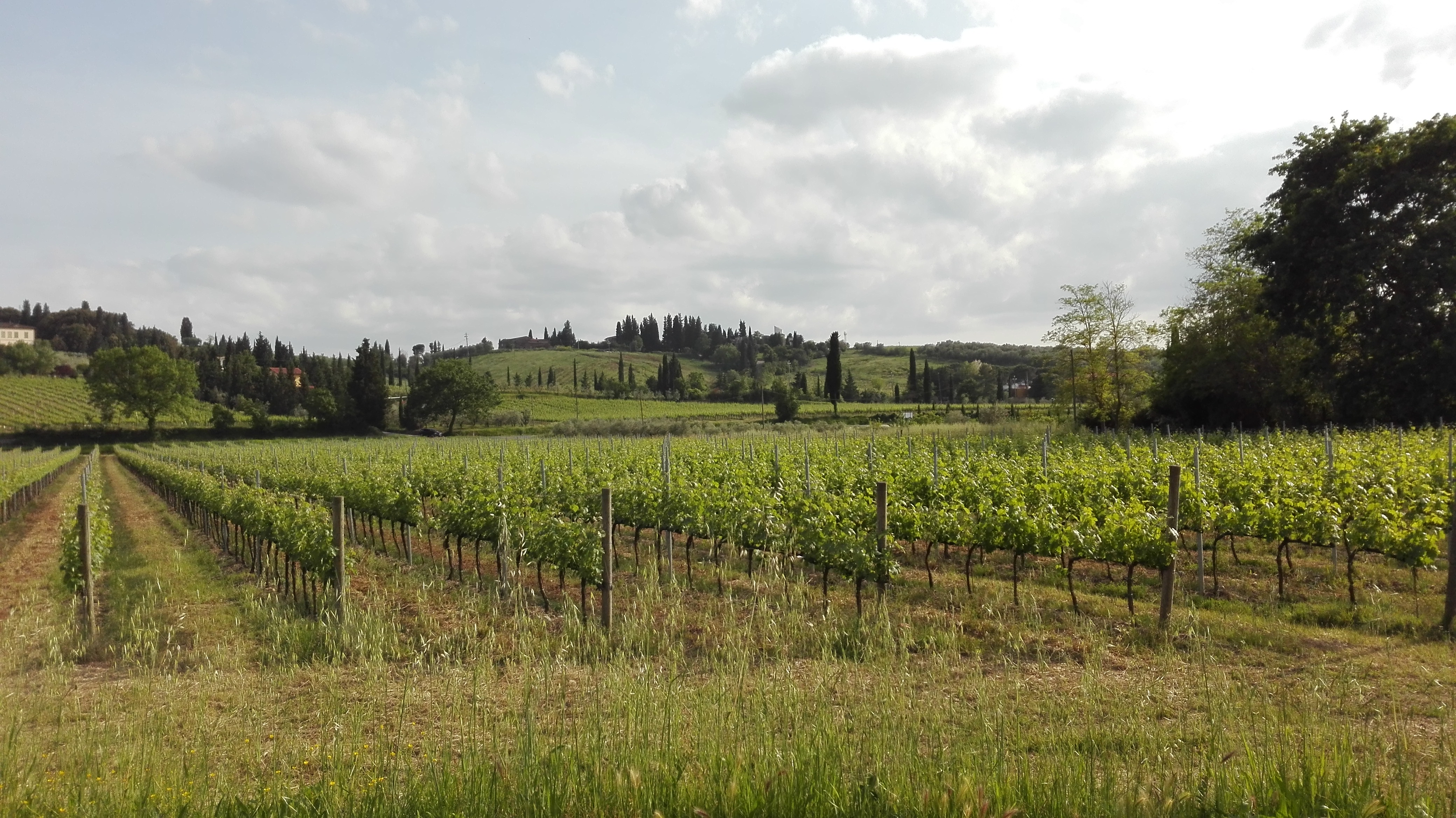
Tipica campagna toscana. Vigneti Chianti a Empoli.

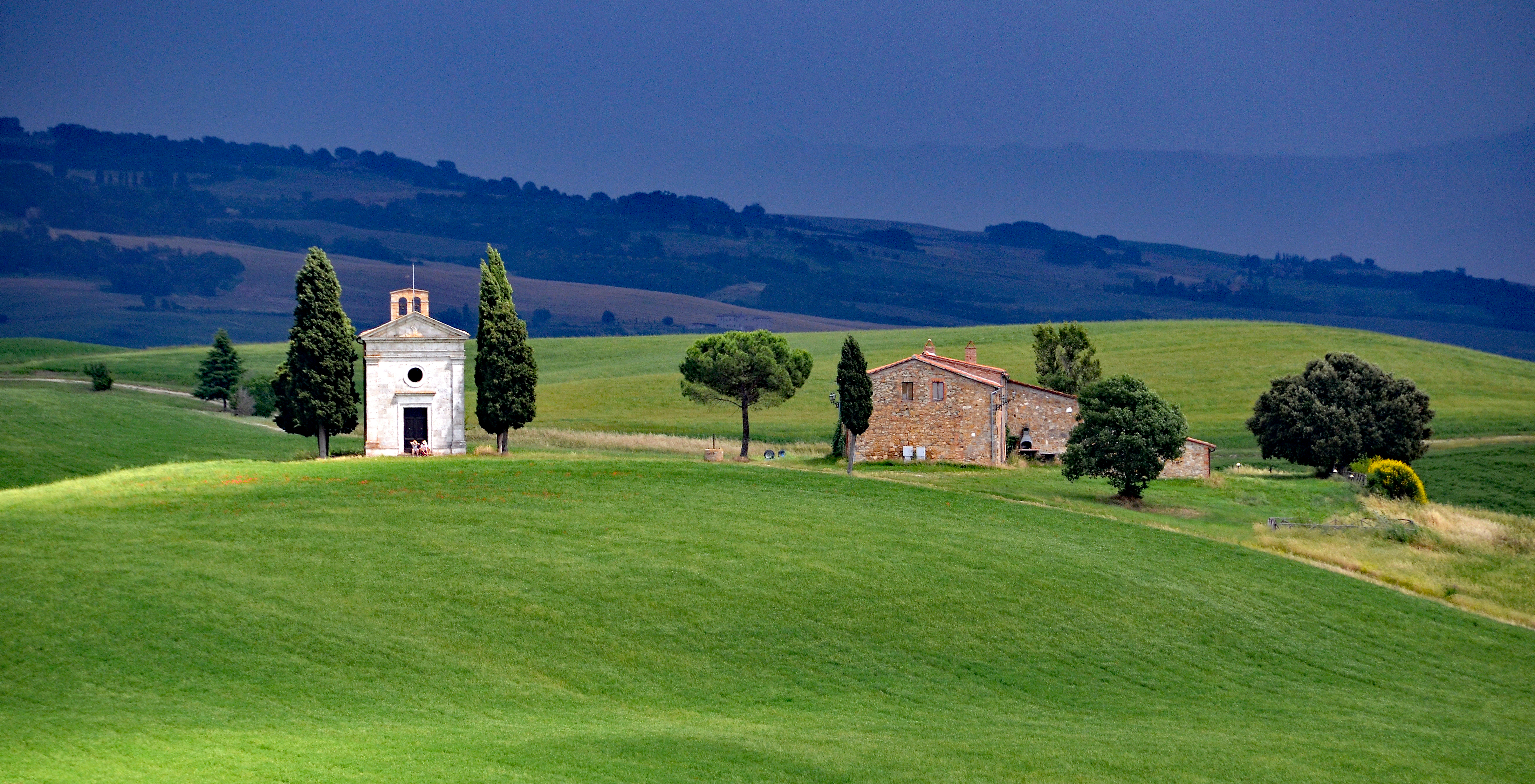
Scorcio della Val d'Orcia, nel Senese con la Cappella della Madonna di Vitaleta.

Sia a nord che a est la Toscana è circondata dagli Appennini ma il territorio è prevalentemente collinare. La vetta più alta della regione è il monte Prado (2.054 m), nell'appennino Tosco-Emiliano in Garfagnana, sul confine con l'Emilia-Romagna.
Nella regione si trovano altri rilievi montuosi degni di nota al di fuori della dorsale appenninica: le Alpi Apuane a nord-ovest, il Monte Pisano tra Pisa e Lucca, il Montalbano, la Montagna pistoiese a nord di Pistoia, i Monti della Calvana a nord di Prato, i Monti del Chianti tra le province di Siena e Arezzo. In provincia d'Arezzo il Pratomagno divide il Casentino dal Valdarno, sempre in provincia d'Arezzo a nord-est l'Alpe di Catenaia è divisa dagli Appennini dal corso del Tevere, l'Alpe delle Luna a est della provincia di Arezzo, le Colline Metallifere a sud-ovest tra le province di Livorno, Pisa, Siena e Grosseto e i massicci del Monte Amiata e del Monte Cetona a sud-est, il monte Falterona, dove nasce il fiume Arno e il monte Fumaiolo dove nasce il Tevere.
Tra i sistemi collinari, nella parte centrale della regione ritroviamo, da ovest a est, le Colline livornesi, le Colline pisane, le Balze di Volterra, il Montalbano, le colline del Chianti e i rilievi collinari della Valtiberina. L'area meridionale della regione si caratterizza ad ovest per le Colline Metallifere, le colline della Val di Merse, le Crete Senesi, i rilievi collinari della Valle dell'Ombrone, le Colline dell'Albegna e del Fiora, l'Area del Tufo e i rilievi collinari della Val d'Orcia e della Val di Chiana.

### Pianure e valli
In Toscana si trovano limitate aree pianeggianti sia lungo la fascia costiera che nell'entroterra.
Il litorale comprende le pianure della Versilia, l'ultimo tratto del Valdarno Inferiore che si apre nella Piana di Pisa e la Maremma, la pianura più estesa. Nell'entroterra la pianura principale è il Valdarno che si sviluppa da est ad ovest lungo il corso dell'omonimo fiume e dei suoi affluenti, comprendendo le città di Arezzo, Firenze e Pisa. Altre pianure dell'interno sono la Piana di Firenze-Prato-Pistoia (formata dal corso di Ombrone e Bisenzio affluenti dell'Arno) in continuità con il medio Valdarno, la Piana di Lucca, la Valdinievole, la Valdera, la Valdelsa, la Val di Chiana, la Val di Cecina, la Val di Cornia, la Val di Pecora, la Val d'Orcia, la Valdisieve, la Valle dell'Ombrone, la Val di Bisenzio, la Valdambra e la Valle del Serchio.

### Coste e isole

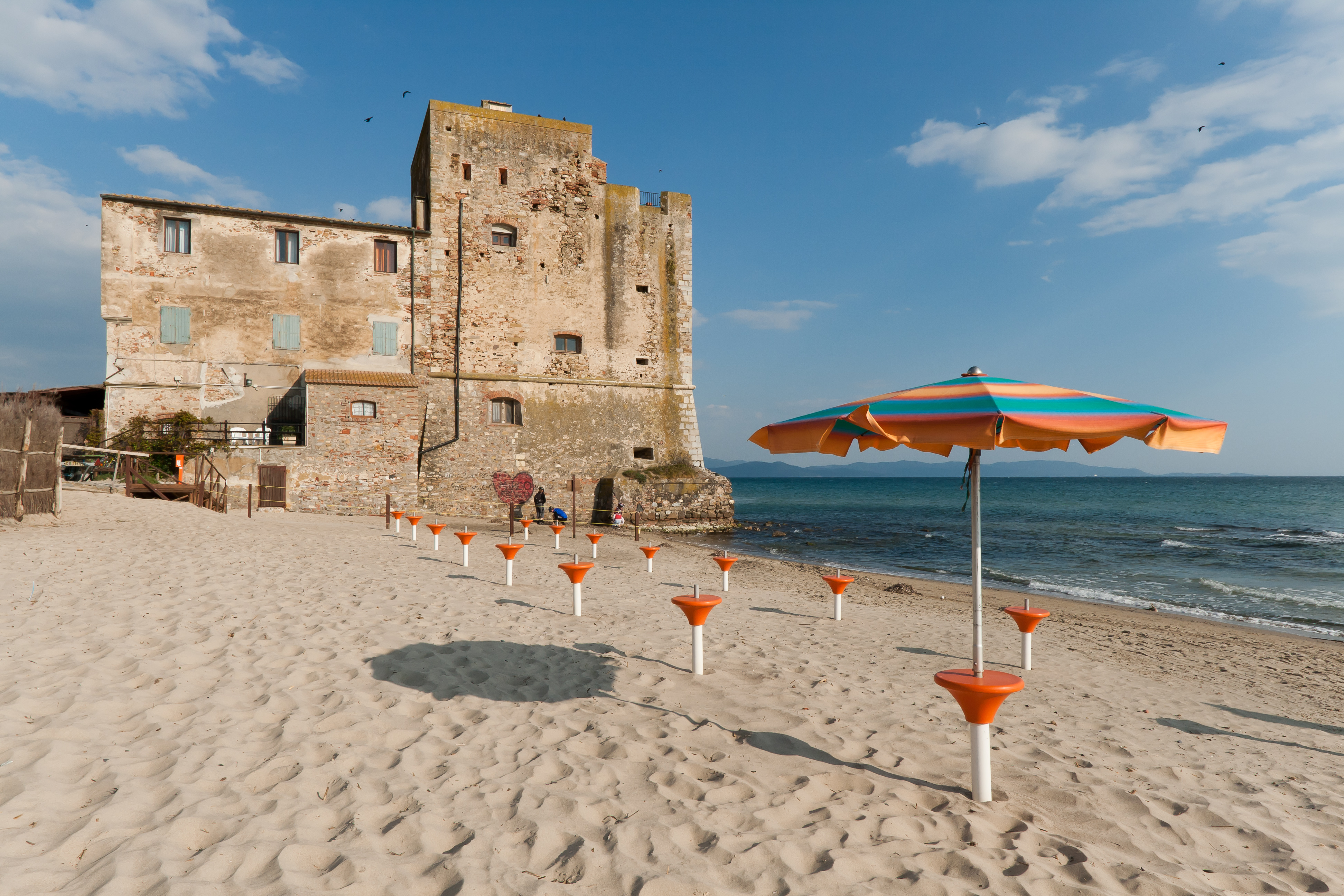
Torre Mozza, sulla costa di Piombino

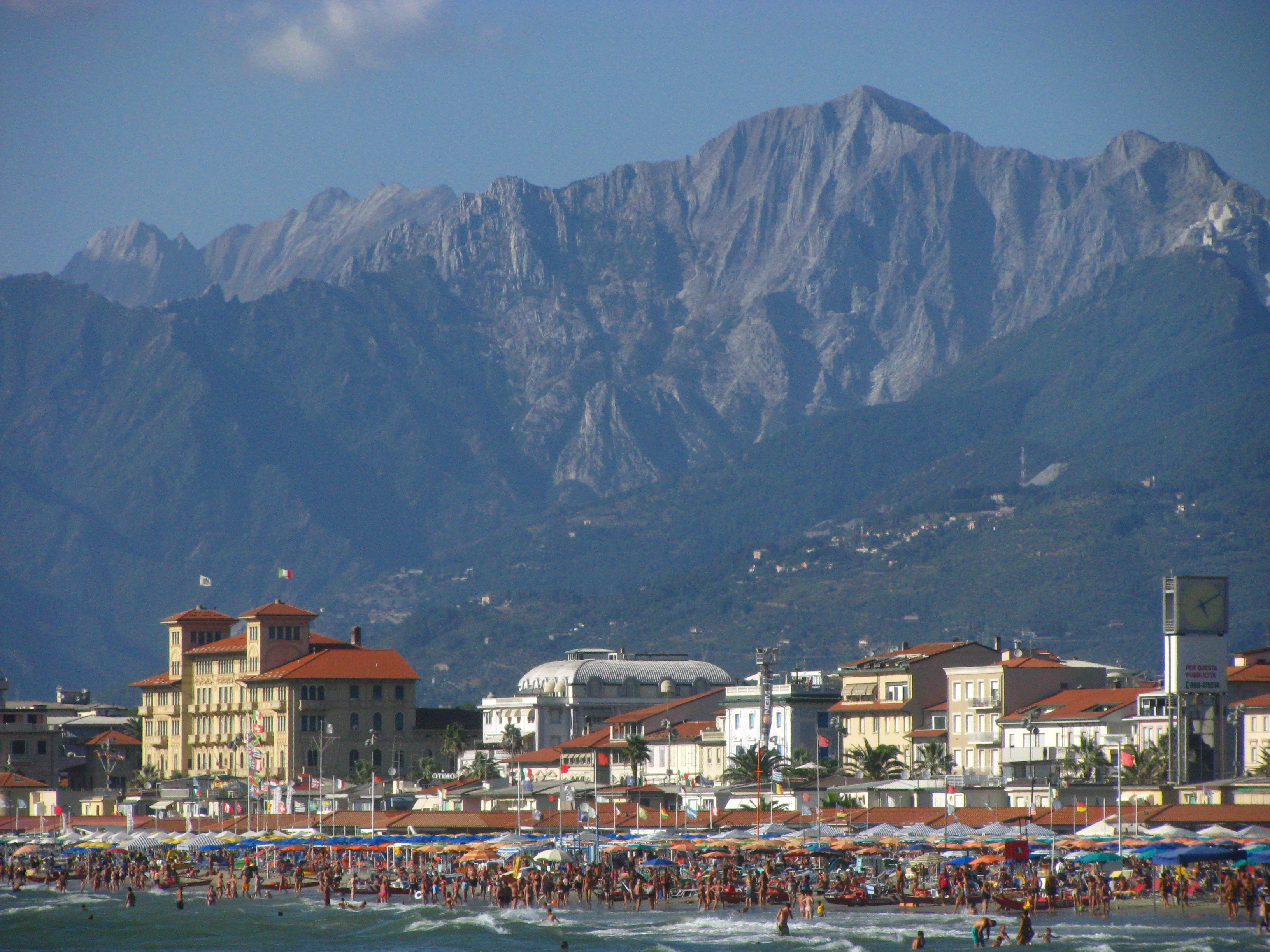
Viareggio

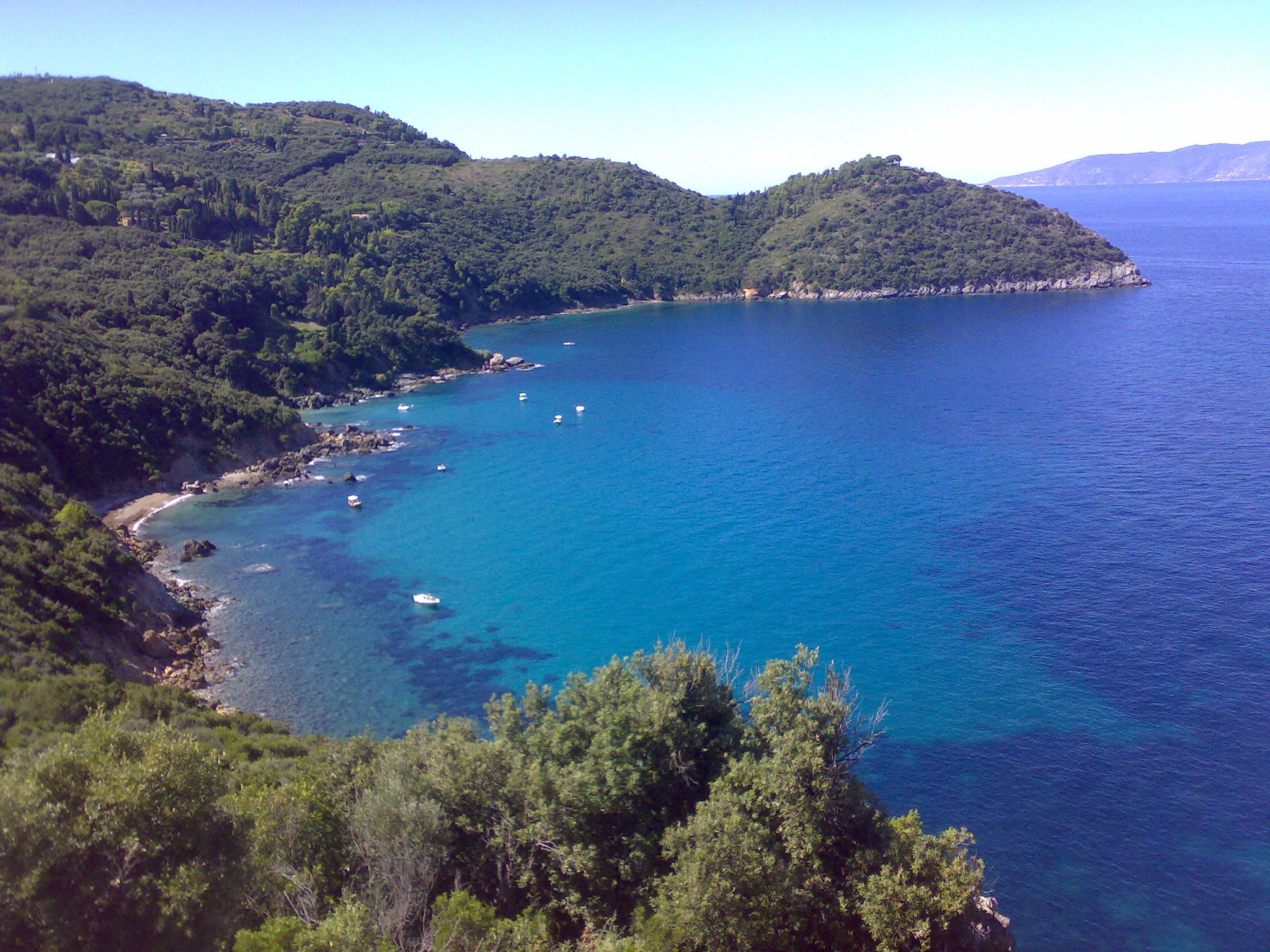
La costa dell'Argentario

La Toscana, bagnata dal Mar Ligure nella parte centro-settentrionale e dal Mar Tirreno in quella meridionale, si caratterizza per un litorale continentale molto diversificato nelle sue caratteristiche. Nel complesso, le coste continentali si presentano basse e sabbiose, fatta eccezione per alcuni promontori che si elevano tra Livorno e Vada, a nord di Piombino, tra Scarlino, Punta Ala e Castiglione della Pescaia, tra Marina di Alberese e Talamone, all'Argentario e ad Ansedonia.
L'Arcipelago Toscano è costituito da sette isole principali e da alcuni isolotti minori, molti dei quali sono semplici secche o scogli affioranti, in gran parte tutelati dal Parco Nazionale dell'Arcipelago Toscano. L'isola principale è l'Isola d'Elba, bagnata a nord dal Mar Ligure, a est dal Canale di Piombino, a sud dal Mar Tirreno e a ovest dal Canale di Corsica: l'isola presenta un'alternanza di coste basse e sabbiose e coste più alte e frastagliate dove si aprono suggestive calette. A nord dell'Isola d'Elba si trovano l'Isola di Capraia, nel Canale di Corsica, e l'Isola di Gorgona nel Mar Ligure, entrambe con coste frastagliate. A sud dell'Isola d'Elba si trovano l'Isola di Pianosa, completamente pianeggiante e con leggere ondulazioni, con coste sia sabbiose che scogliose, l'Isola di Montecristo con coste alte e frastagliate fatta eccezione per la zona dell'approdo, l'Isola del Giglio con coste prevalentemente alte e rocciose, fatta eccezione per alcune calette e per la Spiaggia del Campese, l'Isola di Giannutri con coste scogliose pur presentando un territorio caratterizzato soltanto da ondulazioni e dislivelli leggerissimi.
Tra le isole minori, le secche e gli scogli affioranti, vi sono le isole di Cerboli, di Palmaiola, le Formiche di Grosseto, la Formica di Burano, lo Scoglio d'Africa o Formica di Montecristo, le Secche della Meloria e le Secche di Vada.

### Clima
A (perumido) Im > 100
     B3-B4 (umido) 80 < Im < 100
     B1-B2 (umido) 20 < Im < 80
     C2 (subumido) 0 < Im < 20
     C1 (subarido) −33,3 < Im ;< 0
     D (semiarido) Im < −33,3

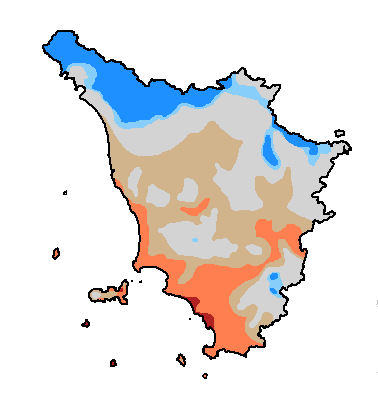
Classificazione climatica secondo Thornthwaite
A (perumido) Im > 100
B_{3}-B_{4} (umido) 80 < Im < 100
B_{1}-B_{2} (umido) 20 < Im < 80
C_{2} (subumido) 0 < Im < 20
C_{1} (subarido) −33,3 < Im ;< 0
D (semiarido) Im < −33,3

Dal punto di vista climatico, la Toscana presenta caratteristiche diverse da zona a zona.
Le temperature medie annue, che registrano i valori più elevati attorno ai 16-17 °C lungo la costa maremmana, tendono a diminuire man mano che si procede verso l'interno e verso nord; nelle pianure e nelle vallate interne (medio Valdarno e Val di Chiana) si raggiungono i valori massimi estivi, che soprattutto in caso di anticiclone subtropicale, spesso si avvicinano e toccano i 40 °C (41 °C a Firenze nell'agosto 2003, 39 °C a Lucca nell’agosto 2021 e 41 sempre a Firenze nel 2023) e si contrappongono a minime invernali relativamente fredde, che arrivano talvolta allo zero (-7 °C a Viareggio nel febbraio 2012).
Le precipitazioni risultano molto abbondanti a ridosso dei rilievi appenninici lungo l'asse ovest-est tra la Versilia e il Casentino, con valori massimi oltre i 2000 mm annui sulle vette più alte delle Alpi Apuane e dell'Appennino Tosco-Emiliano; al contrario, lungo la fascia costiera della Maremma grossetana, soprattutto nella zona dell'Argentario, si raggiungono faticosamente i 500 mm annui di media. Molto penalizzate dal punto di vista pluviometrico risultano anche le Crete Senesi e alcune zone della Val d'Orcia e della Val di Chiana dove i valori medi annui si aggirano tra i 600 e i 700 mm.
Le nevicate, frequenti nella stagione invernale su tutti i rilievi appenninici e sulla parte sommitale del Monte Amiata, possono raggiungere anche le zone collinari limitrofe ma non è impossibile che la neve giunga anche in pianura e più raramente sulle coste centro-settentrionali, mentre risultano essere episodi davvero unici lungo la costa della Maremma grossetana.
L'eliofania (durata del soleggiamento) risulta essere molto rilevante lungo la fascia costiera della provincia di Grosseto, dove raggiunge valori prossimi ai massimi assoluti dell'intero territorio nazionale italiano, con una media annuale di oltre 7 ore giornaliere (valore minimo in dicembre con una media di circa 4 ore al giorno e valori massimi superiori alle 11 ore giornaliere in giugno e luglio).

#### Stazioni meteorologiche
Aeronautica Militare
     ENAV

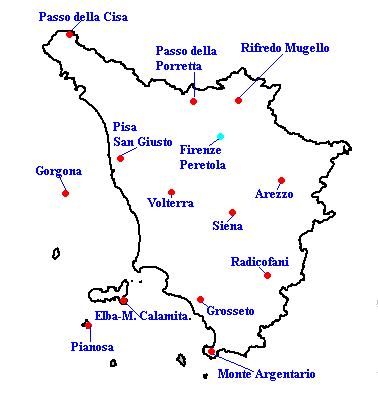
Carta delle stazioni meteorologiche ufficiali in Toscana
Aeronautica Militare
ENAV

In Toscana sono ubicate 14 stazioni meteorologiche ufficiali contrassegnate da codice WMO e ICAO in conformità alle norme dell'Organizzazione Meteorologica Mondiale: 13 di esse sono gestite dall'Aeronautica Militare, una di esse dall'ENAV. Tutte le altre stazioni presenti nel territorio regionale, invece, fanno principalmente riferimento al Servizio Idrologico Regionale della Toscana; vi sono anche stazioni di altri enti, tra le quali quelle del Consorzio LaMMA, oltre a quelle di altri enti pubblici o privati.
Storicamente merita un'apposita menzione la stazione meteorologica di Firenze Monastero degli Angeli, una delle prime stazioni istituite a livello mondiale, che iniziò ad effettuare le osservazioni meteorologiche e le registrazioni termometriche in scala fiorentina di 50° a partire dal 1654 nell'ambito della rete meteorologica granducale istituita da Ferdinando II de' Medici ed operativa in quell'epoca a livello europeo.
Da nord a sud, di seguito sono riportate le varie stazioni meteorologiche ufficiali presenti nella regione:
- Passo della Cisa
- Rifredo Mugello
- Passo Porretta
- Firenze Peretola
- Pisa San Giusto
- Arezzo Molin Bianco
- Gorgona
- Volterra
- Siena Poggio al Vento (dismessa)
- Stazione meteorologica di Siena Ampugnano (dismessa)
- Stazione meteorologica di Piombino (dismessa)
- Radicofani
- Grosseto Aeroporto
- Elba-Monte Calamita
- Pianosa (dismessa)
- Monte Argentario

### Aree naturali protette

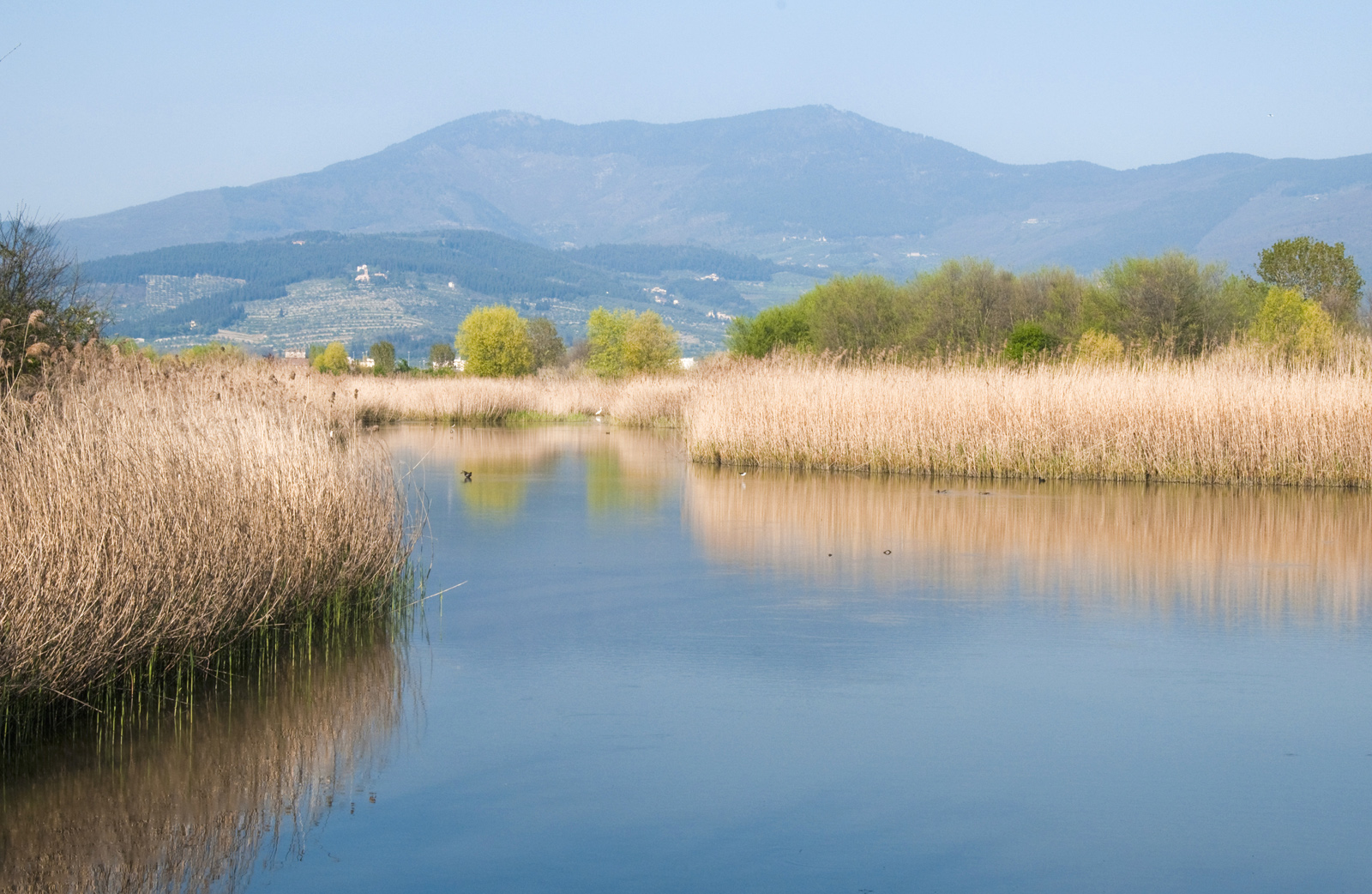
L'Oasi di Focognano nella piana fiorentina presso Campi Bisenzio

Le aree naturali protette coprono quasi il 10% del territorio regionale, per una superficie totale di 227.000 ettari. Ne fanno parte tre parchi nazionali, di cui uno, il Parco nazionale dell'Arcipelago Toscano, ricade interamente in Toscana mentre gli altri due sono condivisi con l'Emilia-Romagna (Parco nazionale delle Foreste Casentinesi, Monte Falterona e Campigna e Parco nazionale dell'Appennino Tosco-Emiliano). Vi sono poi 3 parchi regionali, 2 parchi provinciali, 36 riserve naturali statali, 37 riserve naturali provinciali e 52 A. N.P. I.L. (Aree Naturali Protette di Interesse Locale). Nell'ambito della rete Natura 2000 sono stati inoltre proposti 123 Siti di interesse comunitario (SIC) e 30 Zone di protezione speciale (ZPS).

## Geologia

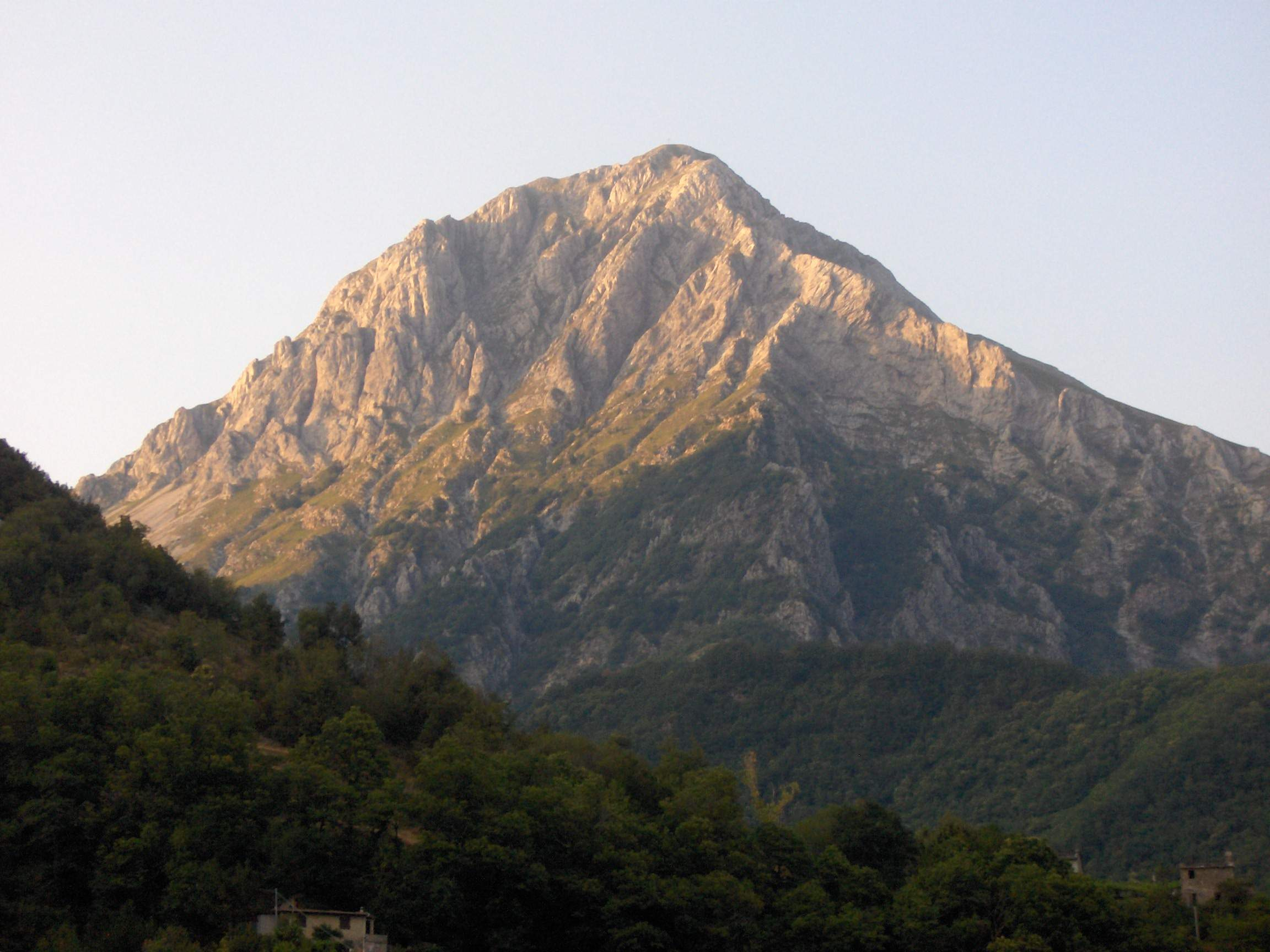
Il monte Pania della Croce sulle Alpi Apuane

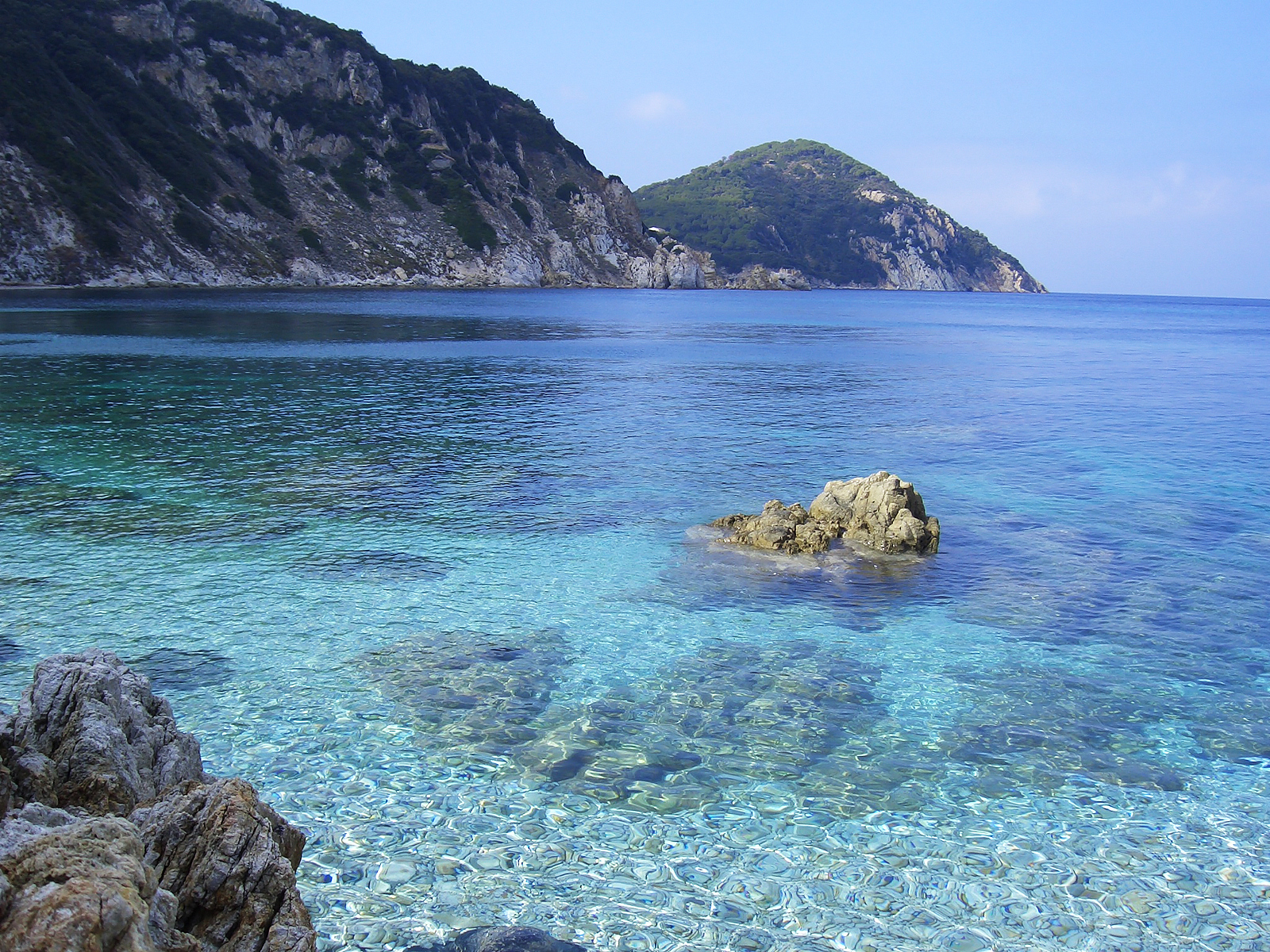
Capo d'Enfola all'Isola d'Elba

La regione è attraversata sul lato settentrionale e su quello orientale dalla catena appenninica che si è formata per l'avvicinamento e la collisione della placca euro-asiatica a nord con la placca africano-adriatica a sud.
Le unità strutturali derivanti, appartenenti in origine al margine continentale africano-adriatico, sono incluse in due gruppi principali, il Dominio Umbro-Marchigiano (flysch arenaceo-marnoso) e il Dominio Toscano, quest'ultimo suddiviso in una successione metamorfica sottostante (metarenarie, metacalcari, dolomie, gruppi triassici e tardo-paleozoici, basamento ercinico) e in una successione non metamorfica soprastante (flysch arenacei esterni ed interni, argilliti, marne, calcari e dolomie). La successione non metamorfica soprastante è caratterizzata a sua volta da due unità strutturali minori, la Falda Toscana e l'Unità Cervarola Falterona, con le cui estensioni rocciose costituiscono l'ossatura della dorsale appenninica toscana.
Sopra il Dominio Toscano si trova il Dominio Subligure di transizione (arenarie e argilliti) dove vi è stato il sovrascorrimento di rocce del Dominio Ligure-Piemontese, suddiviso a sua volta nelle complesse unità strutturali del Dominio Ligure esterno (flysch a elmintoidi, arenarie, argilliti, brecce poligeniche), Dominio Ligure interno con successione oceanica non metamorfica (flysch arenacei, argilliti, radiolariti, ofioliti) e successione oceanica metamorfica (calescisti, ofioliti).
Con la diminuzione e la cessazione dei sovrascorrimenti durante l'orogenesi appenninica, si formarono bacini di sedimentazione con Depositi Epiliguri (marne e calcareniti).
Nelle fasi più recenti si verificarono invasioni marine dei margini meno elevati della catena, denominate successioni dei bacini neoautoctoni e mai coinvolte nei fenomeni di sovrascorrimento tra domini e unità strutturali; in seguito si formarono bacini subsidenti all'interno della catena favorevoli ai futuri ambienti fluvio-lacustri.
Contemporaneamente si verificarono anche intrusioni magmatiche subvulcaniche acide (Isola d'Elba, Isola del Giglio e Isola di Montecristo) e manifestazioni vulcaniche piroclastiche effusive (Isola di Capraia, Monte Amiata e Area del Tufo).
Le oscillazioni eustatiche e le ulteriori fasi di assestamento della catena hanno portato i livelli di fiumi e laghi ai valori attuali; i depositi alluvionali completano e chiudono la storia geologica della regione.

### Classificazione sismica

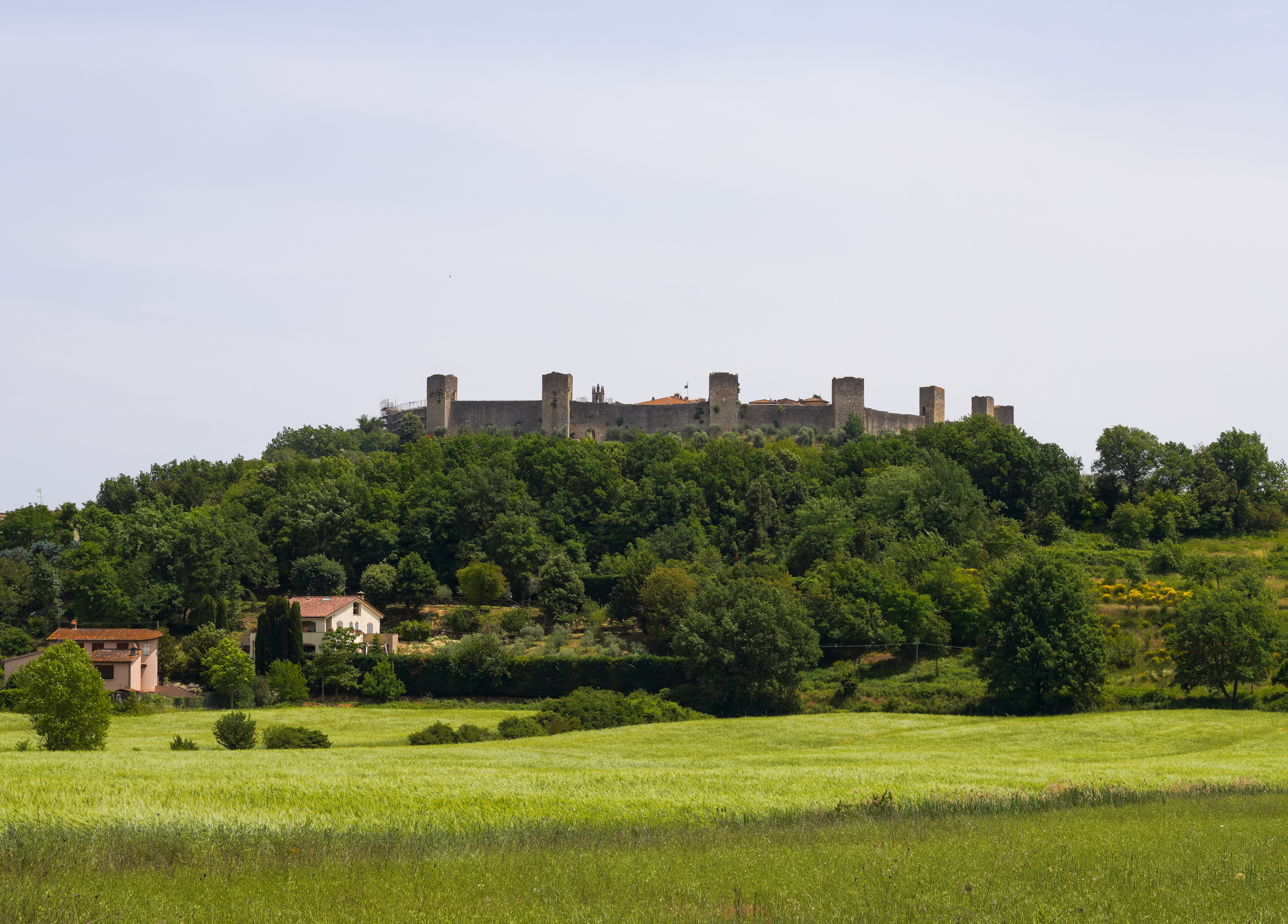
Veduta di Monteriggioni

In base all'Ordinanza PCM n.3274 del 20 marzo 2003 il territorio regionale toscano è stato suddiviso in tre distinte zone in base al rischio sismico, zona 2, zona 3 e zona 4; nessun comune della Toscana rientra nella zona 1 a sismicità elevata.
Di seguito è riportata in modo schematico la classificazione sismica.
- Zona 2 (sismicità medio-alta)
  - 186 Comuni totali che interessano le intere province di Firenze, Massa Carrara e Prato, le aree settentrionali e orientali della provincia di Arezzo che comprendono il Valdarno superiore, il Pratomagno, il Casentino e la Valtiberina, l'estremità orientale e un'area ristretta nella parte settentrionale della provincia di Grosseto, la quasi totalità della provincia di Livorno compresa l'Isola di Gorgona, la Garfagnana, la parte centro-settentrionale della provincia di Pisa, la parte orientale della provincia di Pistoia, la parte occidentale e l'estremità sud-orientale (Monte Amiata e Monte Cetona) della provincia di Siena. Inoltre, va segnalato anche il rischio di maremoto, seppur piuttosto moderato, lungo l'intero tratto centro-settentrionale della costa livornese.
- Zona 3 (sismicità bassa)
  - 77 Comuni totali che interessano l'area sud-occidentale della provincia di Arezzo corrispondente alla Val di Chiana aretina, l'estremità settentrionale e la parte orientale della provincia di Grosseto, gran parte della provincia di Lucca, l'estremità meridionale della provincia di Pisa, la parte occidentale della provincia di Pistoia, l'area della provincia di Siena comprendente le Crete, la Val d'Orcia e la Val di Chiana senese.
- Zona 4 (sismicità molto bassa)
  - 24 Comuni totali che interessano tutte le isole dell'Arcipelago esclusa la Gorgona, l'estremità meridionale della provincia di Livorno e la parte occidentale della provincia di Grosseto che comprende l'intera fascia costiera, la pianura maremmana e l'immediato entroterra collinare.

#### Distretti sismici toscani

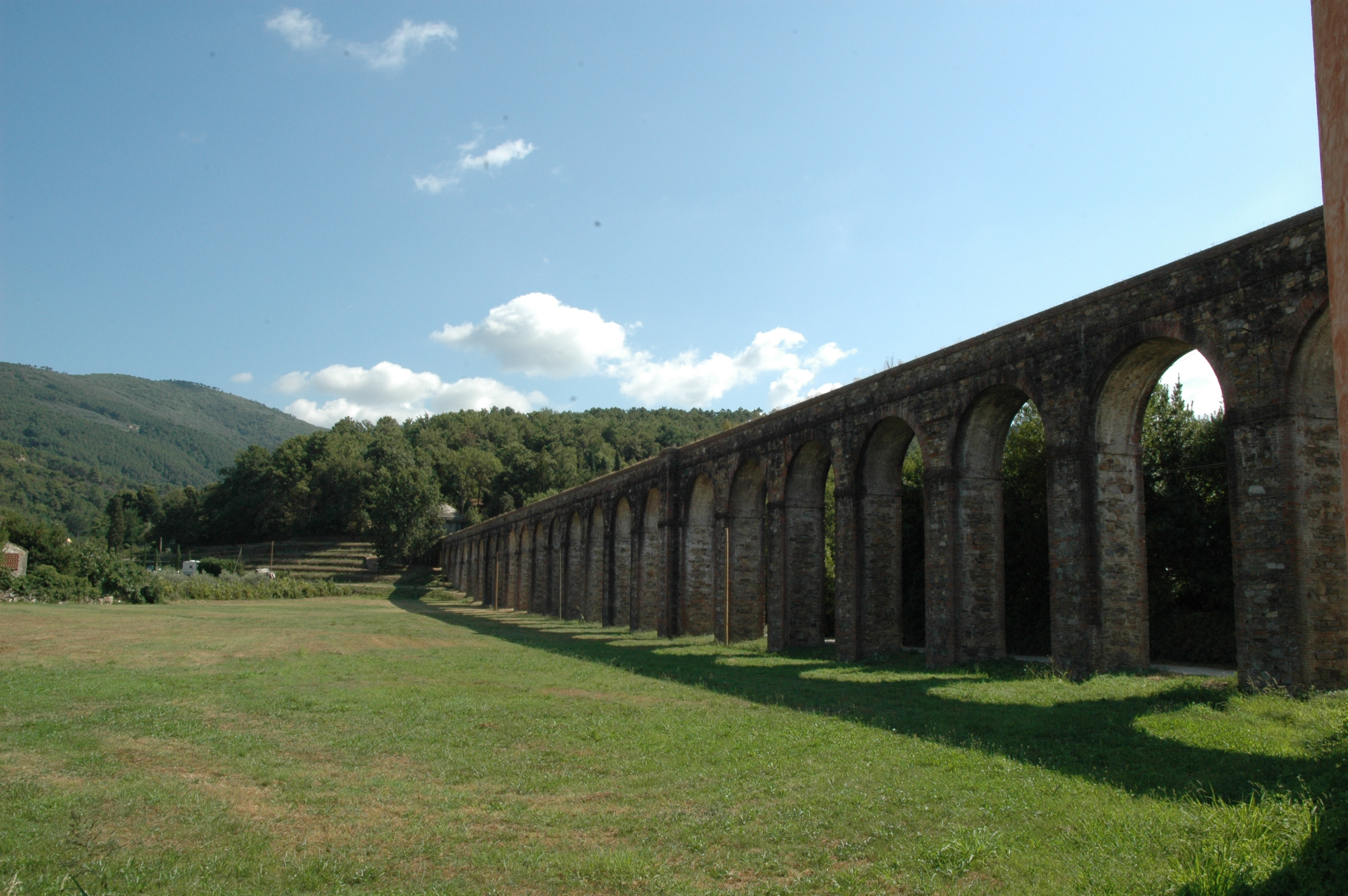
L'Acquedotto Nottolini nelle campagne vicino Capannori

Secondo l'attuale classificazione convenzionale, la Toscana è suddivisa nei seguenti distretti sismici, la cui nomenclatura è finalizzata all'identificazione rapida dell'eventuale area su cui si sia "aperto" l'epicentro di un ipotetico terremoto.
- Alpi Apuane
- Alta Val Tiberina
- Montagna Pistoiese
- Casentino
- Colline Metallifere
- Garfagnana
- Lunigiana
- Mar Ligure
- Maremma
- Monte Amiata
- Mugello
- Valdarno inferiore
- Valdarno superiore
- Versilia
- Zona Chianti

## Storia

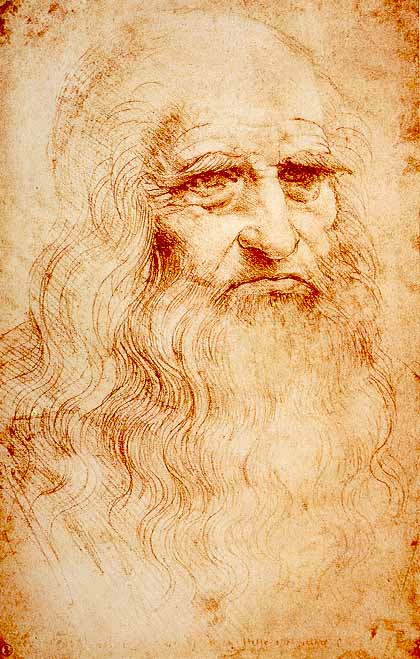
Leonardo da Vinci

La storia della Toscana abbraccia un lungo arco di tempo, che spazia dalla preistoria ai giorni nostri, risultando fondamentale, dal Medioevo in poi, per la nascita della lingua italiana, per la letteratura e la scienza, nonché per l'identità culturale italiana (soprattutto il Rinascimento, oltre all'età medievale).
Le prime tracce certe della presenza umana risalgono al Paleolitico, con comunità di cacciatori raccoglitori. Nell'VIII millennio a.C. appare in territorio toscano la cosiddetta cultura della ceramica cardiale che segna l'introduzione della rivoluzione neolitica. Tra la fine del Neolitico e il Calcolitico, nella regione ci sono importanti testimonianze lasciate dalla cultura del Rinaldone, e dalla cultura del vaso campaniforme. Con l'età del Bronzo fiorisce la cultura appenninica che verrà seguita dalla cultura protovillanoviana nella fase finale dell'età del bronzo.
Tra il X e l'VIII secolo a.C., nell'età del ferro trova la sua massima espressione la cultura villanoviana che rappresenta la fase più antica della civiltà etrusca. Le aree della Toscana nord-occidentale sono abitate dagli antichi Liguri, e il confine tra Liguri ed Etruschi cambiò più volte durante l'età del ferro. Nella Toscana nord-occidentale, l'area tra i fiumi Arno e Magra fu culturalmente allineata con gli Etruschi nella prima età del ferro, e passò sotto controllo ligure nella tarda età del ferro.
Il culmine dello splendore della civiltà etrusca fu raggiunto attorno al VI secolo a.C., con possedimenti che andavano dalla zona settentrionale della Pianura Padana, detta Etruria padana, alla Campania, detta Etruria campana: furono costruite strade, tra le quali si sono ben conservate le Vie Cave (tra Sovana, Pitigliano e Sorano), realizzarono un maestoso complesso sacro termale in località il Bagnone a Sasso Pisano, vennero bonificate alcune paludi ed edificate importanti città toscane, come Pisa, Arezzo, Chiusi, Volterra, Populonia, Vetulonia, Roselle, Fiesole oltre all'ultima importante scoperta, ancora anonima, sorta in prossimità di Prato, di Gonfienti. II livello di civiltà raggiunto da questo grande popolo è testimoniato dalle interessanti similitudini - inconsuete per il Mediterraneo del tempo - tra i diritti degli uomini e quelli delle donne e ponendo fondamentali basi per l'urbanistica romana.
Nel III secolo a.C. gli Etruschi furono sconfitti dalla potenza militare di Roma e, dopo un primo periodo di prosperità, dovuto allo sviluppo dell'artigianato, dell'estrazione e della lavorazione del ferro, dei commerci, tutta la regione decadde economicamente, culturalmente e socialmente. I Romani, che si insediarono presso le preesistenti località etrusche, fondarono anche nuove città come Florentia e Cosa, attualmente una delle meglio conservate con le mura, il foro, l'acropoli e il capitolium, sorto originariamente come Tempio di Giove, oltre ad avere una propria monetazione. Sarà, tuttavia, dal nome latino degli Etruschi, Tusci plurale di Tuscus, che l'attuale regione prese il nome di Etruria in epoca romana, Tuscia in epoca medievale, e, infine, Toscana.

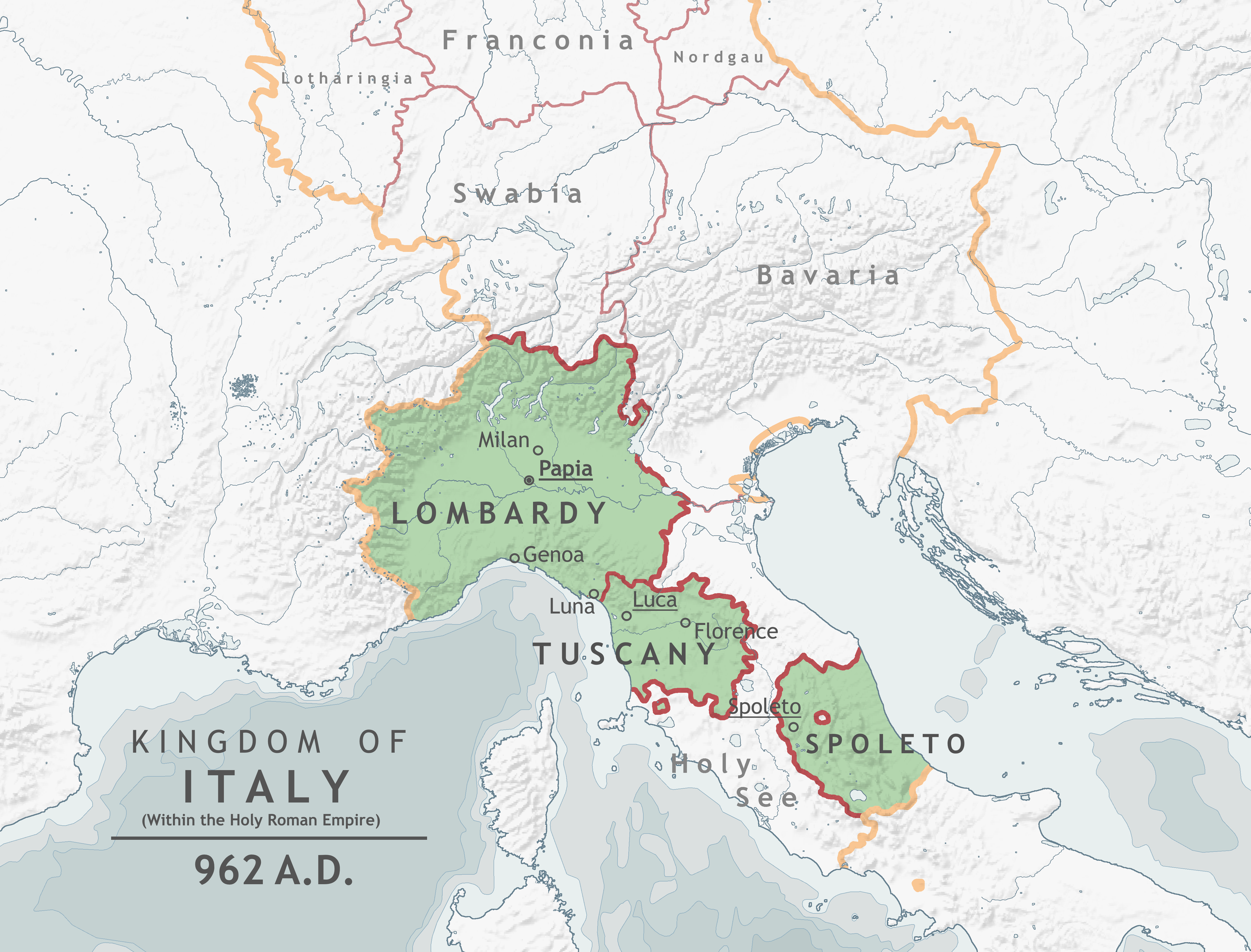
La marca di Tuscia all'interno del regno d'Italia nel 962.

Dopo la caduta dell'Impero romano d'Occidente la regione passò attraverso le dominazioni ostrogota e bizantina, prima di divenire oggetto di conquista da parte dei Longobardi (569), che la eressero a ducato con sede a Lucca (Ducato di Tuscia). Con la caduta dei Longobardi per opera di Carlo Magno, il ducato divenne contea e successivamente marchesato (Marca di Tuscia) avendo come centro preminente la città di Lucca. Nell'XI secolo il Marchesato passò agli Attoni, grandi feudatari Canossiani, che possedevano anche Modena, Reggio Emilia e Mantova. A quella famiglia apparteneva la famosa Contessa Matilde di Canossa, nel cui castello avvenne l'incontro fra il papa Gregorio VII e l'imperatore di Germania, Enrico IV. Proprio in questo periodo si sviluppò in tutta la regione il fenomeno dell'incastellamento.
Nell'XI secolo Pisa divenne la città più potente e importante della Toscana, con l'estensione del dominio della Repubblica Marinara a quasi tutta la Toscana tirrenica, alle isole dell'Arcipelago Toscano e alla Sardegna e Corsica. A sud è presente il dominio degli Aldobrandeschi, importante casata di origine longobarda, che controllava la parte meridionale delle attuali province di Livorno e Siena, oltre all'intera provincia di Grosseto, al territorio del monte Amiata, fino all'Alto Lazio, entrando spesso in conflitto con il Papato, fino all'emergere della città di Siena, che più tardi entrerà in competizione con Firenze.
Attorno al XII secolo inizia il periodo dei liberi Comuni, e lo Statuto dei consoli del Comune di Pistoia fu il primo in Italia, a sancire l'autonomia cittadina. Nascono le prime forme di democrazia partecipativa e le associazioni di arti e mestieri, che fecero della Toscana un irripetibile esempio di autonomia culturale, sociale ed economica.
Tra la fioritura delle varie città toscane si vede la città di Lucca divenire un centro molto ricco e prosperoso grazie alla produzione tessile ed al commercio della seta, oltre che a essere un'importante meta nella Via Francigena. Fra le città della regione però si impone ben presto, per motivi culturali ed economici ma anche militari, il Comune di Firenze.
In questo periodo che va dal X secolo al XIII secolo vengono effettuati vari tentativi di creare un coordinamento politico tra i vari poteri toscani, da quello portato avanti dei marchesi di Toscana (da Ugo il Grande a Beatrice di Lorena) a quello espresso dai comuni della Lega toscana (1197). Sarà comunque Firenze ad imporsi come forza dominante tra XIV e XVI secolo.

Cosimo I de' Medici, Granduca di Toscana

Grazie a numerosi letterati e artisti, tra il Trecento e il Quattrocento la Toscana, e in particolare la città di Firenze, diedero un determinante contributo all'Arte Italiana. Vi si sviluppò il grande movimento culturale e artistico del Rinascimento.
Divenuta entità politicamente autonoma a partire dal XII secolo la Toscana si frammentò anch'essa in una miriade di stati tra i quali la Repubblica di Firenze e la Repubblica di Siena erano le più importanti. La fioritura dei commerci portò in alcune città della regione alla nascita delle banche (Firenze e Siena in primis). L'unificazione toscana sotto un'unica città iniziò con la politica espansionistica fiorentina già nel XIV secolo, quando la repubblica iniziò a fagocitare i territori toscani in successione, frenata solamente dalla repubblica di Siena, che a sua volta annetteva quasi tutti i territori della Maremma e del monte Amiata, e dalla Repubblica di Lucca.

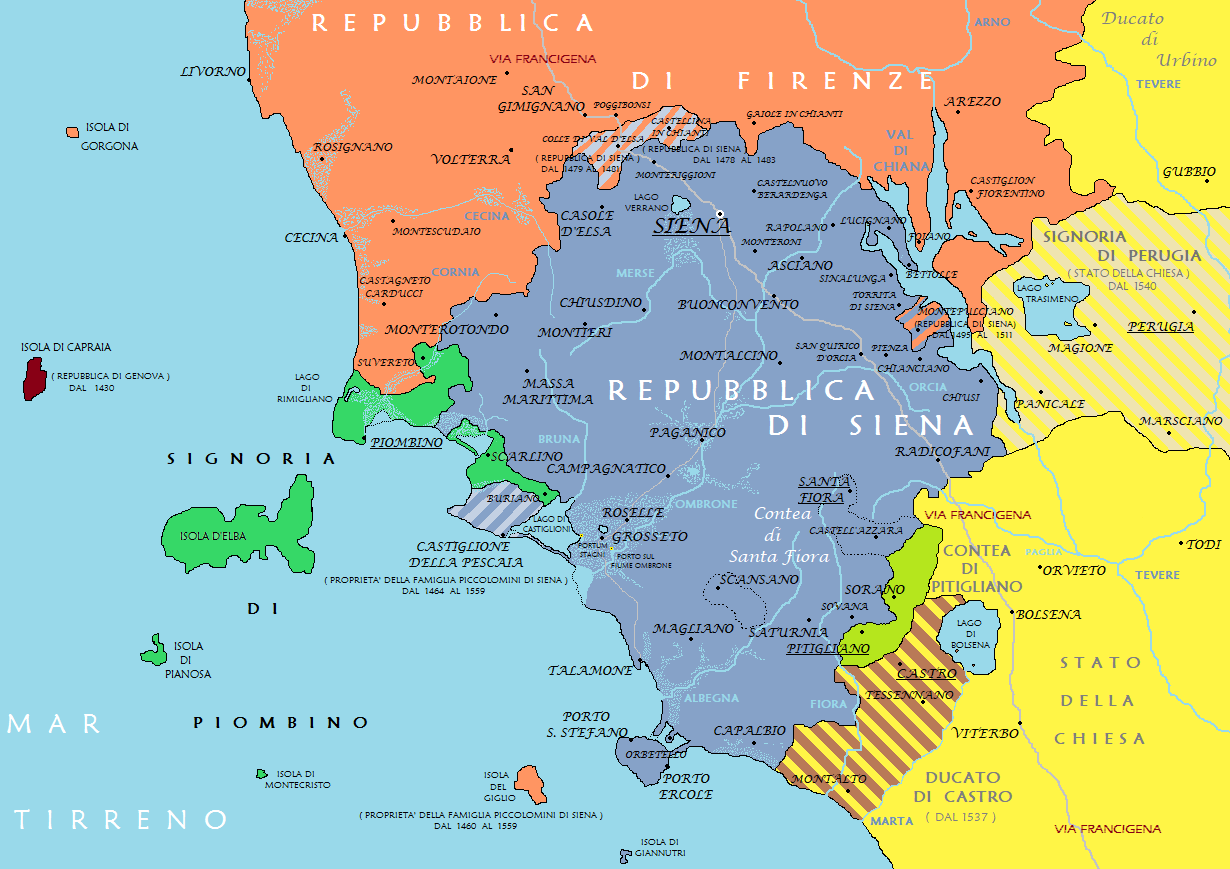
Confini della Toscana meridionale tra XV e XVI

Durante il XV secolo salì al potere la famiglia Medici che, come le maggiori famiglie fiorentine, si era arricchita con l'attività bancaria ed aveva ottenuto rilevanza politica nelle istituzioni repubblicane a partire dalla metà del Quattrocento, con Cosimo il Vecchio. A partire da Lorenzo il Magnifico il potere mediceo si consolidò (a parte due interruzioni repubblicane dal 1494 al 1512 e dal 1527 al 1530): nel 1532 Alessandro ottenne il titolo di Duca di Firenze e nel 1569 Cosimo I quello di Granduca di Toscana. In questo momento tutta l'area toscana, eccetto Lucca che rimase una repubblica autonoma, Piombino che costituiva un principato a sé stante, e l'area di Orbetello e Monte Argentario collocata nello Stato dei Presidii, era sotto la signoria fiorentina essendo caduta la repubblica di Siena nel 1555 nelle mani dei fiorentini (aiutati da truppe spagnole) che dal 1557 ne ebbero la sovranità.
La famiglia Medici continuò a regnare sopra la Toscana ininterrottamente fino al 1737. L'ultimo granduca della famiglia fu Gian Gastone de' Medici che non ebbe eredi, mentre l'ultima della famiglia, Anna Maria Luisa, Elettrice Palatina, si occupò del Granducato dalla morte del fratello e riuscì grazie alla sua lungimiranza a fare sì che l'immenso patrimonio artistico che era nei secoli divenuto patrimonio della famiglia non potesse essere portato via da Firenze nemmeno dai futuri regnanti che il Granducato avrebbe avuto.
Il Granducato di Toscana, alla morte di Gian Gastone, passò alla famiglia dei Lorena, in particolare a Francesco Stefano di Lorena, già marito di Maria Teresa d'Asburgo, imperatrice d'Austria. Egli non risiedette né in Toscana né a Firenze, e ne lasciò l'amministrazione a un consiglio di Reggenza. Gli successe sul trono il figlio Pietro Leopoldo che dette avvio a una tumultuosa stagione di riforme economiche e amministrative. La più importante innovazione voluta da Pietro Leopoldo, fu l'abolizione (per 4 anni, fino al 1790 quando fu temporaneamente ripristinata) della pena di morte nel Granducato di Toscana, per l'epoca una innovazione di non poco rilievo. Il provvedimento entrò in vigore il 30 novembre 1786 e, prendendo spunto da questo, è stata istituita in tempi recenti la Festa della Toscana, che si tiene ogni anno nel giorno di tale anniversario.
L'unica interruzione alla sovranità lorenese fu la parentesi napoleonica che durò fino al 1814, quando sul serenissimo trono granducale fu restaurato Ferdinando III figlio di Pietro Leopoldo. Lucca e Piombino invece riuscirono a mantenere una certa autonomia con il governo di Elisa Bonaparte, sorella di Napoleone, durante il Principato di Lucca.
Napoleone portò in Italia, e quindi anche in Toscana, che fu annessa alla Francia, l'idea moderna di "nazione" (concetto nato con la rivoluzione industriale). Per reazione al nazionalismo francese, infatti, si ebbe anche in Toscana la nascita del pensiero nazionalista, che alimentò gli ideali del nazionalismo italiano, avente nella Toscana il suo centro motore: i "grandi toscani" divennero "grandi italiani" e Dante, Petrarca, Boccaccio, ma anche Niccolò Machiavelli e Galileo Galilei, vennero "arruolati" come simboli di una "Italia" da far "rinascere" a nuova vita, insieme a tutti i suoi valori di "libertà" comunale, creatività e indipendenza. Fu così che la Toscana divenne uno dei centri più importanti del movimento indipendentista e risorgimentale italiano.

Lo stesso ultimo granduca regnante, Leopoldo II di Toscana, e l'ultimo primo ministro toscano, Bettino Ricasoli, furono, in tempi e modalità diversi, convinti che nell'Unità d´Italia, la Toscana avrebbe potuto meglio mantenere e sviluppare la propria identità. Insomma, la Toscana, che aveva una sua identità culturale ben definita dai tempi antichi, preferì "investire" nel progetto nazionale così che nel XIX secolo darà in dote al Regno d'Italia il suo immenso patrimonio culturale ed ideale, e per alcuni anni anche la capitale.

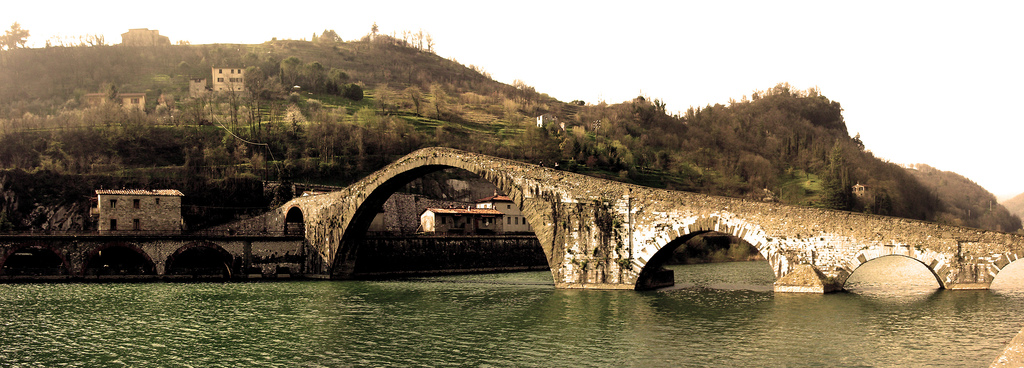
Il Ponte del Diavolo a Borgo a Mozzano

L'ultimo Granduca della Toscana fu il figlio di Ferdinando, Leopoldo II, che regnò fino all'ingresso del territorio toscano nel nascente stato unitario italiano. Il periodo lorenese fu per la Toscana un periodo illuminato, a partire dal governo di Pietro Leopoldo (che riformò tutta l'amministrazione e l'ordinamento giudiziario), fino all'ultimo granduca che ottenne risultati molto positivi, con la costruzione delle prime ferrovie, la creazione del catasto e la bonifica della Maremma. Durante il suo regno, nel 1847 la Toscana fu completamente unificata con l'entrata del Ducato di Lucca nel Granducato di Toscana.
Durante le rivoluzioni del 1848-1849 Leopoldo inizialmente appoggiò il movimento nazionale antiaustriaco, salvo poi ritrarsi e rifugiarsi a Gaeta; il ritorno divenne supportato da una guarnigione austriaca che gli alienò le simpatie popolari. Nel 1859, quando la Toscana stava per entrare nel regno dell'Italia del Nord, non si oppose in maniera tenace alla sua destituzione, ma partì da Firenze lasciandola pacificamente nelle mani dei rivoluzionari. La curiosa espressione usata nell'occasione, dato che era iniziata la rivolta alle cinque del mattino, fu che alle sei dello stesso mattino, quando il granduca partì da Firenze, la rivoluzione se ne andò a fare colazione. Il passaggio dal Granducato di Toscana allo Stato Unitario Italiano fu frutto di un'incruenta rivoluzione.

Nei giorni 11-12 marzo 1860 fu celebrato un plebiscito, che confermò l'unione della Toscana alla monarchia costituzionale di Vittorio Emanuele II. I risultati del voto furono proclamati a Firenze il 15 marzo 1860 da Enrico Poggi, uno dei ministri del Governo Provvisorio Toscano. La Toscana fu così annessa al Regno di Sardegna e quindi al nascente Regno d'Italia.

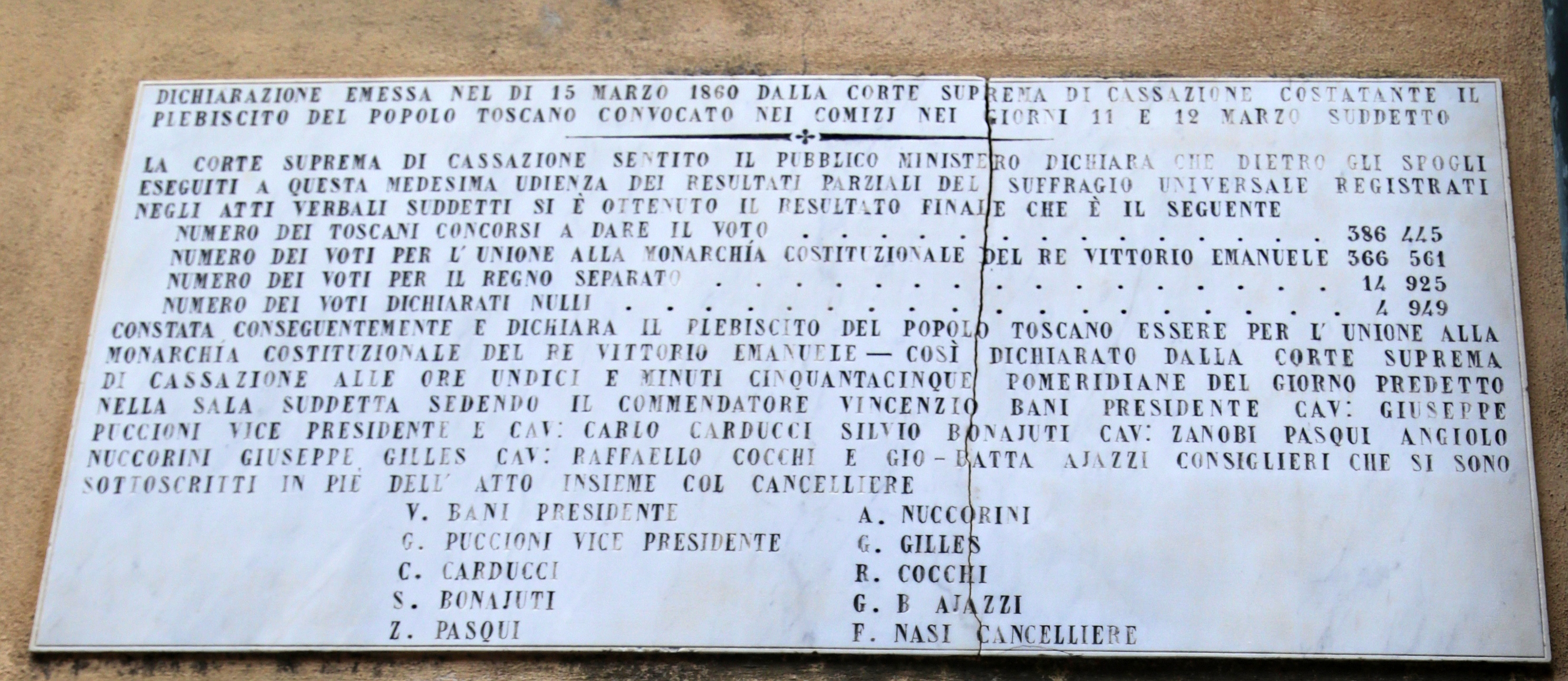
Targa commemorativa plebiscito marzo 1860 annessione Toscana al Regno d'Italia (a Campiglia Marittima)

L'unione al Piemonte era vista dalla classe dirigente moderata toscana (con a capo personalità di spicco come Bettino Ricasoli e Gino Capponi) come la via migliore per valorizzare le peculiarità toscane, le libertà cittadine, preservare il potere delle aristocrazie dall´invadenza modernizzatrice dei sovrani lorenesi.
L'idea, infatti, dei moderati toscani era quella di costituire una specie di federazione con le altre terre italiane.
Non è un caso quindi che nei primi anni di Unità, in Toscana ci fu un forte movimento federalista e autonomista che unì tutti coloro che - dai cattolici, ai garibaldini, agli ex-mazziniani, dai codini e legittimisti ai democratici, dai cattolici agli autonomisti - si opponevano al centralismo amministrativo piemontese e auspicavano un assetto federale dello Stato.
Tale partito (tra i cui esponenti si ricordano Giuseppe Montanelli, l'allievo di Carlo Cattaneo, Alberto Mario, Luigi Castellazzo, Giuseppe Mazzoni, Clemente Busi, Eugenio Alberi, Padre Bausa, Luigi Alberti, Giuseppe Corsi, l'arcivescovo di Pisa Cosimo Corsi, ecc.) rappresentò la più importante alternativa al partito moderato-liberale del governo unitario (tra i cui esponenti c'era Bettino Ricasoli), ed ebbe alcune riviste di un certo prestigio come La Nuova Europa (federalista-democratico), La Patria e Firenze (federalista-cattolici).
La storia della Toscana si identifica, da questo momento, con quella dello Stato Italiano, di cui fa parte, pur conservando una sua specificità che la distingue da tutte le altre regioni.
In attesa del trasferimento della capitale a Roma, cosa che avvenne dopo la conquista savoiarda della città nel 1870, Firenze ospitò il governo della nazione per cinque anni.
Nel contesto degli avvenimenti contestativi post-unificazione è stata inserita dagli storici l'avventura mistico-rivoluzionaria di David Lazzaretti, un predicatore che riuscì a muovere le folle della zona del monte Amiata e della Toscana meridionale in nome di una alternativa religiosa e sociale, a fronte non tanto dei nuovi assetti nazionali, ma soprattutto della fragilità sociale di quel territorio e del declino dei costumi del clero romano. Per avere organizzato una processione su Arcidosso, in cui le istituzioni e la borghesia di allora paventavano assalti alla proprietà privata come prodotto di un socialismo che allora era solo agli albori, venne ucciso dalla forza pubblica nel 1878.
Durante la Resistenza la Toscana fu teatro di una feroce e violenta guerra tra le brigate partigiane, appoggiate da buona parte della popolazione (da sempre impegnata nelle lotte sindacali e antifasciste) e l'esercito tedesco appoggiato dalle squadre fasciste. Stragi come Sant'Anna di Stazzema ricordano quanto sia stato grande il contributo dei Toscani alla Guerra di Liberazione e quanto sangue sia stato versato senza batter ciglio, pur di liberare il territorio dall'occupazione nazista.

## Società, popolazione e lingua

### Evoluzione demografica
La Toscana conta più di tre milioni e mezzo di abitanti che rappresentano circa il 6% della popolazione italiana, con una densità di circa 163 abitanti per km² che risulta inferiore rispetto alla media nazionale.
Poco più del 10% della popolazione toscana risiede nel capoluogo regionale e circa un terzo del totale regionale nell'area metropolitana Firenze-Prato-Pistoia che si sviluppa senza soluzioni di continuità nella corrispondente conca intermontana. Altre zone densamente popolate sono, in ordine decrescente, l'area pisana e il Valdarno inferiore, l'area livornese, la fascia costiera della provincia di Massa Carrara e della Versilia, la Valdinievole e la Piana di Lucca ed infine la zona del Valdarno superiore tra Arezzo e Firenze.
Al contrario, l'intera area appenninica (dalla Lunigiana e Garfagnana fino al Casentino), la Maremma grossetana, le Colline Metallifere, il Monte Amiata e la zona a sud di Siena comprendente la Val d'Orcia e le Crete senesi con il Deserto di Accona risultano essere i territori con la minore densità abitativa.
Dagli anni settanta in poi la Toscana ha visto una continua diminuzione dei tassi di natalità. Tuttavia la popolazione totale regionale, grazie all'immigrazione da altre regioni italiane, si è mantenuta piuttosto stabile fino alla fine degli anni novanta, quando è iniziato a verificarsi un aumento piuttosto deciso, questa volta a causa dell'immigrazione da paesi stranieri, fenomeno che si è molto accentuato negli ultimi due decenni.
Nel 2009 i nati sono stati 32.380 (8,7‰), i morti 42.210 (11,3‰) con un decremento naturale di -9.730 unità rispetto al 2008 (-2,6‰). Le famiglie contano in media 2,32 componenti. Il 31 dicembre 2009 su una popolazione di 3.730.130 abitanti si contavano 309.651 stranieri (8,3%).

#### Comuni più popolosi
In Toscana si contano tre comuni con oltre 100 000 abitanti, dieci comuni con popolazione compresa tra 50 000 e 100 000 abitanti e nove comuni con popolazione compresa tra 30 000 e 50 000, abitanti come indicato nella tabella seguente che comprende tutti i comuni con più di 30 000 abitanti al 31 agosto 2022:
| Stemma | Comuni con popolazione superiore a 30 000 abitanti | Provincia                      | Popolazione (ab) | Superficie (km²) |
| ------ | -------------------------------------------------- | ------------------------------ | ---------------- | ---------------- |
|        | Firenze                                            | Città metropolitana di Firenze | 360 845          | 102,41           |
|        | Prato                                              | Provincia di Prato             | 195 815          | 97,45            |
|        | Livorno                                            | Provincia di Livorno           | 152 759          | 104,79           |
|        | Arezzo                                             | Provincia di Arezzo            | 96 236           | 386,25           |
|        | Pisa                                               | Provincia di Pisa              | 92 735           | 185,27           |
|        | Pistoia                                            | Provincia di Pistoia           | 89 245           | 236,77           |
|        | Lucca                                              | Provincia di Lucca             | 88 831           | 185,53           |
|        | Grosseto                                           | Provincia di Grosseto          | 81 290           | 474,46           |
|        | Massa                                              | Provincia di Massa e Carrara   | 66 269           | 94,13            |
|        | Viareggio                                          | Provincia di Lucca             | 60 593           | 31,88            |
|        | Carrara                                            | Provincia di Massa e Carrara   | 60 277           | 71,29            |
|        | Siena                                              | Provincia di Siena             | 53 423           | 118              |
|        | Scandicci                                          | Città metropolitana di Firenze | 49 804           | 59,59            |
|        | Sesto Fiorentino                                   | Città metropolitana di Firenze | 49 155           | 49               |
|        | Empoli                                             | Città metropolitana di Firenze | 48 801           | 62               |
|        | Campi Bisenzio                                     | Città metropolitana di Firenze | 48 066           | 28               |
|        | Capannori                                          | Provincia di Lucca             | 46 123           | 156,59           |
|        | Cascina                                            | Provincia di Pisa              | 44 749           | 79,23            |
|        | Piombino                                           | Provincia di Livorno           | 31 866           | 129              |
|        | Camaiore                                           | Provincia di Lucca             | 31 660           | 84               |
|        | San Giuliano Terme                                 | Provincia di Pisa              | 30 643           | 91,71            |
|        | Rosignano Marittimo                                | Provincia di Livorno           | 30 071           | 120              |

### Etnie e minoranze straniere
Al 1 gennaio 2019 i cittadini stranieri residenti nella regione sono 398 111.
Di seguito i dieci principali gruppi per nazionalità:
| Stato     | Numerosità | Percentuale |
| --------- | ---------- | ----------- |
| Romania   | 79033      | 19,9%       |
| Albania   | 58225      | 14,6%       |
| Cina      | 55969      | 14,1%       |
| Marocco   | 26498      | 6,7%        |
| Filippine | 12245      | 3,1%        |
| Senegal   | 12066      | 3,0%        |
| Ucraina   | 10729      | 2,7%        |
| Perù      | 9685       | 2,4%        |
| Pakistan  | 8037       | 2,0%        |
| Polonia   | 7670       | 1,9%        |

### Lingue e dialetti
Il toscano è, dopo la lingua sarda, l'idioma che meno si è discostato dal latino e si è evoluto in maniera lineare ed omogenea. È alla base della lingua italiana, grazie agli scritti di Dante Alighieri, Francesco Petrarca, Giovanni Boccaccio, Niccolò Machiavelli e Francesco Guicciardini, che gli conferirono la dignità di "lingua letteraria" della penisola. Con l'Unità d'Italia venne adottato come lingua ufficiale, grazie anche alla prestigiosa teoria di Alessandro Manzoni relativa alla scelta della lingua per la stesura de I promessi sposi con "i panni lavati in Arno". Per questo motivo, la Toscana è la regione in cui si parla di più l'italiano in famiglia (l'83,9% degli abitanti nel 2006).
I locutori sono superiori ai tre milioni, sottraendo dal numero totale degli abitanti della regione quelli della provincia di Massa e Carrara, dove si parlano dialetti settentrionali appartenenti al gruppo gallo-italico (dialetto massese, dialetto carrarese, dialetti della Lunigiana). Nella zona meridionale della regione il dialetto toscano è particolarmente influenzato dal dialetto della Tuscia, appartenente al sottogruppo occidentale che comprende i vernacoli dell'area orientale e meridionale della provincia di Grosseto, in particolare nella zona dell'Argentario, l'area del tufo e la zona del monte Amiata.
La parlata toscana è un insieme di dialetti minori locali (vernacoli) che presentano alcune differenze che li contraddistinguono gli uni dagli altri. Di seguito è riportata la suddivisione in dialetti toscani settentrionali, orientali, meridionali e occidentali (in altre classificazioni i dialetti toscani occidentali vengono inclusi tra i toscani settentrionali, mentre i dialetti toscani orientali vengono trattati a parte). Tuttavia, tra i dialetti di matrice toscana, va inclusa anche la variante cismontana del còrso parlata nella Corsica settentrionale.
| Dialetti toscani settentrionali                                                                   | Dialetti toscani orientali                       | Dialetti toscani meridionali                                                                                     | Dialetti toscani occidentali |
| ------------------------------------------------------------------------------------------------- | ------------------------------------------------ | --- | --- |
| - Vernacolo fiorentino - Vernacolo pratese - Vernacolo pistoiese - Vernacolo altorenano-montanino | - Vernacolo casentinese - Vernacolo altotiberino | - Vernacolo aretino-chianino - Vernacolo senese - Vernacolo grossetano/amiatino (comunemente definito maremmano) | - Vernacolo lucchese - Vernacolo garfagnino - Vernacolo viareggino - Vernacolo pisano - Vernacolo livornese - Vernacolo corso cismontano - Vernacolo elbano - Vernacolo pesciatino - Vernacolo versiliese |

### Religione

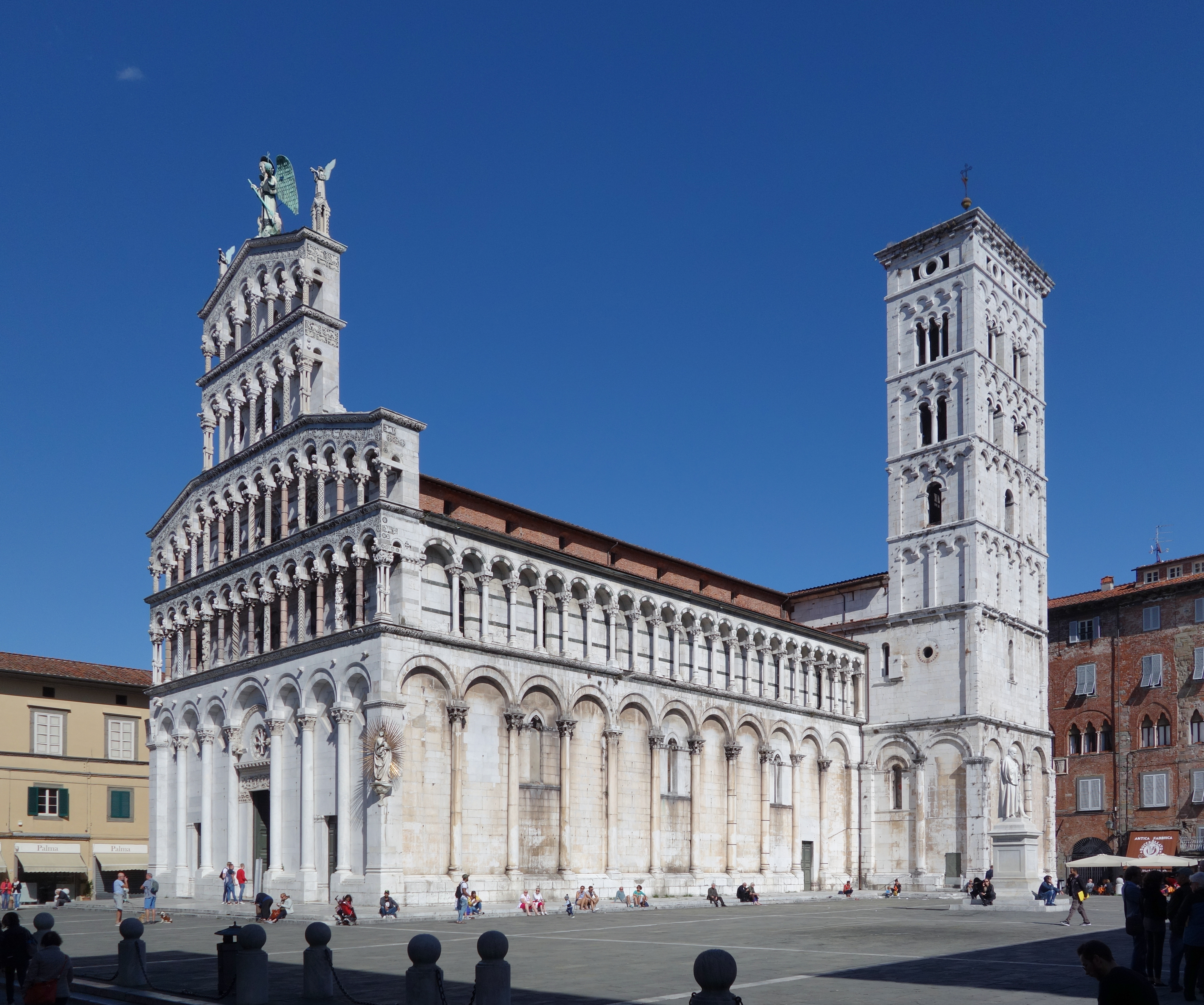
La Chiesa di San Michele in Foro nel centro storico di Lucca

#### Diocesi cattoliche
Dopo gli accorpamenti, per lo più avvenuti in epoche piuttosto recenti, la Toscana comprende oggi un'abbazia territoriale, quattro arcidiocesi e tredici diocesi cattoliche, i cui confini non coincidono con quelli delle province:
- Abbazia territoriale di Monte Oliveto Maggiore
- Arcidiocesi di Firenze
- Arcidiocesi di Lucca
- Arcidiocesi di Pisa
- Arcidiocesi di Siena-Colle di Val d'Elsa-Montalcino
- Diocesi di Arezzo-Cortona-Sansepolcro
- Diocesi di Fiesole
- Diocesi di Grosseto (già Vescovato di Roselle)
- Diocesi di Livorno
- Diocesi di Massa Carrara-Pontremoli
- Diocesi di Massa Marittima-Piombino (già Vescovato di Populonia)
- Diocesi di Montepulciano-Chiusi-Pienza
- Diocesi di Pescia
- Diocesi di Pistoia
- Diocesi di Pitigliano-Sovana-Orbetello (già Vescovato di Statonia)
- Diocesi di Prato
- Diocesi di San Miniato
- Diocesi di Volterra

#### Sinagoghe e comunità ebraiche

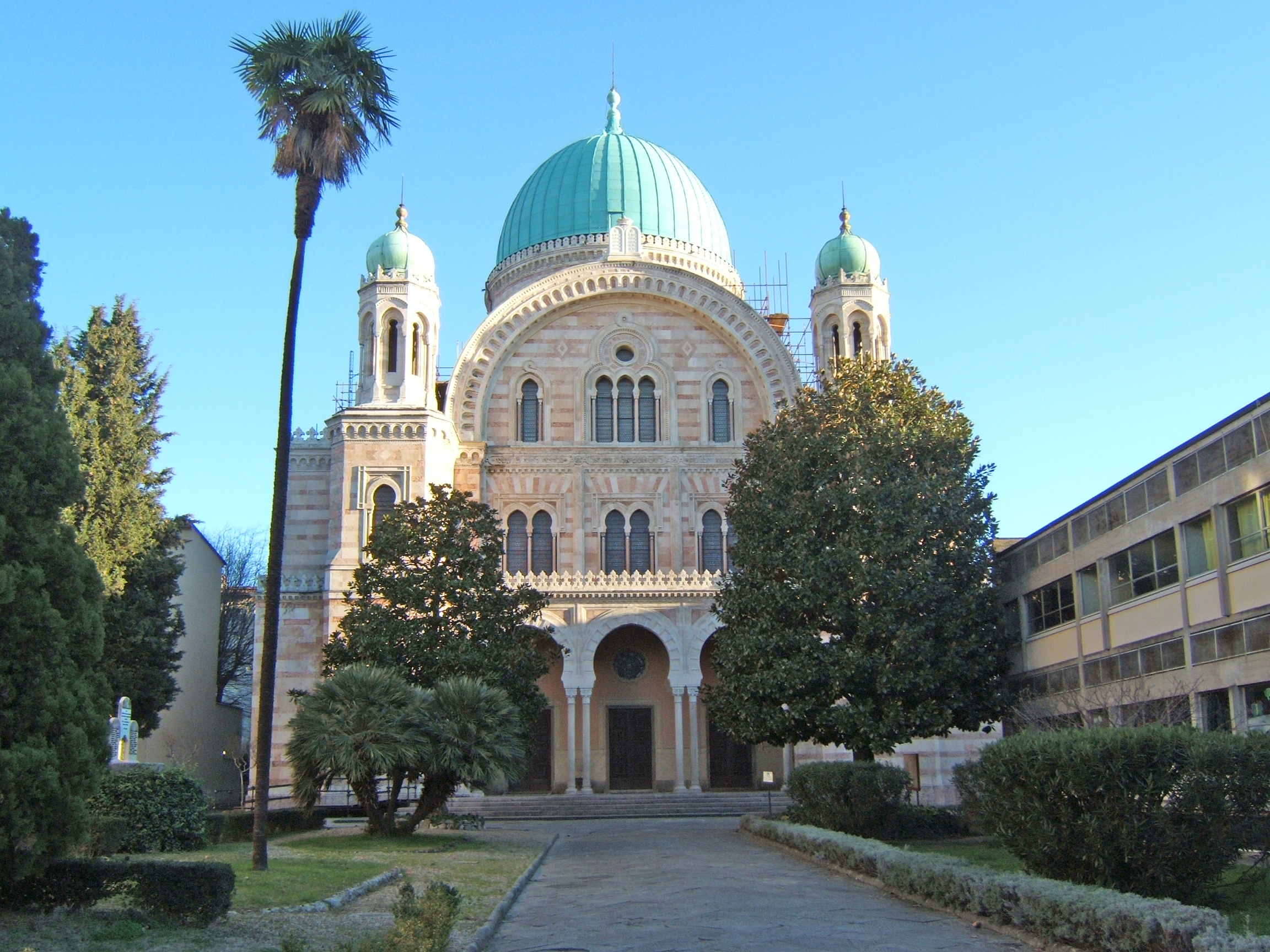
La Sinagoga di Firenze

In vari centri della Toscana (città e paesi) sono sempre state presenti numerose comunità ebraiche. A Firenze è esistito un vero e proprio ghetto nella zona del Mercato Vecchio, ma con le libertà concesse da Ferdinando I de' Medici al porto franco di Livorno, fu lì che dal XVI secolo si stabilì la comunità più numerosa. Tra le piccole comunità storiche ci sono quelle di Monte San Savino e di Pitigliano.
Di seguito sono elencate le sinagoghe della regione:
- Sinagoga di Firenze
- Sinagoga di Livorno
- Sinagoga di Monte San Savino
- Sinagoga di Pisa
- Sinagoga di Pitigliano
- Sinagoga di Siena
- Sinagoga di Sorano

#### Altre religioni
Le altre confessioni cristiane non cattoliche sono presenti in regione dalla fine del XVIII secolo, fatta eccezione per Livorno, dove le leggi tolleranti permisero una libertà religiosa sin dal XVI secolo, che ancora è testimoniata dai numerosi edifici di culto acattolici. A Firenze e nelle altre città si ebbero comunità cospicue di valdesi, anglicani ed altri protestanti soprattutto tra il XIX secolo e i primi decenni del XX secolo, quando la presenza di stranieri (soprattutto inglesi, statunitensi e tedeschi) fu massima. Nel comune di San Casciano in Val di Pesa è presente uno dei centri più grandi ed importanti dell'Associazione internazionale per la coscienza di Krishna meglio conosciuta come il "Movimento Hare Krishna". Merita un cenno anche la comunità dei Giurisdavidici nella zona del Monte Amiata, attiva nel primo novecento, ridotta a poche unità intorno ad Arcidosso. La presenza islamica nella regione risale ai recenti fenomeni di immigrazione. La scuola buddista Soka Gakkai ha una sede a Firenze, a villa Le Brache, a Grosseto e di recente costruzione anche a Cecina, mentre una comunità di religione tibetana, il centro Dzog-chen di Merigar West fondato da Chögyal Namkhai Norbu, si è stabilita dal 1981 nella zona del Monte Amiata, più esattamente sulle prime pendici del Monte Labbro, vicino Zancona, nel territorio comunale di Arcidosso. A Pomaia, in provincia di Pisa, si trova l'Istituto Lama Tzong Khapa. A Prato, in Piazza del Mercato Nuovo, si trova il Tempio Buddhista Pua Hua Si.

## Politica

### Suddivisione amministrativa

Le province della Toscana

I comuni della Toscana

Dal 1º gennaio 1948, ex art. 131 della Costituzione, la Toscana è una regione ad autonomia ordinaria della Repubblica Italiana, ma solo con la legge n. 281 del 1970 furono attuate le sue funzioni.
La Toscana comprende nove province e una Città metropolitana:
| Provincia                      | Superficie (km²) | Abitanti (ab.) | Densità (ab./km²) | Comuni (n°) |
| ------------------------------ | ---------------- | -------------- | ----------------- | ----------- |
| Provincia di Arezzo            | 3235             | 333 625        | 103               | 36          |
| Città metropolitana di Firenze | 3514             | 993 371        | 283               | 41          |
| Provincia di Grosseto          | 4504             | 216 240        | 48                | 28          |
| Provincia di Livorno           | 1211             | 325 571        | 269               | 19          |
| Provincia di Lucca             | 1773             | 381 190        | 215               | 33          |
| Provincia di Massa Carrara     | 1156             | 187 845        | 162               | 17          |
| Provincia di Pisa              | 2444             | 416 789        | 171               | 37          |
| Provincia di Pistoia           | 965              | 289 107        | 300               | 20          |
| Provincia di Prato             | 365              | 264 259        | 724               | 7           |
| Provincia di Siena             | 3821             | 261 144        | 68                | 35          |
| Totale                         | 22 980           | 3 669 141      | 160               | 273         |

### Storia amministrativa
L'ex Granducato di Toscana dopo la riforma amministrativa del 1850 era stato suddiviso nei "compartimenti" di Firenze, Lucca, Arezzo, Siena, Pisa, Grosseto e Livorno con l'isola d'Elba e nelle sottoprefetture di Pistoia, Prato, San Miniato, Rocca San Casciano, Volterra, Montepulciano, Portoferraio. Ne faceva parte anche la cosiddetta Romagna Toscana, mentre ne erano escluse la Lunigiana e l'Alta Garfagnana.
Nel 1607 il granduca Ferdinando I de' Medici acquistò dai Gonzaga di Novellara una serie di terre, che attualmente costituiscono una piccola enclave amministrata dalla Toscana in territorio romagnolo, le cui località sono frazioni del comune di Badia Tedalda, (Arezzo) come la frazione di Santa Sofia Marecchia.
Con il Regno d'Italia nel 1860 sono confermate le province di Firenze, Siena, Arezzo, Pisa, Lucca, Livorno, Grosseto. La provincia di Livorno, costituita dal capoluogo e dalle isole d'Elba, Gorgona, Pianosa e Montecristo, verrà ridimensionata alcuni anni più tardi limitandone l'estensione al proprio territorio comunale. Dal censimento del 1871 la provincia di Massa e Carrara viene considerata come provincia toscana e non più emiliana.
Al 1923 la Toscana è suddivisa in sette province, Firenze, Siena, Arezzo, Pisa, Livorno (limitata al solo territorio comunale), Lucca, Massa e Grosseto.
Nello stesso anno, vengono distaccati dalla provincia di Massa e Carrara i comuni di Bolano, Calice al Cornoviglio, Castelnuovo Magra, Ortonovo, Rocchetta di Vara, Santo Stefano di Magra e Sarzana e ceduti alla nuova provincia della Spezia in Liguria.
Sempre nel 1923 è distaccato dalla provincia di Firenze il circondario di Rocca San Casciano, la cosiddetta Romagna Toscana, che passa alla provincia di Forlì in Emilia-Romagna (comuni di Bagno di Romagna, Dovadola, Galeata, Modigliana, Portico e San Benedetto, Premilcuore, Rocca San Casciano, Santa Sofia, Sorbano, Castrocaro Terme e Terra del Sole, Tredozio e Verghereto).
Nel 1925 viene ampliata la provincia di Livorno, alla quale vengono aggregati il comune di Capraia Isola, staccato dalla provincia di Genova, e alcuni comuni costieri distaccati dalla provincia di Pisa: Bibbona, Campiglia Marittima, Castagneto Carducci, Cecina, Collesalvetti, Piombino, Rosignano Marittimo, Sassetta e Suvereto. Alla provincia livornese vengono restituite le isole dell'arcipelago toscano: l'isola d'Elba, la Gorgona, Pianosa e Montecristo mentre a parziale compensazione viene ceduta alla provincia di Pisa la zona Nord del territorio provinciale corrispondente alle località di Tirrenia e Calambrone.
Nel 1927 viene creata la provincia di Pistoia, distaccando dalla provincia di Firenze i comuni di Agliana, Cutigliano, Lamporecchio, Larciano, Marliana, Montale, Pistoia, Piteglio, San Marcello Pistoiese, Serravalle Pistoiese e Tizzana (oggi Quarrata).
Nello stesso anno vengono distaccati e assegnati alla provincia di Perugia, in Umbria, i comuni di Monterchi e Monte Santa Maria Tiberina che fino ad allora erano in provincia di Arezzo.
Nel 1928 la provincia di Pistoia viene allargata con alcuni comuni sottratti alla provincia di Lucca: Bagni di Montecatini, oggi Montecatini Terme, Buggiano, Massa e Cozzile, Monsummano Terme, Montecatini Val di Nievole, oggi Montecatini Alto frazione di Montecatini Terme, Pescia, Ponte Buggianese, Uzzano e Vellano, oggi frazione di Pescia.
Nel 1936, in occasione della costituzione del comune di Abetone, viene assegnata alla Toscana una zona oltre il passo già parte del comune emiliano di Fiumalbo del versante modenese.
Nel 1939, in seguito alle proteste della popolazione, il comune di Monterchi ritorna alla provincia di Arezzo.
Nel 1992 è costituita la nuova provincia di Prato, che ingloba oltre al capoluogo i comuni di Cantagallo, Carmignano, Montemurlo, Poggio a Caiano, Vaiano e Vernio sottratti alla provincia di Firenze; il numero delle province toscane sale così a dieci.

### Elenco dei Presidenti della Giunta Regionale e della Regione
| Presidenti della Giunta Regionale (1970-2000) | Presidenti della Regione (dal 2000 in poi)                                                  |
| - Lelio Lagorio (1970-1978) - Mario Leone (1978-1983) - Gianfranco Bartolini (1983-1990) - Marco Marcucci (1990-1992) - Vannino Chiti (1992-2000) | - Claudio Martini (2000-2010) - Enrico Rossi (2010-2020) - Eugenio Giani (2020-"in carica") |

### Stemma della Regione

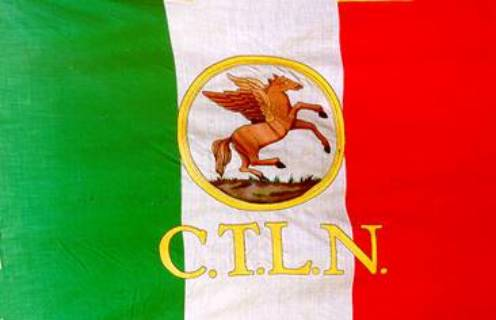
Bandiera del Comitato Toscano di Liberazione Nazionale
(1943 – 1945)

L'adozione dello stemma regionale ha origini relativamente recenti. Nel 1975, su proposta della Giunta Regionale presieduta da Lelio Lagorio, fu deciso di rappresentare la Regione Toscana con il Pegaso d'argento che ricorda la raffigurazione artistica del mitico cavallo, commissionato per una medaglia da Pietro Bembo a Benvenuto Cellini nel 1537, attualmente conservata presso il Museo del Bargello a Firenze. Inoltre l'emblema fu adottato anche dal "Comitato Toscano di Liberazione Nazionale" (CTLN) durante la Resistenza.
Il bozzetto originale fu disegnato dal Andrea Miòla e adottato come gonfalone della Regione con la legge regionale 20 maggio 1975, n.44 (e successive modificazioni con legge regionale I3 febbraio 1995, n. 18).

### Onorificenze
Conferita personalmente nel 1976, decimo anniversario della grande alluvione, dal Presidente della Repubblica Giovanni Leone.

## Economia
In termini assoluti, facendo riferimento al periodo 2000-2008, la Toscana è la sesta regione d'Italia per PIL prodotto di poco dietro Piemonte e Emilia-Romagna, mentre in termini di PIL per abitanti, la Toscana è l'ottava regione secondo i dati del periodo 2000-2008.
Il dato regionale suddiviso per macro settori di attività risulta in linea con lo stesso dato espresso su base nazionale. L'economia della regione si basa prevalentemente sul settore terziario, alimentato principalmente dal turismo. Gli arrivi turistici nel 2007 sono stati di 5542937 italiani e 5885545 stranieri. Tuttavia, in Toscana vi sono numerosi distretti industriali sparsi nel territorio, che incidono profondamente sull'economia a scala locale. Anche l'agricoltura e l'allevamento, grazie ai prodotti di qualità, rivestono notevole importanza, pur creando un numero marginale di posti di lavoro rispetto agli altri settori.

### Dati economici
Di seguito la tabella che riporta il PIL e il PIL procapite prodotto nella Toscana dal 2000 al 2006:
|                                           | 2000     | 2001     | 2002     | 2003     | 2004     | 2005     | 2006     |
| ----------------------------------------- | -------- | -------- | -------- | -------- | -------- | -------- | -------- |
| Prodotto Interno Lordo (Milioni di Euro)  | 79 513,8 | 84 087,4 | 87 294   | 90 476,1 | 93 771,5 | 95 682,8 | 99 114,5 |
| PIL ai prezzi di mercato per abitante (€) | 22 763,1 | 24 052,5 | 24 893,5 | 25 549,6 | 26 177,1 | 26 511,5 | 27 311,8 |

Di seguito la tabella che riporta il PIL, prodotto in Toscana ai prezzi correnti di mercato nel 2006, espresso in milioni di euro, suddiviso tra le principali macro-attività economiche:
| Macro-attività economica                                                         | PIL prodotto (€) | % settore su PIL regionale | % settore su PIL italiano |
| Agricoltura, silvicoltura, pesca                                                 | 1681             | 1,70%                      | 1,84%                     |
| Industria in senso stretto                                                       | 18 360,5         | 18,52%                     | 18,30%                    |
| Costruzioni                                                                      | 4972,3           | 5,02%                      | 5,41%                     |
| Commercio, riparazioni, alberghi e ristoranti, trasporti e comunicazioni         | 21 632,5         | 21,83%                     | 20,54%                    |
| Intermediazione monetaria e finanziaria; attività immobiliari ed imprenditoriali | 24 460           | 24,68%                     | 24,17%                    |
| Altre attività di servizi                                                        | 17 041,4         | 17,19%                     | 18,97%                    |
| Iva, imposte indirette nette sui prodotti e imposte sulle importazioni           | 10 966,8         | 11,06%                     | 10,76%                    |
| PIL Toscana ai prezzi di mercato                                                 | 99 114,5         |                            |                           |

### Uso del suolo
Il territorio toscano, occupato da aree urbanizzate per poco più del 4% della sua estensione, è ricoperto per quasi il 44% da boschi, che interessa prevalentemente le aree montane appenniniche e dell'Amiata, le zone collinari più elevate come le Colline Metallifere e i Monti del Chianti e le aree in prossimità della fascia costiera. Le latifoglie sono le essenze predominanti, mentre le conifere dominano lungo la fascia costiera (pinete marittime) e in alta montagna (abeti); nella Maremma grossetana e nelle aree collinari limitrofe è molto diffusa anche la quercia da sughero (Quercus suber).
Le aree coltivate rappresentano circa il 39% del territorio regionale e occupano prevalentemente le pianure (seminativi), le valli interne e le zone di medio-bassa collina (vigneti e oliveti).
La vegetazione arbustiva interessa quasi il 7% del territorio e si caratterizza per la macchia mediterranea bassa e per la gariga nelle aree a ridosso della fascia costiera maremmana, e per i cespugli dei rilievi interni.
Pascoli e praterie naturali occupano circa il 5% del territorio, soprattutto a carattere sparso nelle aree collinare interne e in modo più definito nella Maremma grossetana, specialmente nel cuore del Parco naturale della Maremma.
Lo 0,6% del territorio è caratterizzato da aree con assenza o scarsità di vegetazione (calanchi e biancane del Deserto di Accona e delle Crete senesi e zone rocciose collinari e montane), mentre lo 0,4% circa è occupato da zone umide (lagune, paludi, laghi e stagni).

### Agricoltura e allevamento
L'agricoltura e l'allevamento rivestono ancora nel ventunesimo secolo una notevole importanza, vista la qualità dei prodotti forniti. La Toscana, inoltre, è stata la prima regione in Europa ad avere approvato una legge specifica che vieta la coltivazione e la produzione di organismi geneticamente modificati e il loro consumo nelle mense pubbliche (L.R. 53 del 6 aprile 2000); di fatto il territorio regionale può definirsi OGM-free.

#### Agricoltura

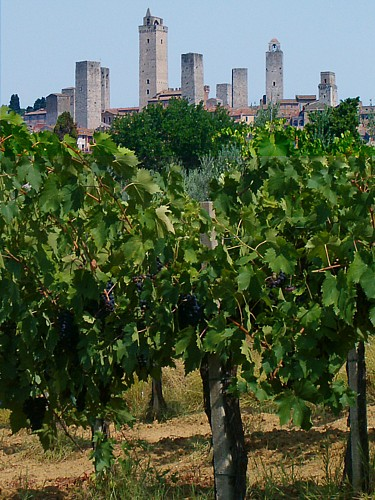
Vigneti presso San Gimignano

Nelle aree montane, l'agricoltura si contraddistingue per marginalità produttiva caratterizzata dalla raccolta di funghi, castagne e tartufi.
La collina si caratterizza essenzialmente per oliveti e vigneti.
Riguardo all'olio extravergine di oliva è da segnalare la presenza di una IGP regionale (Toscano), di cui uno con menzione Montalbano (come da disciplinare), e di cinque DOP (Chianti Classico, Colli Fiorentini, Lucca, Terre di Siena e Tuscia).
Per i vini si segnala l'importanza mondiale dei vini toscani che annoverano ben 6 DOCG - Carmignano (Provincia di Prato), Brunello di Montalcino Chianti (con le sue 8 sottozone), Morellino di Scansano (dall'annata 2007), Vernaccia di San Gimignano e Vino Nobile di Montepulciano - e 34 DOC.
La bassa collina e anche la pianura si caratterizzano per vivaismo (provincia di Pistoia), orticoltura, colture cerealicolo-foraggere, girasoli, mais, barbabietole e zafferano (province di Siena, Grosseto e Firenze).
Famosissimo in tutto il mondo è il sigaro toscano, prodotto con foglie di tabacco di tipo kentucky coltivate in Val di Chiana e nella Valtiberina toscana. In Toscana si coltivano inoltre girasoli e alberi da frutto.

#### Allevamento e zootecnia

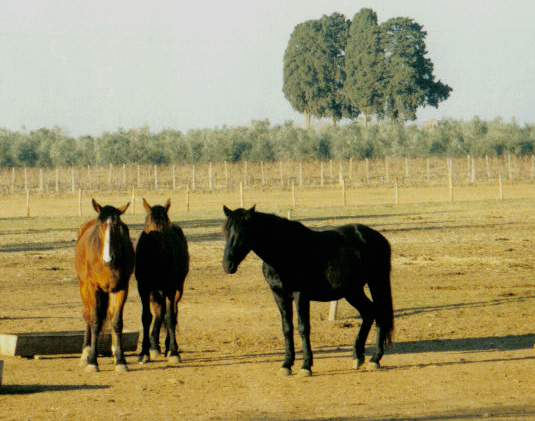
Cavalli maremmani allo stato brado nella prateria maremmana

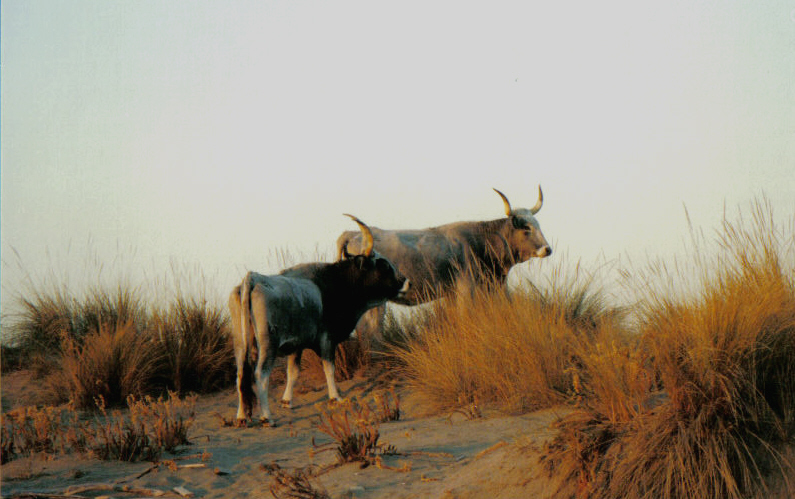
Buoi maremmani allo stato brado tra le dune del Parco naturale della Maremma

L'allevamento e la zootecnia si fondono principalmente sulle razze autoctone bovine e suine che forniscono carni molto pregiate.
Tra i bovini spiccano le razze chianina, maremmana, calvanina e garfagnina, tutte allevate allo stato brado, caratteristica che ha fatto sì che le loro carni fossero molto ricercate anche durante gli anni della crisi del settore dovuta alla BSE (patologia mai riscontrata nelle razze autoctone toscane).
Tra i suini spicca su tutti la pregiatissima razza di Cinta senese allevata allo stato brado e semibrado in varie zone delle province di Siena e Firenze e nell'area delle Colline Metallifere.
Tra le razze autoctone ovine sono in fase di recupero la massese, originaria della zona della città di Massa, la pomarancina e la zerasca, originaria della Lunigiana, in un periodo contrastato da sporadici casi del "morbo della lingua rossa".
I cavalli autoctoni più diffusi a livello regionale sono il maremmano e il bardigiano che vengono allevati per manifestazioni turistiche e sportive (il cavallo monterufolino è in fase di recupero dopo aver rischiato l'estinzione).
Ha notorietà internazionale la gallina livornese bianca, anche nota come razza Livorno, la cui diffusione internazionale è avvenuta a partire dal XIX secolo.

### Distretti industriali
Oltre al rilievo regionale dell'artigianato e della trasformazione dei prodotti della terra (vini, olio), la Toscana registra una notevole attività estrattiva, identificabile soprattutto delle cave di marmo di Carrara, esportato in tutto il mondo, e una nuova risorsa nella produzione di energia - la geotermia - presente nelle aree di Larderello e del Monte Amiata.
Da segnalare che, da diversi anni, a causa dell'elevato impatto paesaggistico ed ambientale in un territorio ricco di biodiversità e geodiversità come quello delle Alpi Apuane, la filiera del marmo è oggetto di un'aspra battaglia ambientalista per la chiusura delle cave.
Nella regione vi sono distretti industriali che si differenziano tra loro per il tipo di attività.
Di seguito sono riportati i principali.
- Arezzo: orafo
- Casentino e Valtiberina: tessile
- Carrara: estrattivo (cave di marmo delle Alpi Apuane)
- Colle di Val d'Elsa: misto, con prevalenza di vetro e cristalli molto preziosi
- Grosseto: manifatturiero e alimentare
- Empoli e Castelfiorentino: manifatturiero
- Livorno: chimico, petrolchimico e cantieristic
- Lucca e Capannori: cartario e calzaturiero
- Viareggio: cantieristico e florivivaistico
- Orbetello: alimentare (itticoltura)
- Piombino: siderurgico e metallurgico
- Pistoia e Pescia: florovivaistico e calzaturiero
- Poggibonsi: misto
- Pontedera: metalmeccanico
- Prato: tessile
- Rosignano Marittimo: chimico
- San Miniato e Santa Croce sull'Arno: conciario
- Scarlino: chimico
- Sinalunga: manifatturiero
- Valdichiana: manifatturiero, alimentare
- Valdarno superiore: misto

### Commercio e settore terziario

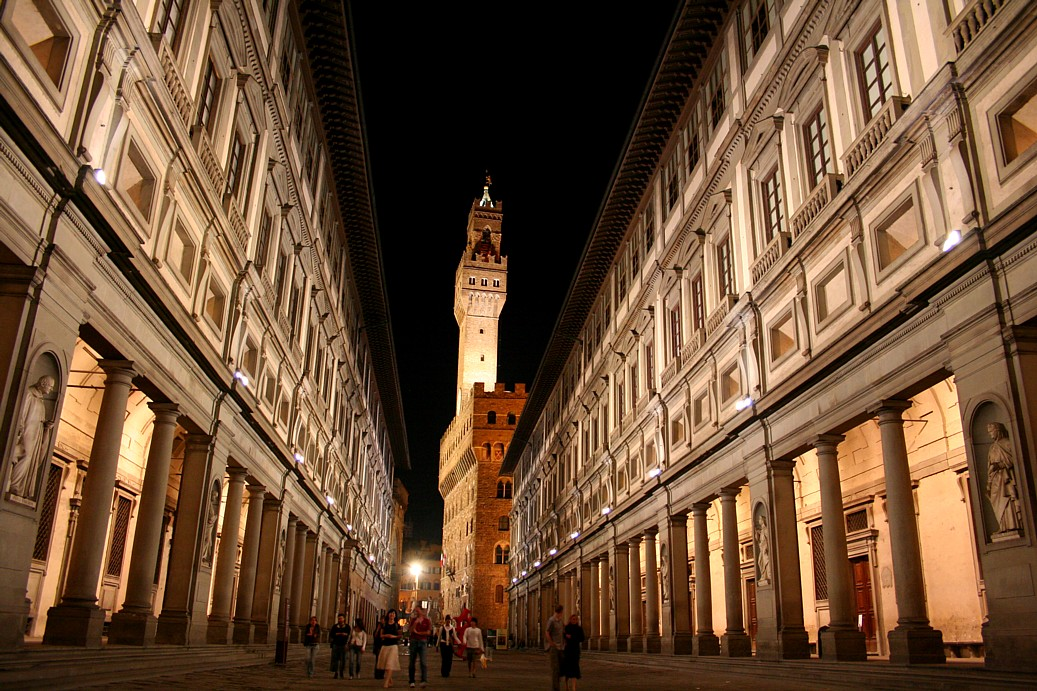
Galleria degli Uffizi

Il commercio e il settore terziario rappresentano per la regione una delle principali fonti dell'economia, essendo fonte di occupazione per circa 2/3 dei residenti.
Oltre al modello di commercio tradizionale toscano (basato sulla piccola o media impresa spesso a conduzione familiare e su fiere e mercati locali), rivestono notevole importanza sia il turismo che i servizi (banche e assicurazioni).

#### Turismo
Il turismo rappresenta una delle principali risorse economiche della regione. Nel 2019 le strutture ricettive risultano circa 16 500, per un totale di posti letto che supera le 566.000 unità. L’83% dell’offerta è costituita dal comparto extra-alberghiero con una prevalenza di strutture agrituristiche che rappresentano oltre il 30% dell’offerta ricettiva.
Se si confronta l’offerta ricettiva, in termini di posti letto, con la popolazione residente, i comuni di Bibbona, Capoliveri, San Vincenzo e Castiglione della Pescaia sono quelli a maggiore intensità, con una tasso di ricettività percentuale che supera il 200%, pertanto in questi luoghi le strutture ricettive presenti possono ospitare un potenziale numero di visitatori che è più del doppio della popolazione residente. Senza considerare i flussi delle locazioni, la Toscana nel 2019 conta oltre 48 400 000 presenze e 14 500 000 arrivi.
La permanenza media di chi soggiorna in Toscana è di circa tre giorni, ma, con specifico riferimento al comparto extra-alberghiero, sale a cinque giorni. Gli stranieri più numerosi provengono da: Germania, Stati Uniti d'America, Paesi Bassi, Francia, Regno Unito e Svizzera (incluso Liechtenstein).
L'80% della domanda turistica si concentra nelle città d’arte e nelle località balneari, il resto si divide tra campagna, collina e montagna. I comuni con la percentuale di presenze relativamente maggiore, in ordine decrescente, risultano: Firenze, Pisa, Montecatini Terme, Castiglione della Pescaia, San Vincenzo, Orbetello, Grosseto, Siena, Bibbona, Viareggio, Capoliveri. Negli ambiti turistici toscani, insieme all’area fiorentina, la Costa degli Etruschi detiene la quota relativamente maggiore di presenze, immediatamente seguita da Maremma, Terre di Pisa e Isola d’Elba.

### Distribuzione del reddito per provincia
In Toscana il Prodotto Interno Lordo pro capite è intorno ai 32 900€. La forbice oscilla tra i 39100 € della provincia di Firenze, il dato più alto in Toscana e tra le primi dieci d'Italia. Nel 2006, secondo i dati di Unioncamere relativi a quel periodo la provincia di Firenze era la quinta d'Italia in termini di PIL pro capite, e i 26000 € di quella di provincia di Massa Carrara, il dato più basso tra le province toscane.
Di seguito è riportato il Prodotto Interno Lordo suddiviso per provincia (dati in euro):
| Provincia | PIL pro capite                                                                            |
| --- | ----------------------------------------------------------------------------------------- |
| - Città metropolitana di Firenze - Provincia di Livorno - Provincia di Pisa - Provincia di Siena - Provincia di Prato - Provincia di Arezzo - Provincia di Lucca - Provincia di Pistoia - Provincia di Grosseto - Provincia di Massa Carrara | - 39 100 - 33 300 - 31 800 - 31 500 - 30 300 - 29 800 - 26 400 - 26 000 - 26 000 - 26 000 |

#### Occupazione
A livello regionale il tasso di occupazione della popolazione di età compresa tra i 15 e i 64 anni aggiornato al 2024 è del 70,9% ed è sensibilmente superiore rispetto al corrispondente dato nazionale (62,2%). Di seguito sono riportati i valori dei tassi di occupazione che si registrano nelle singole province.
| Anno          | 2019  | 2020  | 2021  | 2022  | 2023  | 2024  |
| ------------- | ----- | ----- | ----- | ----- | ----- | ----- |
| Toscana       | 66,8% | 65,3% | 65,6% | 68,6% | 69,3% | 70,9% |
| Massa-Carrara | 64,3% | 65%   | 59,1% | 60,7% | 66,1% | 68,3% |
| Lucca         | 61,6% | 61,5% | 62,1% | 67,2% | 66,6% | 69,5% |
| Pistoia       | 63,9% | 60,8% | 62,8% | 66,8% | 66%   | 66,1% |
| Firenze       | 70,3% | 67,8% | 67,7% | 71,9% | 70,9% | 74,1% |
| Livorno       | 62,7% | 61,1% | 64,7% | 66%   | 66,5% | 69,1% |
| Pisa          | 67,9% | 66,4% | 67,3% | 67,8% | 69,7% | 68,6% |
| Arezzo        | 67,2% | 66,5% | 68%   | 69,6% | 71,6% | 70,3% |
| Siena         | 68,6% | 67,6% | 67,2% | 69%   | 71,5% | 71,7% |
| Grosseto      | 68,1% | 64,9% | 66%   | 69,2% | 69,3% | 70,9% |
| Prato         | 68,5% | 66,8% | 64,6% | 68,3% | 71%   | 73,3% |

Per quanto riguarda invece il tasso di disoccupazione, questo si aggira a livello regionale attorno al 4,1% ed è un valore inferiore rispetto al corrispondente dato nazionale (6,6%). Di seguito la tabella con il tasso di disoccupazione al 2024 diviso per province:
| Provincia                      | Massa-Carrara | Lucca | Pistoia | Firenze | Livorno | Pisa | Arezzo | Siena | Firenze | Grosseto | Prato |
| ------------------------------ | ------------- | ----- | ------- | ------- | ------- | ---- | ------ | ----- | ------- | -------- | ----- |
| Tasso di disoccupazione (in %) | 6,2%          | 4,7%  | 6,5%    | 2,7%    | 5,3%    | 4,7% | 4,8%   | 4,2%  | 3,0%    | 5,4%     | 2,6%  |

## Trasporti, mobilità e infrastrutture

### Aeroporti

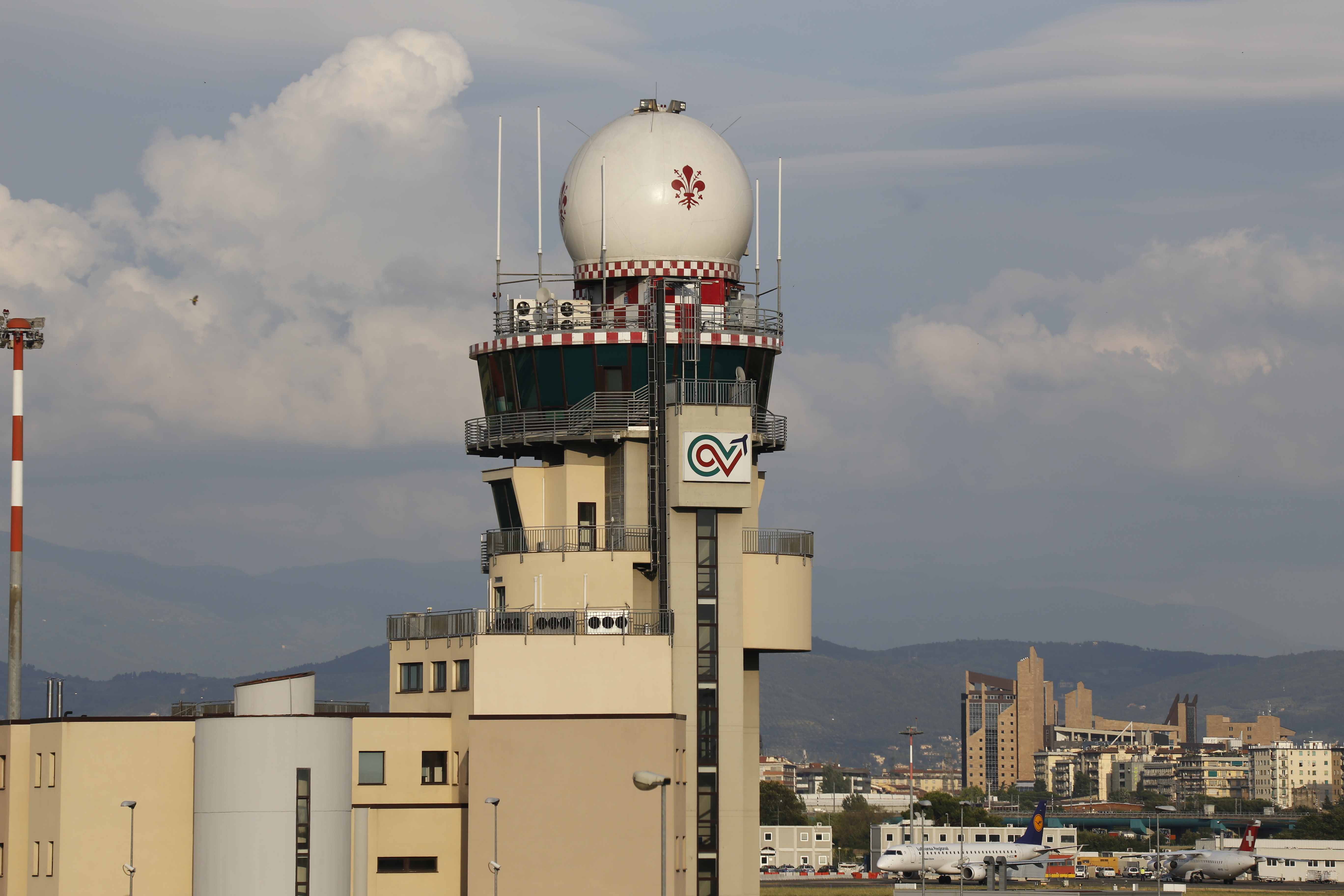
Aeroporto di Firenze

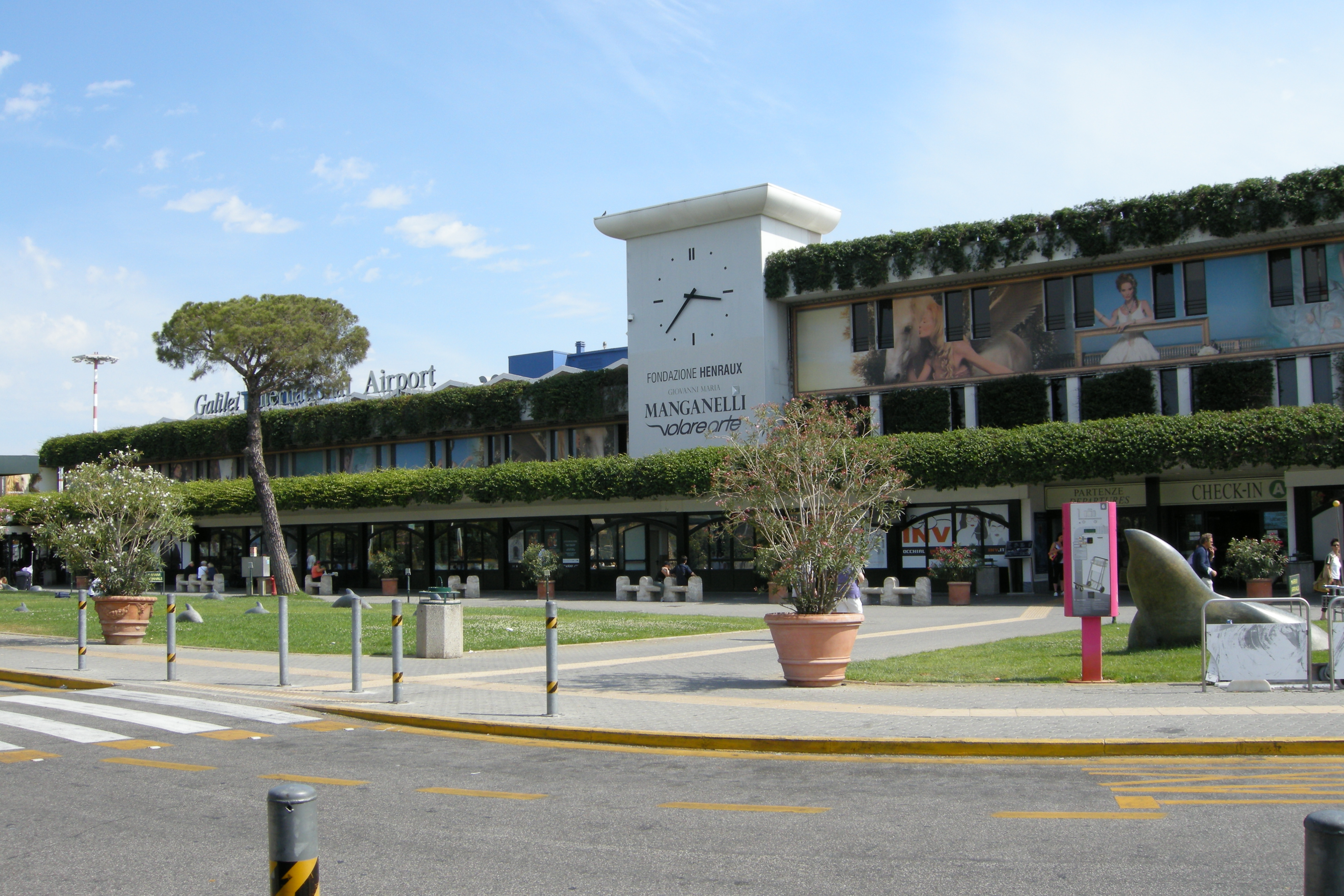
Aeroporto di Pisa

Il principale aeroporto della Toscana è il "Galileo Galilei" di Pisa con collegamenti a livello nazionale, europeo e intercontinentale.
Il secondo scalo si trova a Firenze ("Amerigo Vespucci") con voli nazionali e internazionali. Il terzo scalo è l'Aeroporto di Marina di Campo, all'Isola d'Elba, da cui, seppur non con regolarità ,sono stati effettuati negli anni voli regionali per Pisa e Firenze, voli per Milano e per alcuni aeroporti di Svizzera e Germania.
Ci sono poi aeroporti chiusi agli aerei di linea e utilizzati per piccoli aerei turistici nei pressi di Arezzo, Lucca, Massa e Siena, Grosseto (Corrado Baccarini) e dell'Isola d'Elba (Marina di Campo).
Ecco in sintesi gli scali toscani:
- Aeroporto di Pisa-San Giusto: voli privati, voli nazionali, internazionali e intercontinentali, aeroporto militare
- Aeroporto di Firenze-Peretola: voli privati, voli nazionali e internazionali
- Aeroporto di Grosseto: aeroporto militare, voli privati
- Aeroporto di Marina di Campo (Isola d'Elba): voli privati
- Aeroporto di Siena-Ampugnano: voli privati
- Aeroporto di Arezzo-Molin Bianco: voli privati
- Aeroporto di Lucca-Tassignano: voli privati
- Aeroporto di Massa-Cinquale: voli privati
- Aeroporto di Pontedera: attualmente chiuso
- Idroscalo di Orbetello: trasformato in parco cittadino

### Autostrade e principali vie di comunicazione

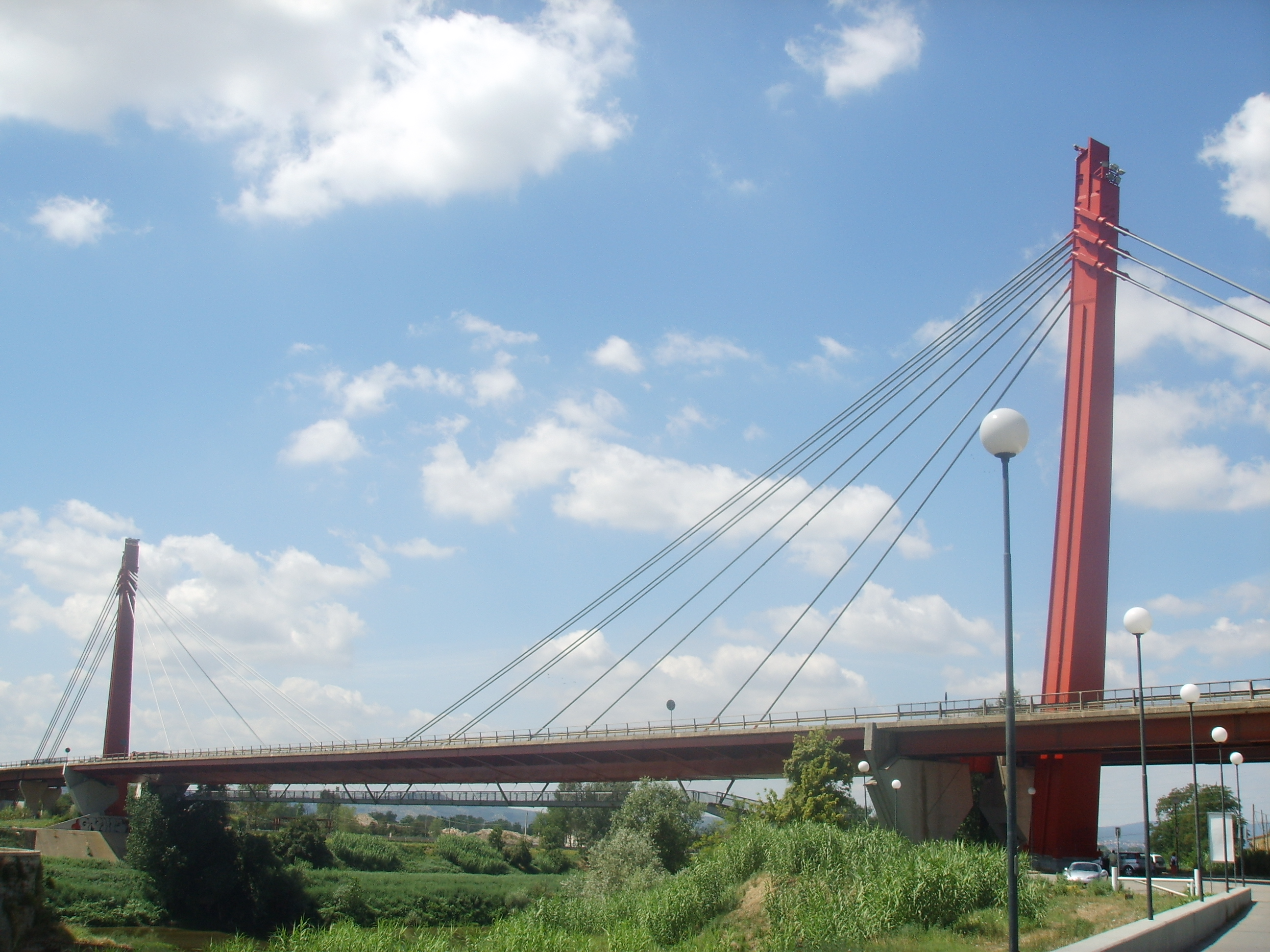
Ponte all'Indiano

La Toscana è attraversata in direzione nord-sud dall'Autostrada A1 che collega Firenze e Arezzo alle principali città italiane (Milano e Bologna verso nord, Roma e Napoli verso sud). Firenze è ben collegata con la costa toscana grazie all'Autostrada A11, che tocca anche Prato, Pistoia, Montecatini Terme e Lucca prima di terminare presso il casello di Pisa nord. Questo casello si trova anche lungo l'Autostrada A12, che collega la città di Pisa a Viareggio (da questa uscita raccordo per Lucca), Massa-Carrara, La Spezia e Genova verso nord e Livorno, Rosignano Marittimo, Cecina verso sud (in attesa del futuro completamento del tratto fino a Tarquinia per la totale realizzazione dell'autostrada Genova-Roma) e che prosegue verso sud nel tratto tra Rosignano Marittimo e Tarquinia con la SS 1 AURELIA che la collega con altre località della costa toscana come Piombino e Follonica e con Grosseto per poi ritornare autostrada dopo Tarquinia e arrivare fino a Roma. L'estremità nord-occidentale della Toscana (Lunigiana) è attraversata anche dall'Autostrada A15, che collega Parma e La Spezia attraverso Pontremoli e Aulla.
Oltre alle autostrade, ritroviamo strade di grande comunicazione (S.G.C.) a carreggiate separate e a due corsie per ogni senso di marcia (strade extraurbane principali). Tra queste vi è quella che collega Firenze a Siena, quella che collega Firenze a Pisa e Livorno attraverso il Valdarno inferiore (Empoli, San Miniato, Pontedera) e quella che collega Livorno a Grosseto, denominata "Variante Aurelia", ed infine un breve tratto della SS 3 bis (nota anche come E45) che collega l'Umbria alla Romagna, attraversando la Valtiberina a Sansepolcro e Pieve Santo Stefano nella parte più orientale della regione, che si incunea tra la Romagna e l'Umbria.
È in fase di realizzazione la strada di grande comunicazione denominata "Due Mari", che collegherà Grosseto a Siena e ad Arezzo, da dove poi proseguirà fino a Fano attraverso l'Alta Valle del Tevere e la Valle del Metauro.
Tra gli assi viari più noti, che rappresentano strade extraurbane secondarie, sono da ricordare la Via Aurelia, la Via Cassia e la Via Clodia, che vennero costruite in epoca romana; l'ultima di queste fu realizzata sulle preesistenti Vie Cave nel tratto compreso tra Pitigliano, Sorano e Sovana, nel cuore dell'Area del Tufo. Inoltre la Toscana è tagliata anche dalla Via Francigena, in parte coincidente con la Via Cassia.
Tra le strade statali, la Strada Statale dell'Abetone e del Brennero ha inizio a Pisa, attraversa Lucca, il Passo dell'Abetone, l'Emilia-Romagna, la Lombardia, il Veneto e il Trentino-Alto Adige fino ad arrivare al confine con l'Austria presso il Passo del Brennero.
Di seguito sono rappresentate in modo schematico le principali autostrade e vie di comunicazione della regione.
- Autostrada A1
- Autostrada A11
- Bretella A11/A12 Lucca-Viareggio
- Autostrada A12 (Genova-Rosignano Marittimo)
- Autostrada A15
- Raccordo Firenze-Siena
- S.G.C. Firenze-Pisa-Livorno
- Variante Aurelia Grosseto-Livorno

- Via Aurelia
- Via Cassia
- Via Clodia
- Via Francigena
- Strada Statale dell'Abetone e del Brennero
- Strada statale 62 della Cisa
- Strada statale 65 della Futa
- Strada statale 67 Tosco-Romagnola
- Strada Statale Grosseto-Siena

Sono invece in fase di realizzazione o di progettazione le seguenti arterie stradali:
- Autostrada A12 (Rosignano Marittimo-Cecina primo lotto. In seguito Cecina - Grosseto-Civitavecchia) in fase di progettazione
- E78 Strada dei Due Mari Grosseto-Fano in fase di realizzazione
- Bretella autostradale Lastra a Signa-Prato tra S.G.C. Firenze-Pisa-Livorno e Autostrada A11, che fu progettata, con previsione fine lavori nel 2010, ma mai realizzata.

### Ferrovie

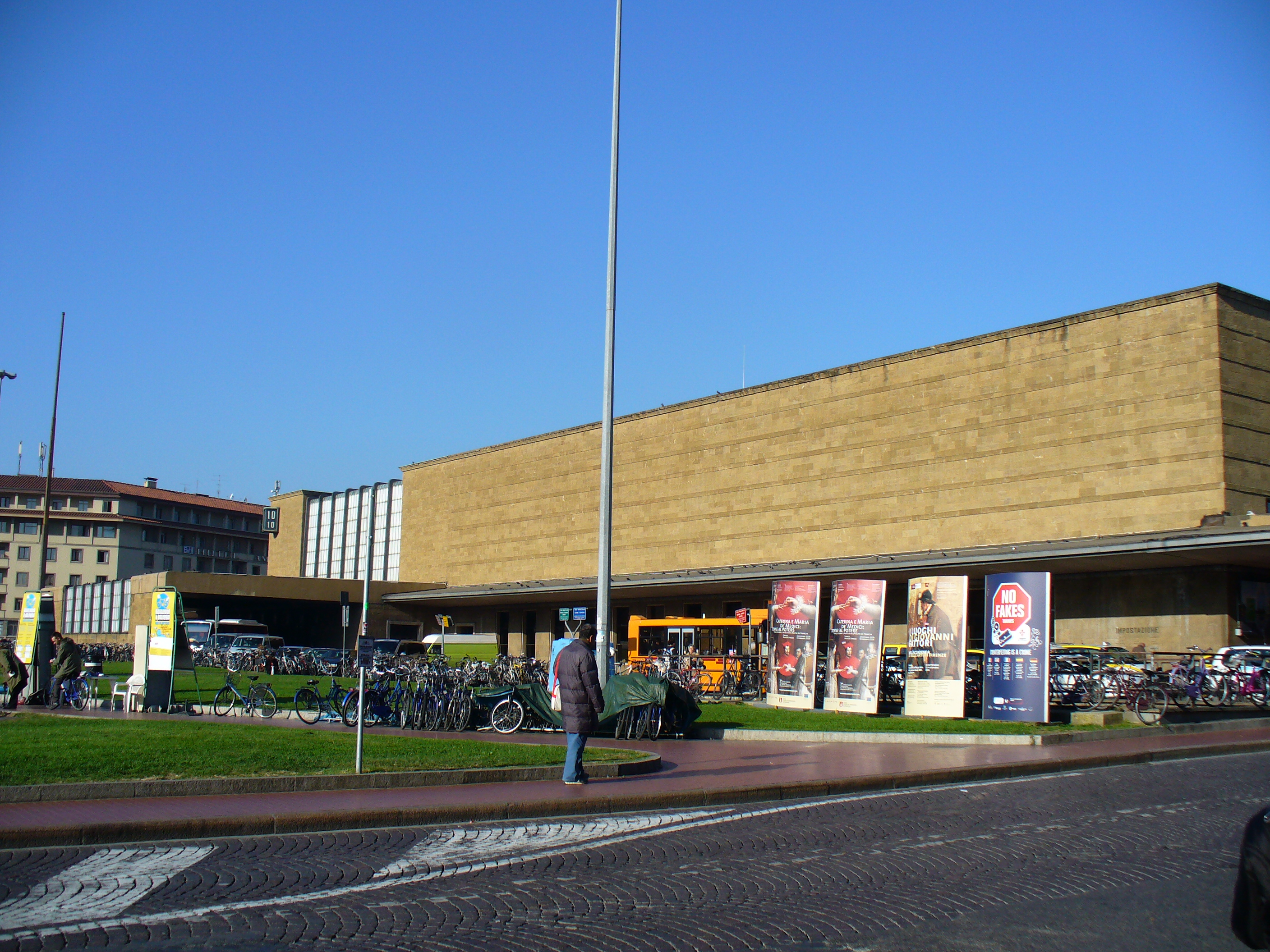
Stazione di Firenze Santa Maria Novella, la più importante della Toscana ed una delle principali stazioni italiane

Le principali direttrici ferroviarie che attraversano la Toscana sono la linea tra Milano e Roma che, seguendo quasi parallelamente l'Autostrada A1, tocca da nord a sud le città toscane di Prato, Firenze e Arezzo. In Toscana passa già anche la Linea Direttissima
Torino-Salerno (operata dai treni ad alta velocità) che collega Firenze e qualche volta al giorno anche Arezzo alle principali città italiane senza stazioni intermedie; il tratto a nord di Firenze è attivata con il nuovo orario 2010 con inizio del tronco per il momento da Firenze Castello, mentre è in fase di realizzazione la costruzione nel capoluogo toscano la stazione sotterranea Firenze Belfiore, riservata esclusivamente ai treni ad Alta Velocità. Un'altra direttrice principale è la ferrovia tirrenica che, seguendo parallelamente la Via Aurelia, collega Genova a Roma toccando Carrara, Massa, Viareggio, Pisa, Livorno e Grosseto. La terza linea principale della Toscana è quella che collega Firenze a Pisa via Empoli, dove un tronco secondario si dirama per Siena da dove prosegue sia per Chiusi (intersezione Firenze-Roma) che per Grosseto (intersezione con la linea Tirrenica).
Tra i tratti secondari è molto spettacolare dal punto di vista paesaggistico quello tra Siena e Grosseto via Monte Antico, con un tronco che passa da Buonconvento ed uno da San Giovanni d'Asso: spesso sono organizzati viaggi in "littorine" d'epoca su entrambe le diramazioni della Siena-Grosseto.
Altri tratti secondari, molto affollati da pendolari, sono la Firenze-Prato-Pistoia-Montecatini Terme-Pescia-Lucca-Viareggio, la Lucca-Pisa, la Lucca-Aulla, la Ferrovia Centrale Toscana (nel tratto Siena-Poggibonsi-Castelfiorentino-Empoli-Firenze), la ferrovia Porrettana (che collega Pistoia a Bologna) e la ferrovia che unisce Firenze al Mugello (Faentina).
Parzialmente attiva, ma molto interessante sotto il profilo paesaggistico, è la ferrovia Cecina-Saline di Volterra, un'antenna non elettrificata che diparte dalla linea Maremmana e che originariamente raggiungeva il nucleo storico di Volterra mediante un ultimo tratto a cremagliera.
Di seguito sono riportate le varie linee ferroviarie (attive o in costruzione) della regione.
- Direttissima Firenze-Bologna
- Direttissima Firenze-Roma (attualmente in adeguamento ai nuovi standard Alta Velocità-Alta Capacità da parte di RFI S.p.A.)
- Ferrovia Firenze-Roma (linea lenta)
- Linea ad alta velocità Firenze-Bologna
- Ferrovia Maria Antonia Firenze-Prato-Pistoia-Lucca
- Ferrovia Faentina Firenze-Borgo San Lorenzo-Faenza
- Ferrovia Leopolda Firenze-Pisa-Livorno
- Ferrovia Tirrenica
- Ferrovia Pisa-La Spezia-Genova
- Ferrovia Lucca-Pisa
- Ferrovia Lucca-Aulla
- Ferrovia Lucca-Viareggio
- Ferrovia Porrettana Pistoia-Bologna
- Ferrovia Pontremolese La Spezia-Aulla-Parma
- Ferrovia Cecina-Saline di Volterra
- Ferrovia Campiglia Marittima-Piombino Marittima
- Ferrovia Siena-Monte Antico-Grosseto
- Ferrovia Casentinese Arezzo-Stia

### Trasporti pubblici locali

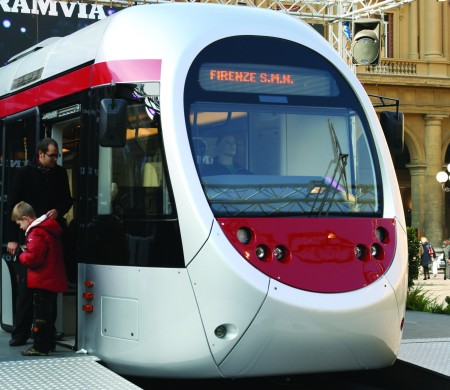
Tramvia di Firenze

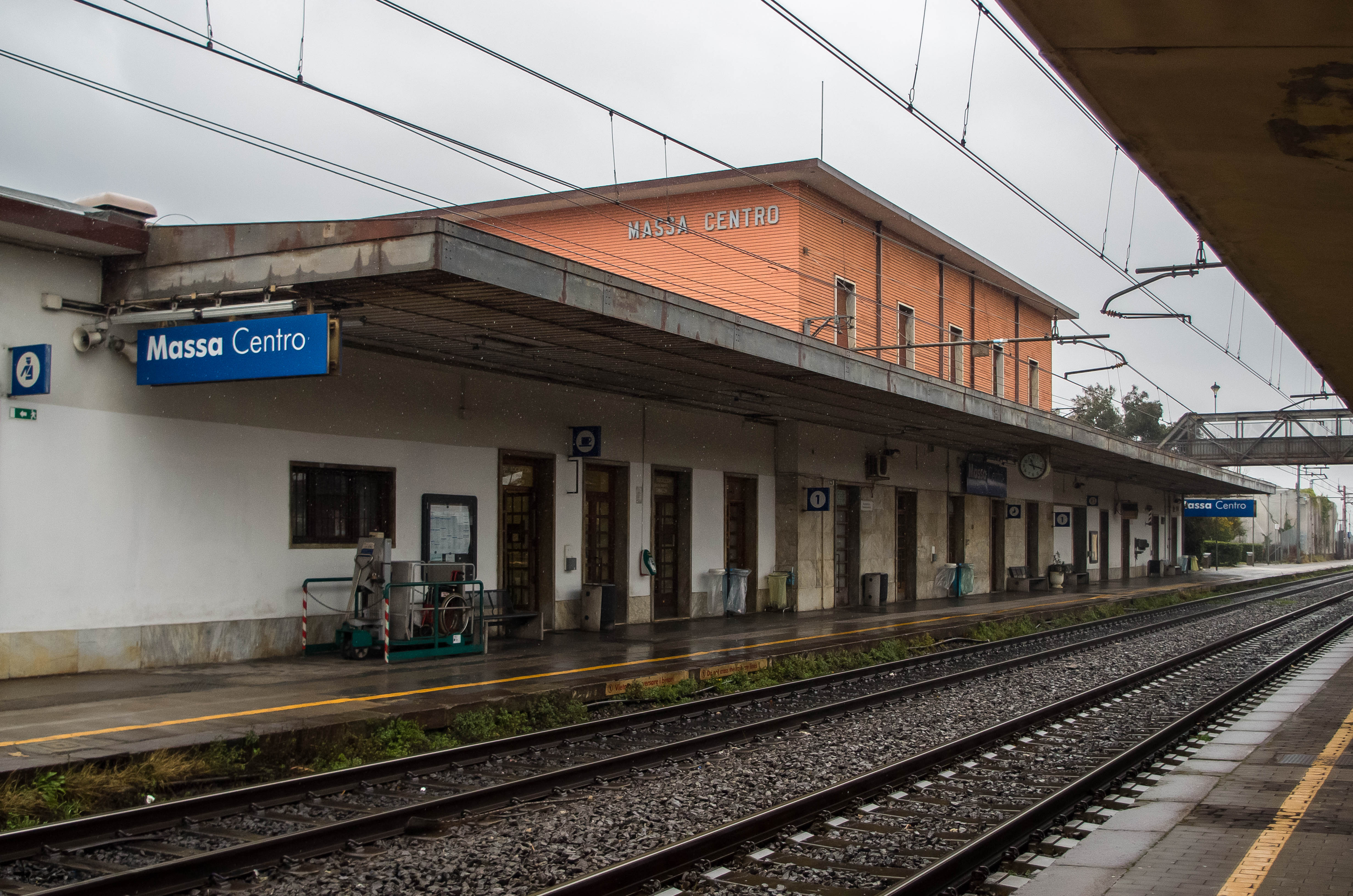
Stazione ferroviaria di Massa centro.

Tutte le principali città della Toscana si caratterizzano per un proprio sistema di trasporto locale di tipo urbano ed extraurbano. A seguito della gara regionale di affidamento del TPL, dal 1º novembre 2021 tutto il trasposto pubblico urbano e extraurbano è gestito dalla società Autolinee Toscane.
Di seguito i trasporti urbani ed extraurbani di tutte le province:
- Arezzo: il trasporto pubblico urbano e locale era gestito, fino ad agosto 2010, dall'LFI, che aveva rilevato le tratte urbane e suburbane della precedente società denominata ATAM, mentre il trasporto provinciale e verso il Senese e la costa della Maremma erano gestite dall'LFI congiuntamente con TRAIN s.p.a.(Siena Mobilità). Attualmente sia i servizi di LFI che di TRAIN (oltre RAMA di Grosseto e ATM di Piombino) sono confluiti in un'unica società sotto il nome di Tiemme Toscana Mobilità che gestisce i trasporti su gomma nella provincia e collegamenti con Siena e provincia, e con sede ufficiale ad Arezzo. Nella parte della provincia compresa nel Valdarno Superiore (confinante con la provincia di Firenze), nella vallata di Poppi, Pratovecchio, Stia e nella vallata di Anghiari e Sansepolcro (al confine con l'Umbria) i trasporti su gomma sono gestiti da Busitalia-Sita Nord. Treni regionali Trenitalia collegano Arezzo con le principali località della provincia e con Firenze e Perugia mentre due linee di treni provinciali, gestite da LFI con il marchio "Trasporto Ferroviario Toscano", raggiungono Pratovecchio-Stia in Casentino (linea casentinese) e Sinalunga (linea della Val di Chiana).
- Firenze: il trasporto pubblico locale nell'area fiorentina è gestito dall'ATAF, mentre Busitalia-Sita Nord opera a livello extraurbano ed urbano nel resto della provincia, collegando il capoluogo toscano ad altre aree della provincia e della regione.
- Grosseto: la città e l'intera provincia erano serviti, fino ad agosto 2010, dalla RAMA, azienda che si occupava sia di trasporto locale che di trasporto extraurbano in tutta la provincia e che collegava il capoluogo a Siena, Firenze e all'Alto Lazio. Attualmente la Rama è confluita con la TRAIN senese e l'LFI aretina in una società unica denominata Tiemme Toscana Mobilità
- Livorno: l'azienda ATL gestiva il trasporto pubblico nel capoluogo, a Cecina, a Rosignano Marittimo e all'Isola d'Elba. Dal 2011 tale società,con altre aziende è confluita nella CTT Nord e successivamente Autolinee Toscane.
- Lucca: la città, la piana e la Versilia erano servite dall'azienda CLAP sia a livello urbano che extraurbano: insieme ad altre società l'azienda è inglobata nella CTT Norde successivamente Autolinee Toscane.
- Massa: il capoluogo apuano, la città di Carrara e la Lunigiana sono servite dagli autobus dell'azienda Autolinee Toscane (in precedenza CAT) sia a livello urbano sia a livello extraurbano.
- Piombino: i trasporti urbani ed extraurbani erano gestiti dall'azienda ATM, che si occupava dei collegamenti nell'area centro-meridionale della provincia di Livorno (tutti i comuni a sud di Cecina esclusa l'Isola d'Elba. Attualmente tale società è confluita nella Tiemme Toscana Mobilità e successivamente Autolinee Toscane.
- Pisa: i trasporti urbani ed extraurbani erano serviti dall'azienda CPT, mentre l'azienda Lazzi si è occupata per molti anni del collegamento con Lucca e Viareggio. Entrambe le società sono confluite nella CTT Nord e successivamente Autolinee Toscane.
- Pistoia: in città, nei dintorni e sulla Montagna Pistoiese il trasporto pubblico locale ed extraurbano è gestito dall'azienda Copit, con collegamenti fino alla località termale emiliana di Porretta Terme.
- Prato: la società che gestiva il trasporto pubblico locale urbano ed extraurbano era la CAP, adesso Autolinee Toscane, con collegamenti anche fuori provincia verso l'area metropolitana fiorentina e fuori regione (Castiglione dei Pepoli). In città molte zone sono servite dalla LAM ("linea ad alta mobilità"), con tempi di attesa tra una corsa e l'altra di pochissimi minuti e parcheggi scambiatori presso ogni capolinea.
- Siena: i servizi urbani per la città di Siena e i comuni di Chiusi, Chianciano, Poggibonsi, Colle di Val d'Elsa e Montepulciano erano svolti dalla Train s.p.a. (Siena Mobilità), che svolgeva i trasporti su gomma di tutta la provincia e anche quelli extraprovinciali (Firenze, Grosseto, Arezzo). Attualmente la TRAIN è confluita in una società che si chiama Tiemme Toscana Mobilità, successivamente inglobata nella Autolinee Toscane. La provincia è inoltre servita da treni regionali Trenitalia le cui tratte principali sono Siena-Empoli e Siena-Chiusi Chianciano Terme. Una linea minore collega Siena con la Maremma e quindi con Grosseto.

### Porti e navigazione
Il porto di Livorno è il più importante della Toscana ed uno dei maggiori porti italiani e dell'intero Mar Mediterraneo, per il traffico passeggeri e principalmente per quello merci.
La navigazione costituisce una delle fondamentali modalità di trasporto, grazie ai numerosi porti presenti in Toscana. Da Porto Santo Stefano partono i traghetti per l'Isola del Giglio e Giannutri; da Piombino sono assicurati i collegamenti con l'Isola d'Elba, la Corsica e la Sardegna, mentre da Livorno numerose rotte di navigazione collegano la Toscana alle isole di Corsica, Sardegna, Sicilia, Capraia e Gorgona.
Numerosi sono, inoltre, i porti e gli approdi turistici sparsi lungo le coste della regione e dell'arcipelago, ove è possibile ormeggiare i natanti ed usufruire di servizi.

### Piste ciclabili urbane e ciclovie turistiche
La Toscana si sta dotando sia di reti ciclabili per la mobilità in città, soprattutto nelle grandi aree urbane (Firenze-Prato, Pisa-Livorno, Grosseto, Arezzo), sia di ciclovie a carattere turistico.

## Istruzione
Nel corso del XIII secolo nacquero in Toscana i primi studium universitari: quello di Arezzo nel 1215, seguito pochi anni più tardi dallo studium senese (1240), ancora attivo come Università degli studi di Siena. Nel corso del XIV secolo vennero fondati lo studium fiorentino (1321) che ha dato vita in tempi più recenti all'Università di Firenze (1923), e nel 1343 lo studium generale che ha dato vita all'Università di Pisa, per secoli l'università di riferimento in Toscana per volontà dei Medici. Sempre nel corso del Trecento, il 6 giugno del 1369, venne concesso dall'imperatore Carlo IV alla Repubblica di Lucca il privilegio di istituire uno Studium Generale. Tuttavia, una vera e propria istituzione universitaria a Lucca non vide la luce prima del XVIII secolo. In epoca moderna è da menzionare la nascita a Pisa della Scuola Normale, istituita, per decreto napoleonico, il 18 ottobre 1810, come succursale dell'École normale supérieure di Parigi.

### Università
In Toscana ci sono 9 università pubbliche, 6 delle quali sono riunite nel Tuscany University Network (TUNE):
- A Firenze:
  - Università degli Studi di Firenze - (con sedi distaccate a Calenzano, Empoli, Figline Valdarno, Pistoia, Prato, San Giovanni Valdarno, Sesto Fiorentino, Lagonegro)
  - SUM - Istituto italiano di scienze umane
  - Istituto Universitario Europeo (IUE, in inglese European University Institute - EUI)
- A Pisa:
  - Università di Pisa (ex Università degli Studi di Pisa) - (con sedi distaccate a La Spezia, Livorno)
  - Scuola Normale Superiore
  - Scuola superiore di studi universitari e di perfezionamento Sant'Anna
  - Scuola superiore per mediatori linguistici, già Scuola per Interpreti e Traduttori
- A Siena:
  - Università degli Studi di Siena (con sedi distaccate a Colle di Val d'Elsa, Arezzo, San Giovanni Valdarno, Grosseto, Follonica)
  - Università per stranieri di Siena
- A Lucca:
  - IMT - Istituto di studi avanzati di Lucca

### Università straniere in Toscana

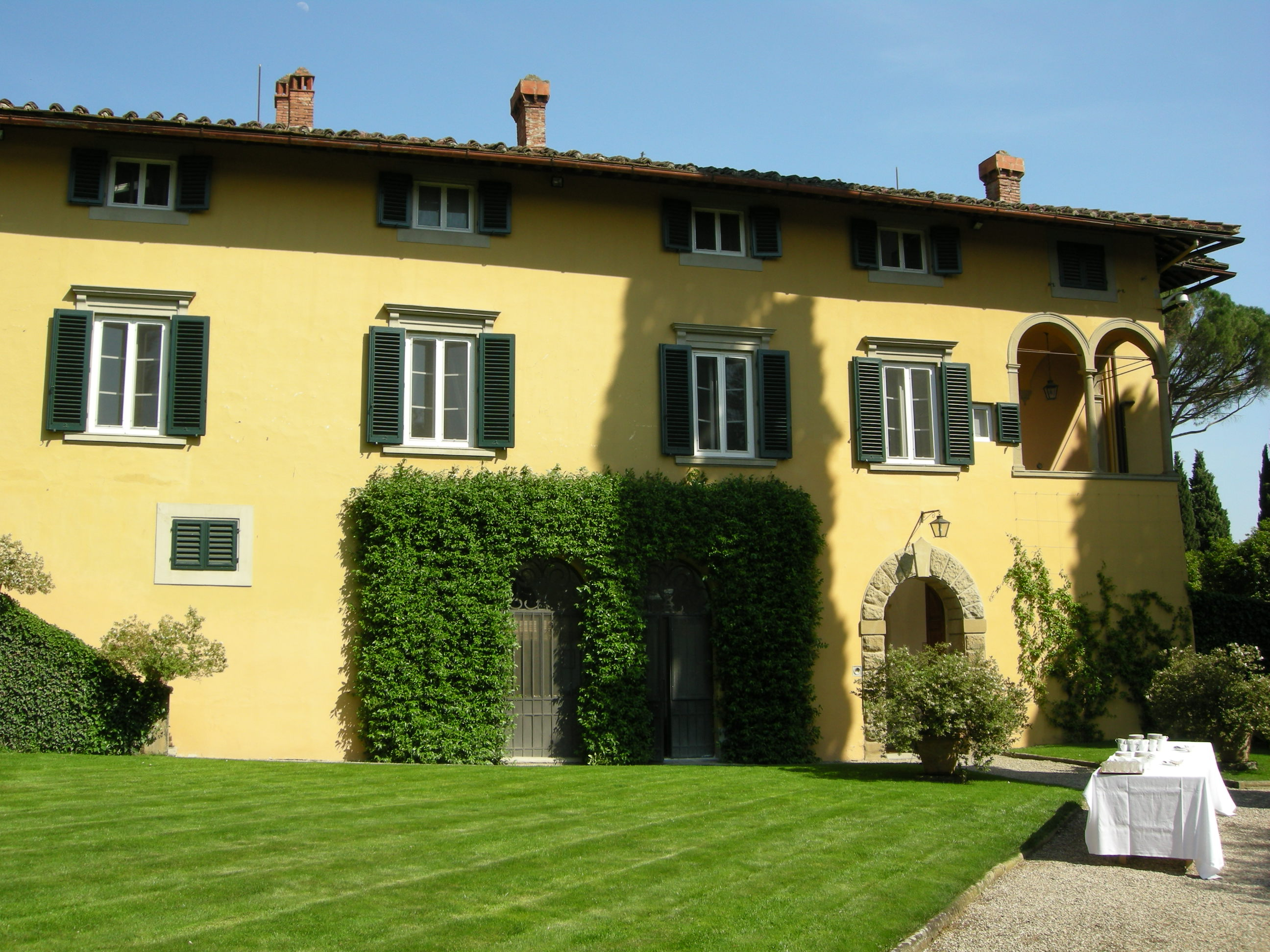
Villa i Tatti a Firenze, sede del The Harvard Center for Italian Renaissance Studies

In Toscana c'è, inoltre, una significativa presenza di università e istituti di cultura stranieri. Tra le università, le più presenti sono le americane, seguite da quelle canadesi, per oltre 60 sedi distaccate di atenei stranieri attivi nella regione, concentrati soprattutto a Firenze.
Tra le università americane possono essere ricordate la New York University che ha sede a Villa La Pietra con circa mille studenti, la Syracuse University con circa novecento studenti, la Stanford University, presente sin dal 1960 a Firenze, che ha sede dal 2012 a Palazzo Capponi alle Rovinate, Harvard University che ha sede a Villa i Tatti con il The Harvard Center for Italian Renaissance Studies, Georgetown University, che ha sede a Villa Le Balze, la Johns Hopkins University che ha sede a Villa Spelman, e l'Università di Parigi che ha sede a Villa Finaly.
Tra i numerosi istituti di cultura stranieri presenti nella regione c'è il Kunsthistorisches Institut in Florenz fondato nel 1897, dal 2002 di pertinenza della Società Max Planck.

### Università militari
A Livorno ha sede l'Accademia Navale, ente universitario della Marina Militare Italiana. A Firenze ha sede l'Istituto di scienze militari aeronautiche, ente di rango universitario dell'Aeronautica Militare.

## Cultura

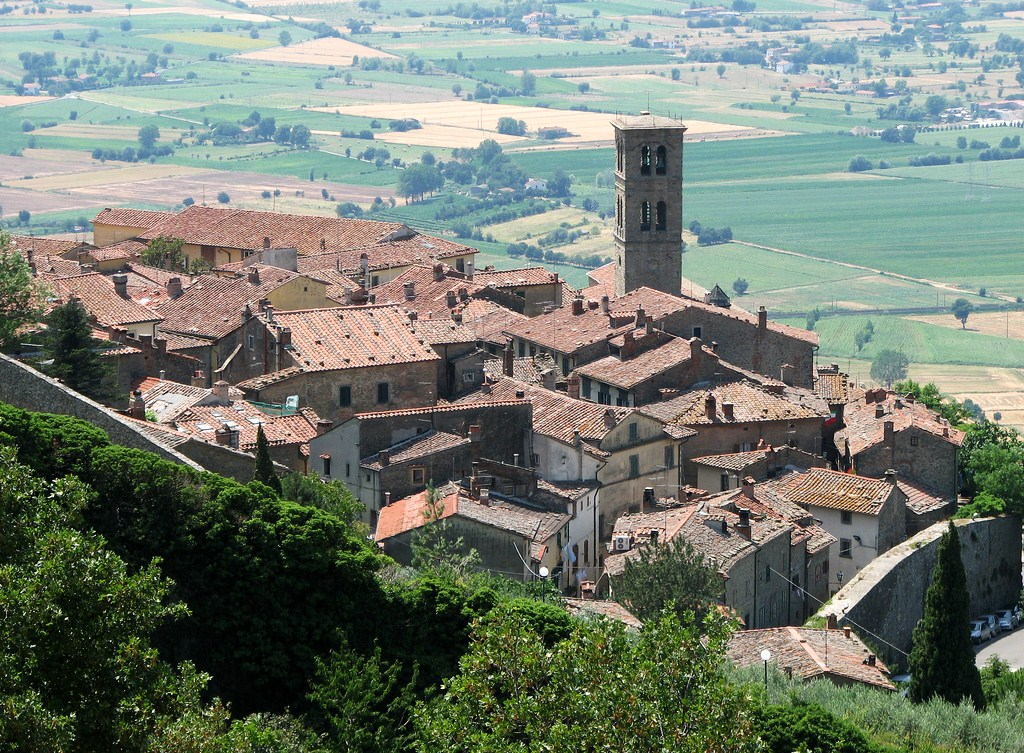
Il centro storico di Cortona

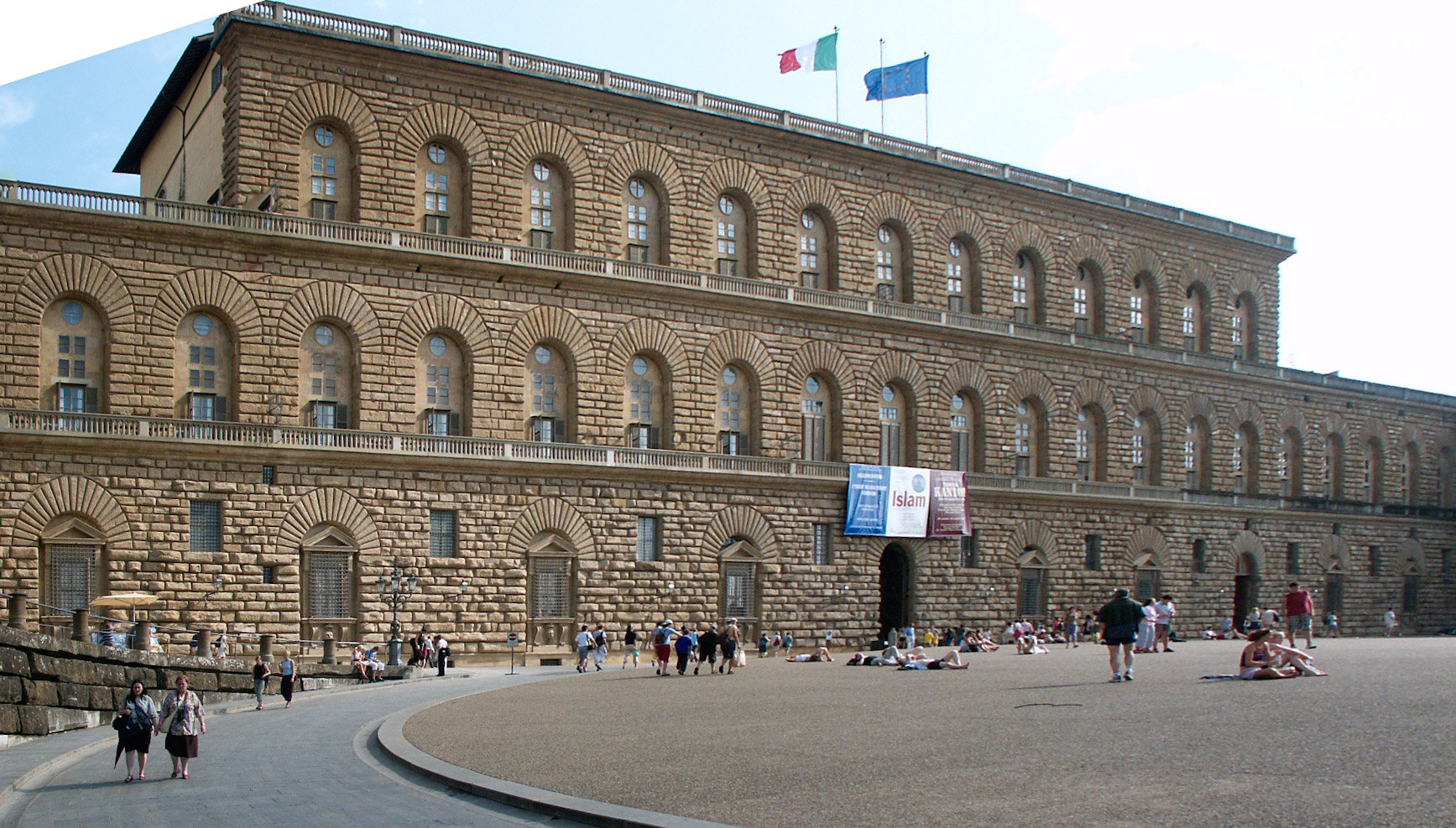
L'imponente facciata di Palazzo Pitti a Firenze

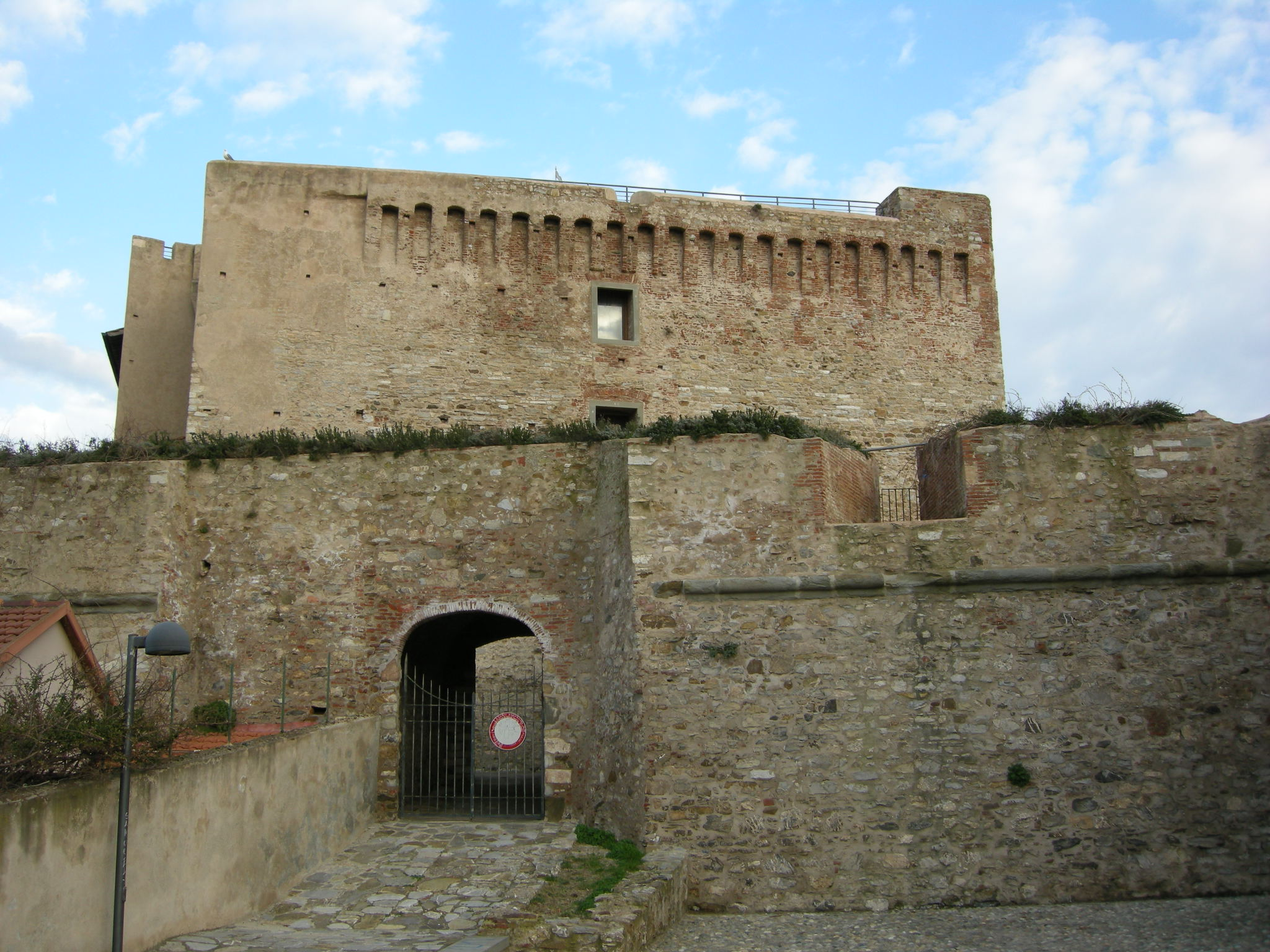
Il Castello di Piombino

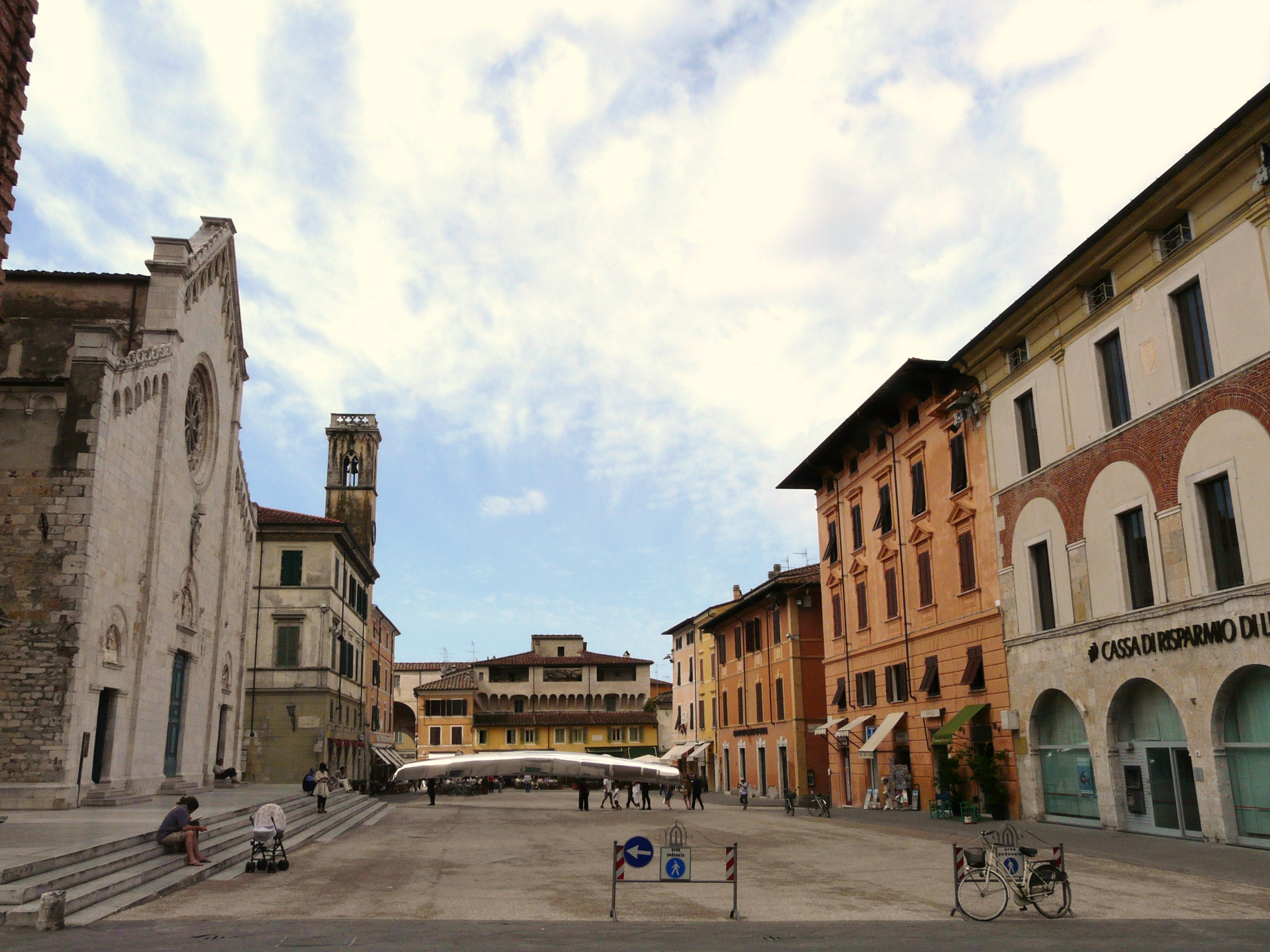
Piazza del Duomo a Pietrasanta

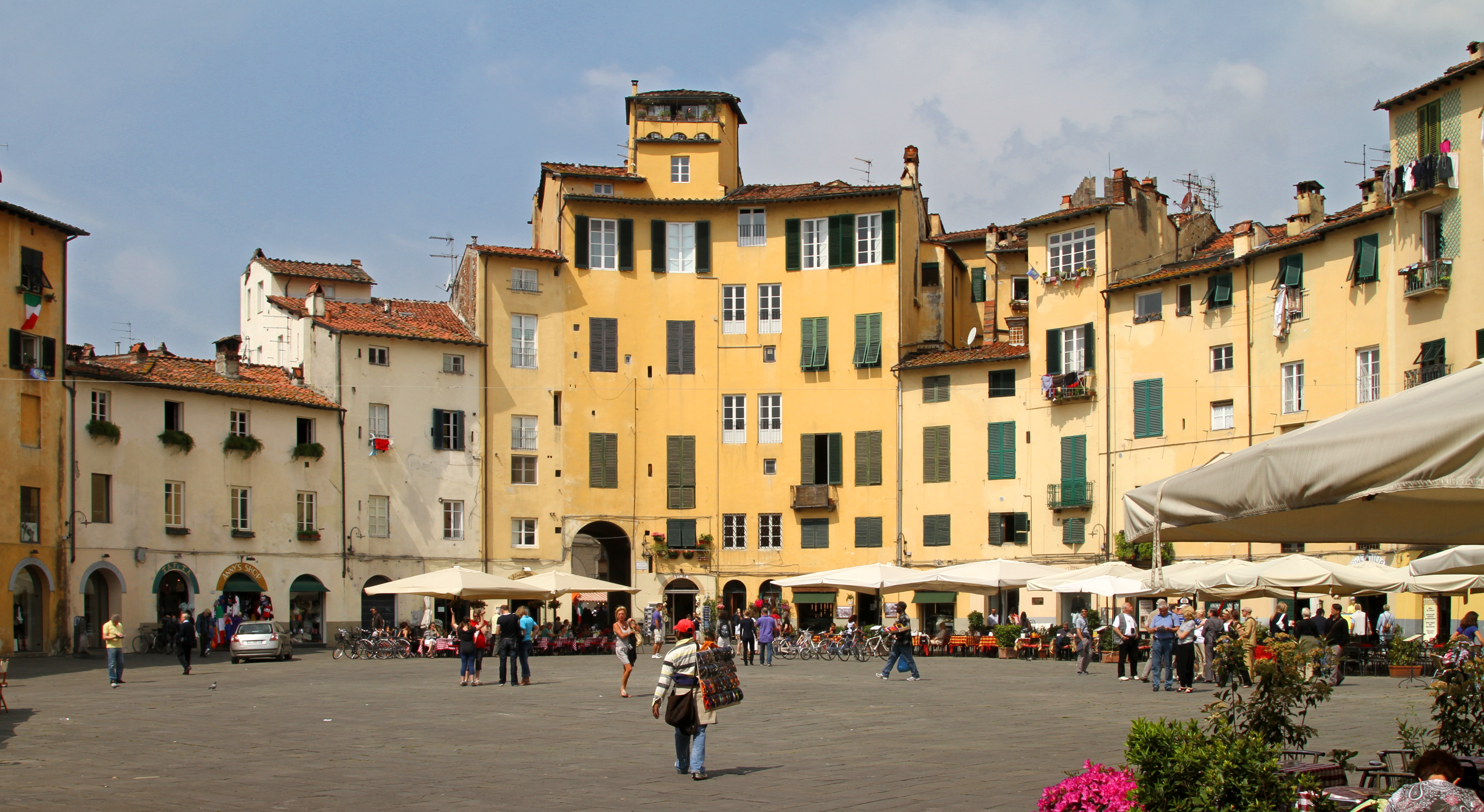
Piazza dell'Anfiteatro a Lucca

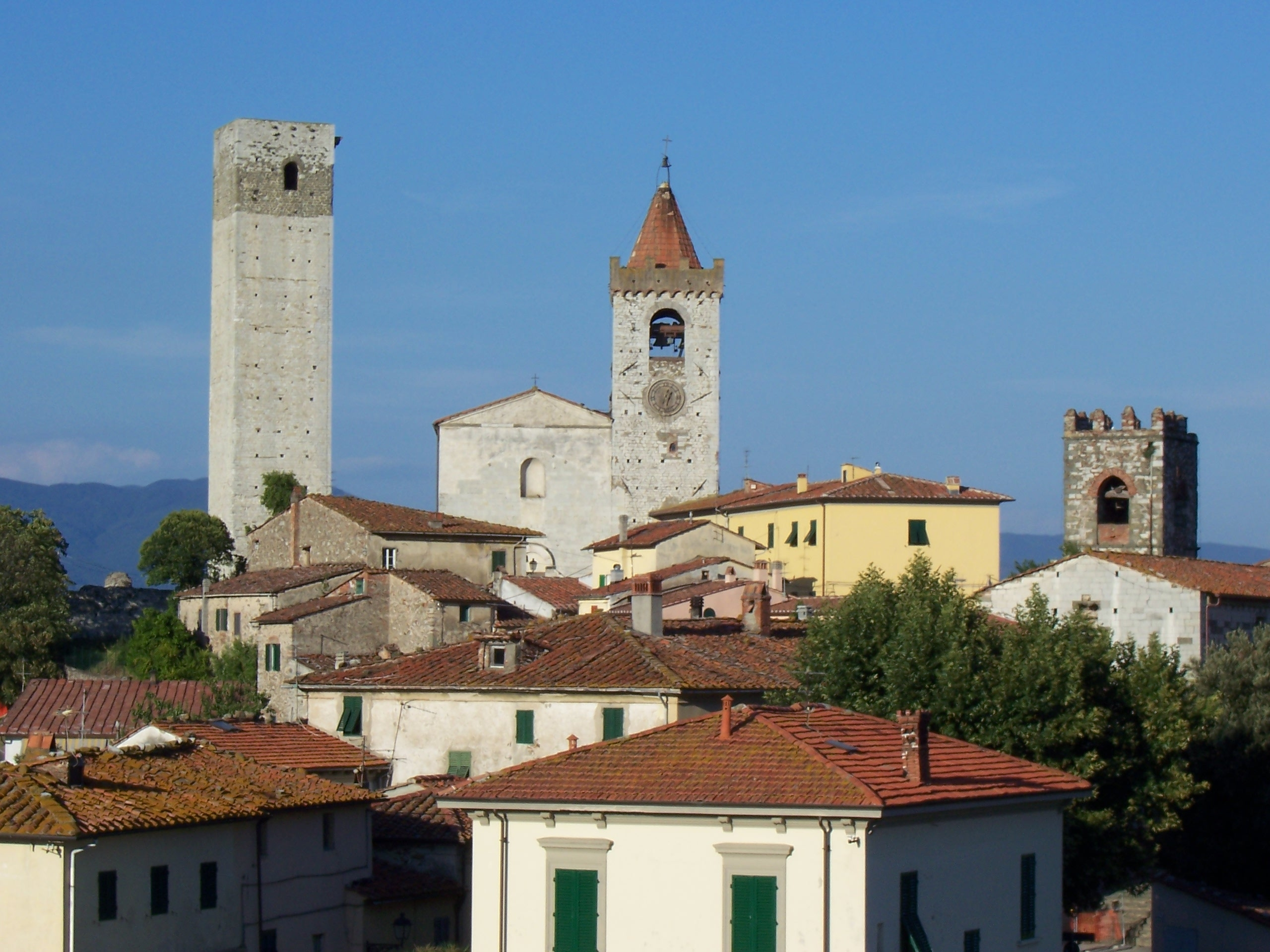
Il centro storico di Serravalle Pistoiese

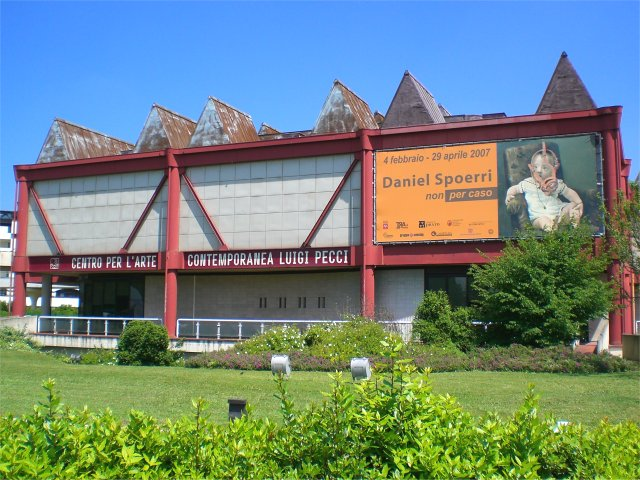
Centro per l'arte contemporanea Luigi Pecci di Prato (prima della ristrutturazione terminata nel 2016), uno dei più importanti d'Italia e d'Europa

### Centri artistici
La Toscana è universalmente nota per la sua grandissima ricchezza di monumenti e opere d'arte:
celebri in tutto il mondo sono le città di Firenze, Pisa, Siena. Meno note ma non per questo "seconde" ai centri sopra citati quanto a ricchezza monumentale sono i centri di Arezzo, Pistoia ("capitale della cultura italiana 2017") e Lucca. Infine, praticamente "inedite" al turismo seppur caratterizzate da monumenti di pregio sono le città di Livorno, Grosseto, Massa, Carrara e Prato.
Non da meno sono i moltissimi centri minori, alcuni dei quali vere e proprie città storiche perfettamente conservate, custodi di opere d'arte di inestimabile valore come:
Provincia di Arezzo
- Anghiari: antico borgo medievale, con bellissimi musei, chiese e una storia affascinante
- Cortona: testimonianze di epoca etrusca, monumenti medievali, rinascimentali e barocchi
- Lucignano: borgo medievale ancora interamente cinto da mura, monumenti medievali e rinascimentali
- Sansepolcro: monumenti di epoca medievale e rinascimentale, casa di Piero della Francesca, Basilica Cattedrale di San Giovanni Evangelista, fortezza malatestiano-medicea e mura urbane
- Castiglion Fiorentino: borgo medievale e annessa cinta muraria, testimonianze di epoca etrusca, nella frazione di Montecchio Vesponi castello medievale
- Poppi: castello dei Conti Guidi

Provincia di Firenze
- Fiesole: testimonianze etrusco-romane, monumenti di epoca medievale e rinascimentale
- Certaldo: centro storico di origine medievale

Provincia di Grosseto
- Massa Marittima: monumenti di epoca medievale e rinascimentale
- Orbetello: testimonianze etrusco-romane e monumenti di epoca medievale, tardorinascimentale e barocca
- Pitigliano: testimonianze preistoriche ed etrusche, monumenti medievali, rinsacimentali e barocchi
- Roselle: antica città etrusca
- Sorano: testimonianze preistoriche ed etrusche, monumenti medievali e rinascimentali
- Sovana: testimonianze preistoriche ed etrusche, monumenti medievali e rinascimentali

Provincia di Livorno
- Bolgheri: monumenti medievali, tardobarocchi e neomedievali
- Campiglia Marittima: testimonianze etrusche, centro storico medievale
- Piombino: monumenti medievali e tardorinascimentali
- Populonia: testimonianze etrusche, monumenti medievali
- Suvereto: borgo medievale

Provincia di Lucca
- Barga: testimonianze preistoriche, monumenti medievali e barocchi
- Castelnuovo di Garfagnana: centro storico di origini medievali
- Castiglione di Garfagnana: centro storico di origini medievali
- Pietrasanta: monumenti medievali, rinascimentali e moderni, dove vivono numerosi artisti contemporanei
- Viareggio: città del carnevale
- Torre del Lago Puccini: Gran Teatro Giacomo Puccini e Villa Puccini
- Villa Basilica: monumenti medievali

Provincia di Massa e Carrara
- Aulla: importante crocevia tra le vie di comunicazione che conducono ai passi della Cisa e del Cerreto, centro storico con castello
- Fivizzano: pregevole centro medievale e barocco
- Fosdinovo: centro medievale affiancato dall'imponente castello, tra i meglio conservati d'Italia
- Pontremoli: centro preistorico, romano con impianto medievale e pregevoli monumenti barocchi
- Villafranca, centro medievale legato a Dante Alighieri, con il territorio ricco di castelli
- Bagnone, piccolo centro storico

Provincia di Pisa
- Calci: certosa monumentale e musei
- Lari: Castello medievale e artigianato
- Peccioli: monumenti medievali e musei
- San Giuliano Terme: parco termale e ville rinascimentali
- San Miniato: monumenti medievali e musei
- Sasso Pisano: Parco delle fumarole (manifestazioni geotermiche), scavi etruschi e romani il Bagnone, monumenti medievali, sorgenti termali
- Vicopisano: monumenti medievali e rinascimentali
- Volterra: testimonianze preistoriche ed etrusco-romane, monumenti medievali e rinascimentali

Provincia di Pistoia
- Pescia: monumenti medievali, rinascimentali e barocchi
- Quarrata: Villa medicea La Magia, colline del Montalbano, borgo medievale di Tizzana
- Montecatini Terme: terme e palazzi in stile liberty, la parte antica Montecatini Alto è un'ottima testimonianza di borgo medievale
- Larciano: antico borgo murato del Montalbano
- Collodi: borgo medievale, paese natale di Carlo Collodi, autore di Pinocchio. Pregevole la Villa Garzoni in stile barocco
- Serravalle Pistoiese: centro medievale
- Montevettolini: paese medievale, villa medicea

Provincia di Prato
- Carmignano: Villa medicea di artimino
- Carmignano: Necropoli etrusca di Prato Rosello
- Carmignano: Tomba etrusca di Boschetti
- Carmignano: Tumulo di Montefortini
- Montemurlo: Rocca di Montemurlo
- Poggio a Caiano: Villa Medicea di Poggio a Caiano

Provincia di Siena
- San Gimignano: patrimonio dell'UNESCO, è un piccolo centro "cristallizzato" nell'edilizia duecentesca, con quattordici torri medievali che svettano ancora e un notevole corredo artistico (affreschi, chiese monumentali, opere d'arte) che testimonia il suo passato di luogo d'incontro tra la tradizione senese e fiorentina
- Pienza: altro patrimonio dell'Umanità, è una delle pochissime "città ideali" rinascimentali d'Europa
- Colle di Val d'Elsa: centro storico medievale molto ben conservato, monumenti rinascimentali e testimonianze paleocristiane ed etrusco-romane
- Montepulciano: monumenti medievali, rinascimentali e barocchi
- Montalcino: centro storico medievale
- Chiusi: testimonianze etrusco-romane, monumenti paleocristiani e medievali
- Monteriggioni: borgo medievale dalla straordinaria cinta muraria citata da Dante

### Storia dell'arte toscana

#### Epoca preistorica e etrusca
La zona di Pontremoli (e la vicina Luni) furono il cuore dell'antichissima civiltà delle Statue stele, nel III millennio a.C. Numerosi sono anche i ritrovamenti della civiltà villanoviana.
L'Etruria fu il cuore della civiltà etrusca e comprendeva quasi l'intero territorio della Toscana attuale. Delle ricche e fiorenti città etrusche meridionali restano straordinari reperti soprattutto nelle zone della Maremma, del litorale livornese, dell'entroterra senese e grossetano. Di eccezionale importanza sono le necropoli etrusche degne di nota, come Sovana, Vetulonia e Populonia. Anche nella Toscana settentrionale esistevano numerosi insediamenti, ma più isolati. Tra questi Pisa, con il Tumulo del Principe etrusco, Sasso Pisano, Fiesole, Volterra, Cortona, Carmignano (Prato) con le tombe etrusche di Montefortini, di Boschetti, e la necropoli di Prato Rosello. Recente è la scoperta di una città etrusca a Gonfienti, presso Prato, probabilmente il principale centro di scambio fino alla fine del V secolo a.C. con l'area padana.
Tra i più importanti reperti etruschi rinvenuti, il Disco di Magliano è stato di fondamentale importanza per la codifica della lingua etrusca.

#### Epoca romana
In epoca romana venne fondata Florentia e prosperarono numerose città, come Pisa, Pistoia, Arezzo, Volterra, Fiesole e Roselle. Tra gli scavi di epoca romana particolare importanza ha quello della colonia di Cosa, una delle meglio conservate risalente ai primi anni della Repubblica.

##### Arte paleocristiana

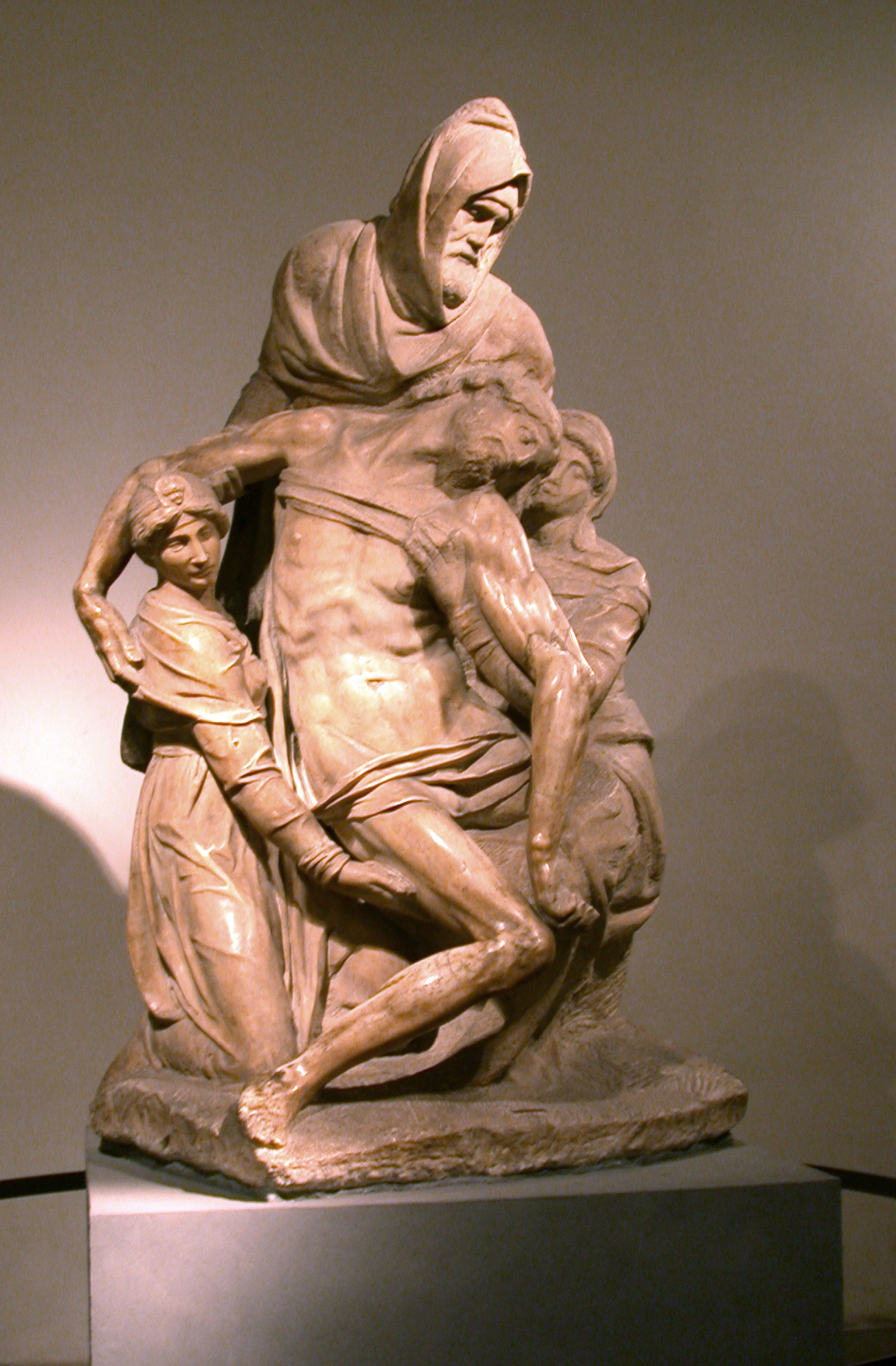
Michelangelo, la Pietà. Firenze, Museo dell'Opera del Duomo

A partire dalla tarda antichità la Toscana visse una sorta di "eclisse", un lungo periodo di cui ci sono rimaste scarsissime tracce artistiche, anche perché sistematicamente demolite nei secoli successivi. Per questo le poche architetture superstiti hanno un valore straordinario come il Duomo di Chiusi o la cripta della chiesa di San Baronto. La città più importante a quell'epoca era Lucca, attraversata dalla via Francigena, ma i resti paleocristiani o altomedievali sono anche qui rari, a parte un inestimabile patrimonio librario antichissimo.

#### Medioevo
Nel Medioevo in molti comuni toscani vennero realizzate grandiose piazze con cattedrali, basiliche ed imponenti palazzi pubblici e vie con pregevoli edifici privati. La prima città a godere di questo straordinario sviluppo fu la repubblica marinara di Pisa, seguita a ruota da Lucca, Firenze, Pistoia, Prato e Siena. Il romanico pisano ha lasciato straordinarie cattedrali, influenzando molte altre zone del Mediterraneo. Nelle aree rurali si svilupparono caratteristici borghi, castelli e fortificazioni e vennero costruite numerose pievi e abbazie.
A partire dal XIII secolo anche la scultura riscoprì una dimensione monumentale, con maestri come Nicola Pisano, Giovanni Pisano e Arnolfo di Cambio. Alla fine del secolo la pittura sembrava arretrata di un divario incolmabile rispetto alle altre forme d'arte, ancora ancorata alla tradizione bizantina. Pian piano i maestri pisani e lucchesi si allontanarono dai modelli orientali, ma fu con Cimabue e soprattutto con Giotto che la pittura fece passi da gigante, riscoprendo valori ormai tramontati da secoli come lo spazio reale, il realismo, la narrazione, la creatività: a partire da questa rivoluzione trovò una nuova strada tutta l'arte occidentale.
Il gotico venne recepito con alterne vicende in Toscana: se a Siena nacque una scuola aggiornatissima ai modelli cortesi transalpini, con maestri come Duccio di Boninsegna, i fratelli Pietro e
Ambrogio Lorenzetti e Simone Martini, a Firenze pesò più un retaggio classicista, che da lì a pochi anni sarebbe fiorito nel Rinascimento.

#### Rinascimento
Il Rinascimento si sviluppò a partire da Firenze e dalla Toscana, diffondendosi successivamente anche nel resto d'Italia e d'Europa; inteso come recupero dei modelli classici, iniziò con un rinnovato interesse dei grandi come Petrarca e Boccaccio.
In seguito si diffuse anche alle arti visive, recuperando una linea "classica" che ha attraversato il romanico e che ha impedito l'affermarsi pieno del gotico. Mentre Filippo Brunelleschi "scopriva" le regole della prospettiva matematica, pittori come Masaccio proponevano figure vivide come non mai, straziate dal sentimento e dal volume reale dei corpi. In architettura si semplificò alla ricerca di forme "pure", solenni e razionali, dimostrando come l'ingegno umano potesse creare anche opere inverosimili, come la mastodontica cupola di Santa Maria del Fiore. Iniziò una rivoluzione stimolata dal mecenatismo di una classe di mercanti e banchieri dotata di grande cultura e di ingentissimi mezzi economici. Botticelli, Piero della Francesca, Donatello, Lorenzo Ghiberti, sono solo alcuni dei "geni" toscani del XV secolo.

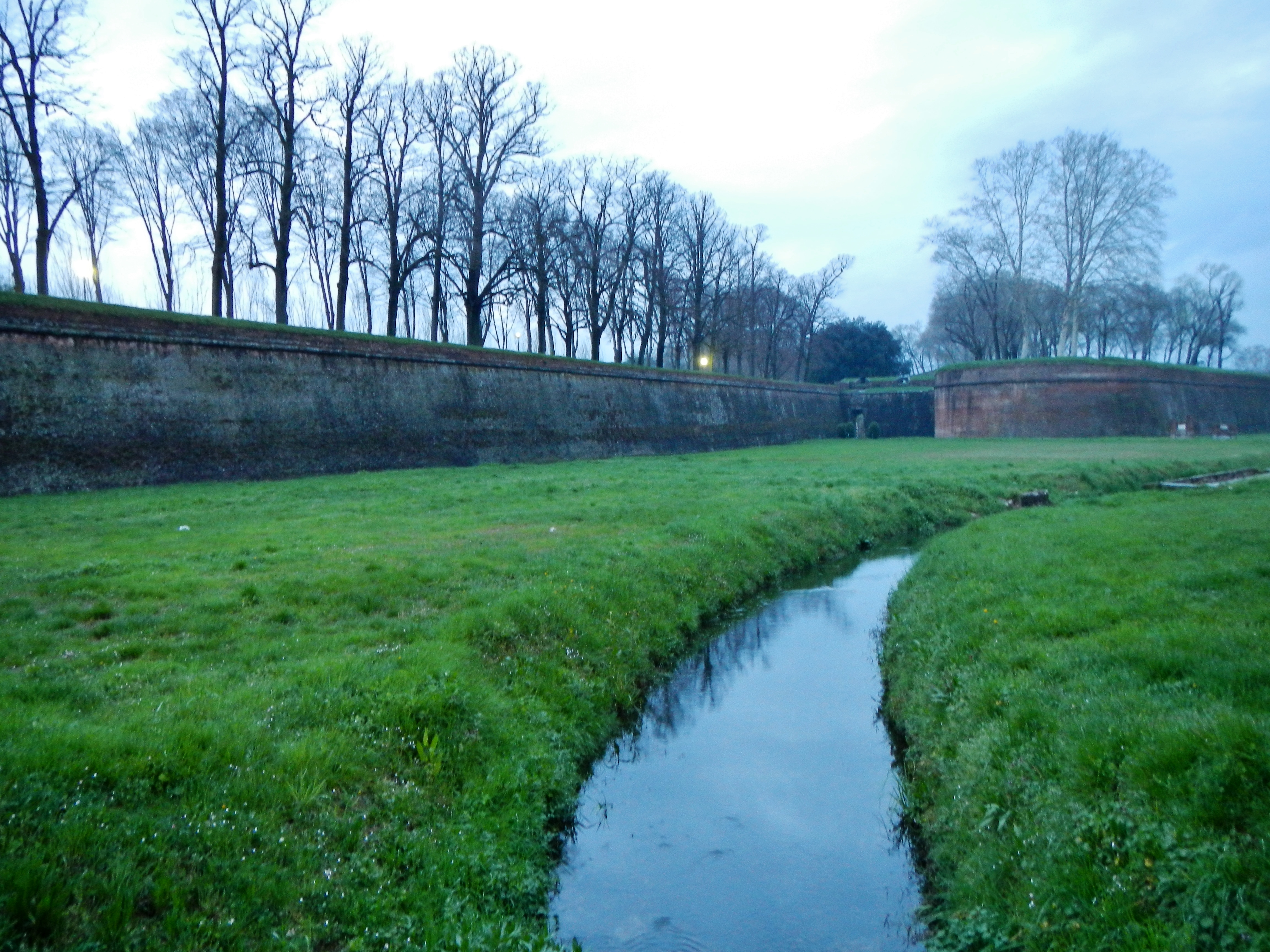
Le mura di Lucca

In quest'epoca vennero realizzate grandi opere caratterizzate da elementi stilistici completamente innovativi, come le basiliche di San Lorenzo e di Santo Spirito a Firenze, la Cattedrale e Palazzo Piccolomini a Pienza, la chiesa di san Biagio a Montepulciano e le Mura di Lucca.
Il culmine si raggiunse tra la fine del XV e l'inizio del XVI secolo, con i più grandi maestri di sempre a Firenze: Leonardo da Vinci, Michelangelo Buonarroti e Raffaello Sanzio (che pure era marchigiano, ma lavorò anche in Toscana in quegli anni)
Mentre il Rinascimento si avviava a forme sempre più complesse, gli sconvolgimenti fiorentini legati a Savonarola e alla cacciata dei Medici produssero una battuta di arresto che sconvolse il mondo dell'arte: mentre alcuni artisti vivevano una profonda crisi, altri cercavano fortuna in nuove città, diffondendo le conquiste del Rinascimento in tutta Europa: Leonardo a Milano e in Francia; Michelangelo a Roma; Jacopo Sansovino a Venezia, eccetera.

#### Manierismo

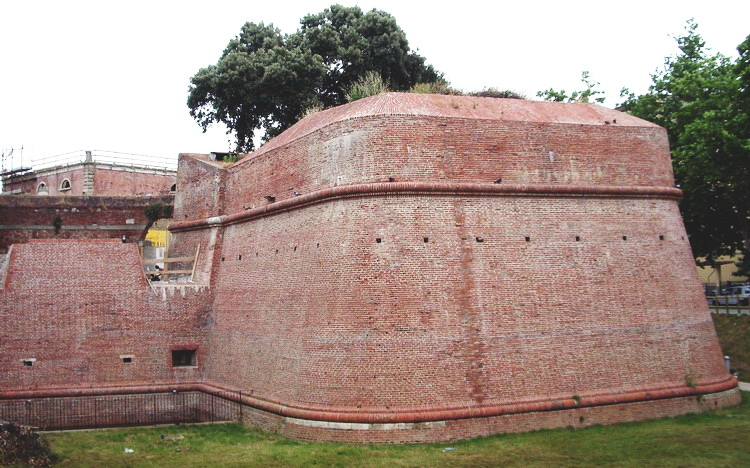
Mura di Grosseto

L'impatto dei grandissimi maestri del Rinascimento produsse nella generazione successiva uno stimolo all'imitazione, che si tradusse poi, nei migliori artisti, nella ricerca di qualcosa di "diverso", che prescindesse ormai la realtà astraendola in qualcosa di più originale, complesso e capriccioso. Se da una parte l'arte della nuova corte granducale produceva opere belle ma un po' convenzionali (si pensi agli artisti della cerchia di Giorgio Vasari), dall'altro nascevano le prime irrequietudini, le prime "avanguardie", con artisti originalissimi (e spesso incompresi) come Benvenuto Cellini, Jacopo Pontormo e Rosso Fiorentino.
La scena architettonica subiva invece un continuo sviluppo, con grandi cantieri in tutta la regione spinti dalla volontà del Granduca di manifestare la propria potenza e la propria supremazia politica: a Firenze l'antico centro della politica repubblicana veniva stravolto dalla ristrutturazione di Palazzo Vecchio e dalla costruzione degli Uffizi; a Pisa nasceva piazza dei Cavalieri per l'ordine di Santo Stefano, a Livorno nasceva una nuova città portuale dotata di aggiornatissime fortificazioni. Il potere si manifestava anche attraverso altre opere, come la rete delle ville medicee, completata dall'estro di Bernardo Buontalenti.

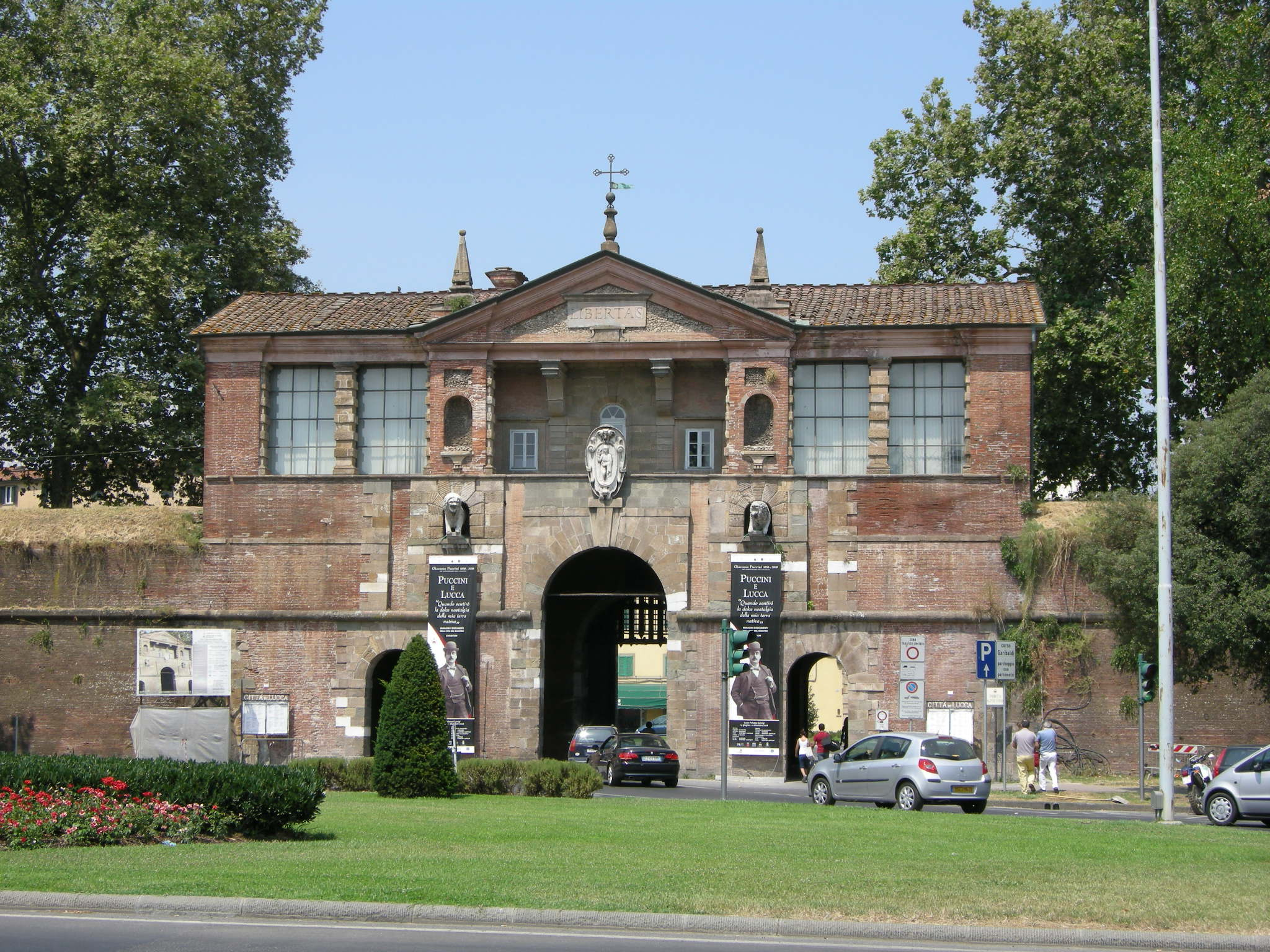
Porta San Pietro a Lucca

L'unica zona a restare indipendente fu Lucca, che sebbene vedesse la sua importanza ridimensionata rispetto al Medioevo, costruì uno dei più belli e meglio conservati sistemi di fortificazione dell'epoca, proprio nella paura di un attacco degli invadenti fiorentini. Le mura di Lucca risultano una delle meglio conservate cerchie murarie e trovano un esempio simile, seppur a perimetro ridotto, nelle mura di Grosseto che furono completamente ristrutturate nella seconda metà del Cinquecento su progetto di Baldassarre Lanci.

#### Barocco
La tradizione rinascimentale e manierista fiorentina e toscana, glorificata da opere come Le vite de' più eccellenti pittori, scultori e architettori di Giorgio Vasari (il primo trattato di storia dell'arte dai tempi di Pausania), impedì di fatto il radicarsi delle estrosità del barocco romano per quasi tutto il XVII secolo.
La Toscana non fu immune al barocco, che fu invece caratterizzato dalla misura e dalla sobrietà, e una certa tradizione di storici dell'arte ne sminuì l'importanza fino a tutta la metà del XX secolo. Oggetto quindi di una recente riscoperta, l'arte toscana tra Sei e Settecento, raggiunse alcuni vertici nei capolavori sfarzosi come la Cappella dei Principi a Firenze o come le ville lucchesi, ma fu importante anche l'arricchirsi del tessuto urbano di un po' tutte le città di opere minori rispondenti al nuovo gusto scenografico, che entrarono a far parte nell'immagine della regione. Si ricorda l'arte della dinastia dei Nasini, che da Castel del Piano, sul Monte Amiata, estesero la loro produzione, più finalizzata alla devozione che non alla fastosità, in numerosi centri del grossetano e del senese.

#### Settecento e Ottocento

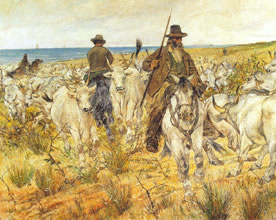
Giovanni Fattori, Butteri

Nel Settecento, in architettura prosegue la costruzione di impianti sobri ed equilibrati di gusto barocco, anche se numerose sono le ristrutturazioni di edifici già esistenti, come la facciata della chiesa di San Marco a Firenze. La seconda metà del secolo volge verso temi più marcatamente neoclassici: Gaspare Paoletti sarà capostipite di una serie di architetti attivi nel granducato fino agli anni quaranta dell'Ottocento, quali Luigi de Cambray Digny e Pasquale Poccianti. Accanto agli imponenti restauri per Palazzo Pitti e la Villa di Poggio Imperiale si registra la costruzione di edifici monumentali come il Cisternone di Livorno. Nel neogotico emerge il nome di Alessandro Gherardesca.
Nella scultura la prima metà del Settecento è caratterizzata per esempio dall'opera di Giovanni Battista Foggini; successivamente, con il neoclassicismo, si affermano soprattutto i nomi di Lorenzo Bartolini e del senese Giovanni Duprè, che svilupparono i modelli offerti da Canova, cercando una mediazione tra "verismo" e "purismo".
La pittura offre i suoi spunti più interessanti nell'Ottocento, con le opere di scuola macchiaiola di Giovanni Fattori e altri, che anticiparono le inquietudini coloristiche dell'impressionismo francese.

#### Novecento
Nel Novecento la Toscana ebbe un'importante stagione Liberty, con alcuni vertici in luoghi a forte sviluppo urbanistico come Grosseto, Montecatini Terme, Viareggio, Torre del Lago Puccini, Bagni di Lucca, Castiglioncello e Marina di Pisa.
Più diffusa su tutto il territorio regionale fu l'architettura razionalista, con alcuni capolavori a livello internazionale come la stazione di Firenze Santa Maria Novella o lo stadio Artemio Franchi di Pier Luigi Nervi.
Nel dopoguerra si imposero in architettura i nomi di alcuni architetti di fama internazionale, come Italo Gamberini, Leonardo Savioli, Leonardo Ricci, ma fu soprattutto Giovanni Michelucci, a imporre uno stile in chiave moderna, funzionale, dall'estetica asciutta ma anche emozionante e riconoscibile. Opere come la chiesa dell'Autostrada del Sole sono tra le realizzazioni più significative del secolo in Toscana, declinata in innumerevoli imitazioni e omaggi.
Tra i pittori vanno ricordati Amedeo Modigliani (morto nel 1920), Ottone Rosai e Giuseppe Viviani.

### Patrimoni UNESCO
(Piero Calamandrei, Inventario della casa di campagna, p. 290)
- Centro storico di Firenze
- Centro storico di Siena
- Centro storico di San Gimignano
- Centro storico di Pienza
- Paesaggio collinare della Val d'Orcia
- Centro storico di Pisa
- Ville medicee dell'area Fiorentina
- il centro termale di Montecatini Terme

### Case rurali

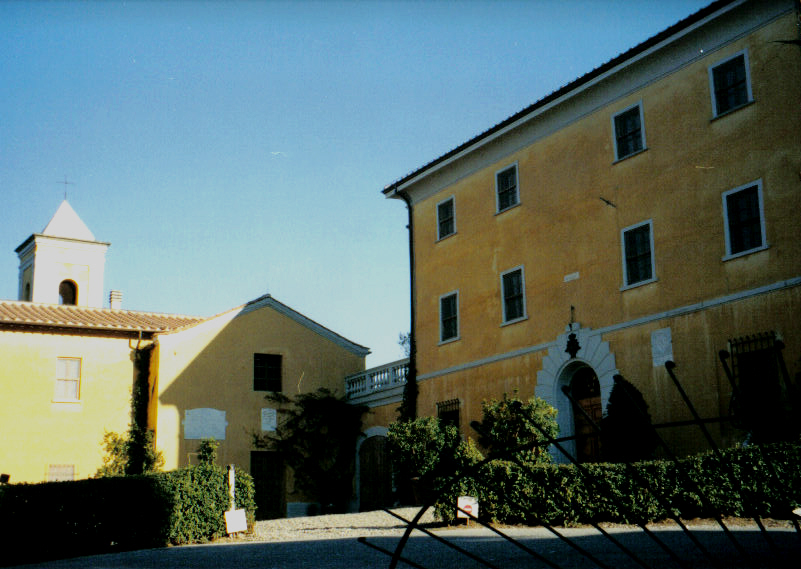
La Fattoria granducale di Alberese

La campagna toscana è nota nel mondo per i caratteristici insediamenti rurali sparsi, legati a poderi mezzadrili, che in passato assicuravano lavoro per tutto l'anno agricolo a tutti coloro che vi abitavano.
In epoca medievale, alcuni agglomerati rurali furono i precursori di piccoli borghi, che si sono ben conservati fino ai giorni nostri, epoca in cui hanno conosciuto un'ulteriore valorizzazione. Tali esempi si ritrovano principalmente nelle aree pianeggianti e collinari interne della Toscana centro-settentrionale.
Tra il periodo rinascimentale e quello barocco, sorsero numerose fattorie fortificate, dette grange, soprattutto nelle zone centro-meridionali della regione, presso le quali veniva costruita l'immancabile cappella padronale.
Dal Settecento in poi la bonifica della Maremma e più in generale delle pianure costiere diede un ulteriore impulso allo sviluppo di case rurali, soprattutto in prossimità delle aree costiere centro-meridionali, ove vi era l'esigenza di rendere coltivabili le nuove terre strappate alle preesistenti aree paludose: anche in questo caso venivano spesso costruite piccole cappelle presso le fattorie e le case coloniche, dove i sacerdoti delle parrocchie di competenza si recavano periodicamente a celebrare le funzioni religiose.
Le case coloniche, molto spesso isolate, costituiscono pertanto uno degli elementi che contraddistinguono il paesaggio toscano, come per esempio quello della val d'Orcia, reso dolce e suggestivo dai famosi filari di cipresso.
La casa rurale presenta generalmente costruzioni in muratura, molto spesso su due piani, con il tetto rivestito dai tipici laterizi toscani. In base alle funzioni svolte, le case rurali possono presentarsi con un unico fabbricato che in passato comprendeva sia l'abitazione al piano superiore che il rustico al pian terreno (tipo residenziale), oppure con un edificio principale adibito ad abitazione e una o più strutture distaccate adibite a rustici ed annessi vari (tipo aziendale).
Ogni zona della Toscana si caratterizza per le proprie varianti tipiche, come l'aretina, senese, fiorentina, lucchese, pistoiese, pisana e maremmana. Le diverse varianti residenziali presentano comunque il fabbricato generalmente di pianta rettangolare, talvolta con scala esterna che conduceva all'abitazione principale del piano superiore; numerose star internazionali, come per esempio la star statunitense George Clooney, possiedono delle proprietà nella campagna toscana, specialmente nella piana della Maremma.

### Ville e dimore medicee
(Giovan Battista Fagiuoli, Rime Piacevoli)

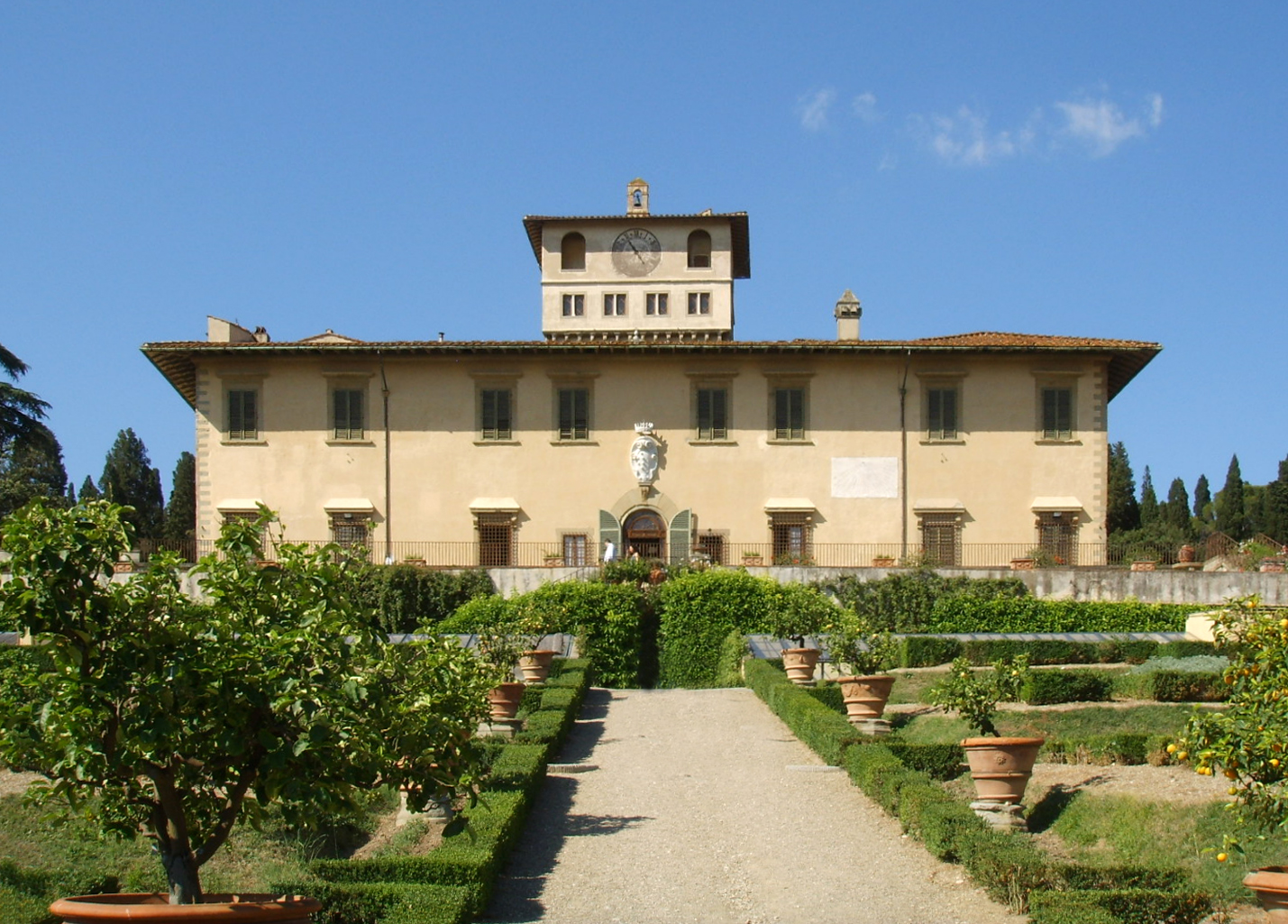
Villa La Petraia, Firenze

Le ville medicee sono dei complessi architettonici rurali venuti in possesso in vari modi alla famiglia Medici tra il XV e il XVII secolo nei dintorni di Firenze, Prato, Pistoia e nel resto della Toscana. Oltre che luoghi di piacere e svago, le ville rappresentavano la dimora periferica sul territorio amministrato dai Medici, oltre al centro delle attività economiche agricole dell'area in cui si trovavano. Per ville medicee si intendono convenzionalmente quelle edificate dai Medici.
Le prime ville medicee sono quelle di aspetto fortificato nel Mugello, zona della quale erano originari i Medici; nei secoli successivi vennero costruite molte altre dimore sparse un po' su tutto il territorio del Granducato. Il sistema delle ville medicee costituisce un vero e proprio microcosmo attorno al quale si svolgevano i rituali della corte; le dimore esprimono al massimo l'alto livello di architettura rinascimentale e barocca raggiunto in Toscana, permettendo confronti sull'evoluzione degli stili, differenziandole notevolmente dalle più "semplici" case rurali toscane.
Con l'estinzione della casata medicea, tutte le proprietà passarono ai Lorena nel corso del Settecento.

### La Festa della Toscana e la Cities for Life
Il 30 novembre è una data importante per la regione Toscana e nel mondo: ricorre infatti l'anniversario dell'abolizione della pena di morte nel Granducato di Toscana, avvenuta il 30 novembre del 1786 sotto Leopoldo I, Granduca di Toscana. Il Granducato di Toscana fu allora il primo Stato d'Europa (e probabilmente del mondo) a abolire la pena capitale e la ricorrenza è celebrata in questa data con la Festa della Toscana e con la Cities for Life, avvenimento mondiale, organizzato dalla Comunità di Sant'Egidio.

### Letteratura
(Giosuè Carducci, Traversando la maremma toscana)

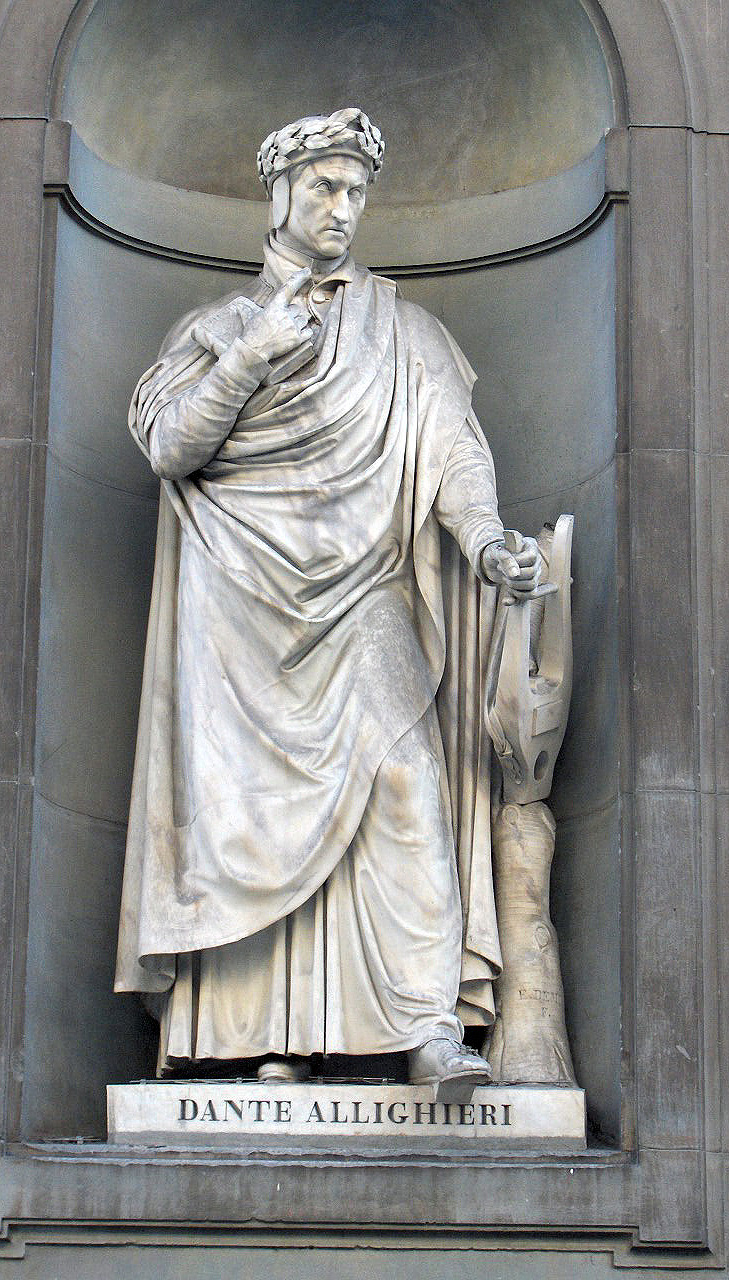
Statua di Dante, Galleria degli Uffizi a Firenze

La Toscana ha dato i natali, nel corso dei secoli, a numerosi esponenti di spicco della letteratura italiana.
In epoca medievale Guido Cavalcanti, Lapo Gianni, Gianni Alfani,
Dino Frescobaldi e Cino da Pistoia contribuirono al diffondersi del Dolce stil novo, che conobbe una notevole evoluzione grazie a Dante Alighieri, autore di opere in lingua latina e volgare, tra le quali spicca certamente la Divina Commedia. Le traduzioni duecentesche di Andrea da Grosseto, tra le quali spiccano quelle dei Trattati di Albertano da Brescia, diedero un notevole contributo allo sviluppo e alla diffusione della lingua volgare anche in campo letterario. Un'attenzione a parte meritano le opere del senese Cecco Angiolieri che, a cavallo tra il Duecento e il Trecento, compose opere in apparente contraddizione al Dolce Stil Novo, rispetto ai cui canoni apparivano più materiali e terrene.
L'umanesimo nacque a Firenze nel XIV secolo grazie a letterati e studiosi come Francesco Petrarca, Convenevole da Prato, Giovanni Boccaccio, Zanobi da Strada, Coluccio Salutati.
In epoca rinascimentale furono fondamentali i contributi conferiti da Niccolò Machiavelli e da Francesco Guicciardini, che scrissero numerose opere a cavallo tra il Quattrocento e il Cinquecento.
Tra l'Ottocento e il Novecento sono significative le opere di Giosuè Carducci, Giuseppe Ungaretti, Curzio Malaparte, Giorgio Caproni, Mario Luzi, Carlo Cassola, Luciano Bianciardi.

### Teatri

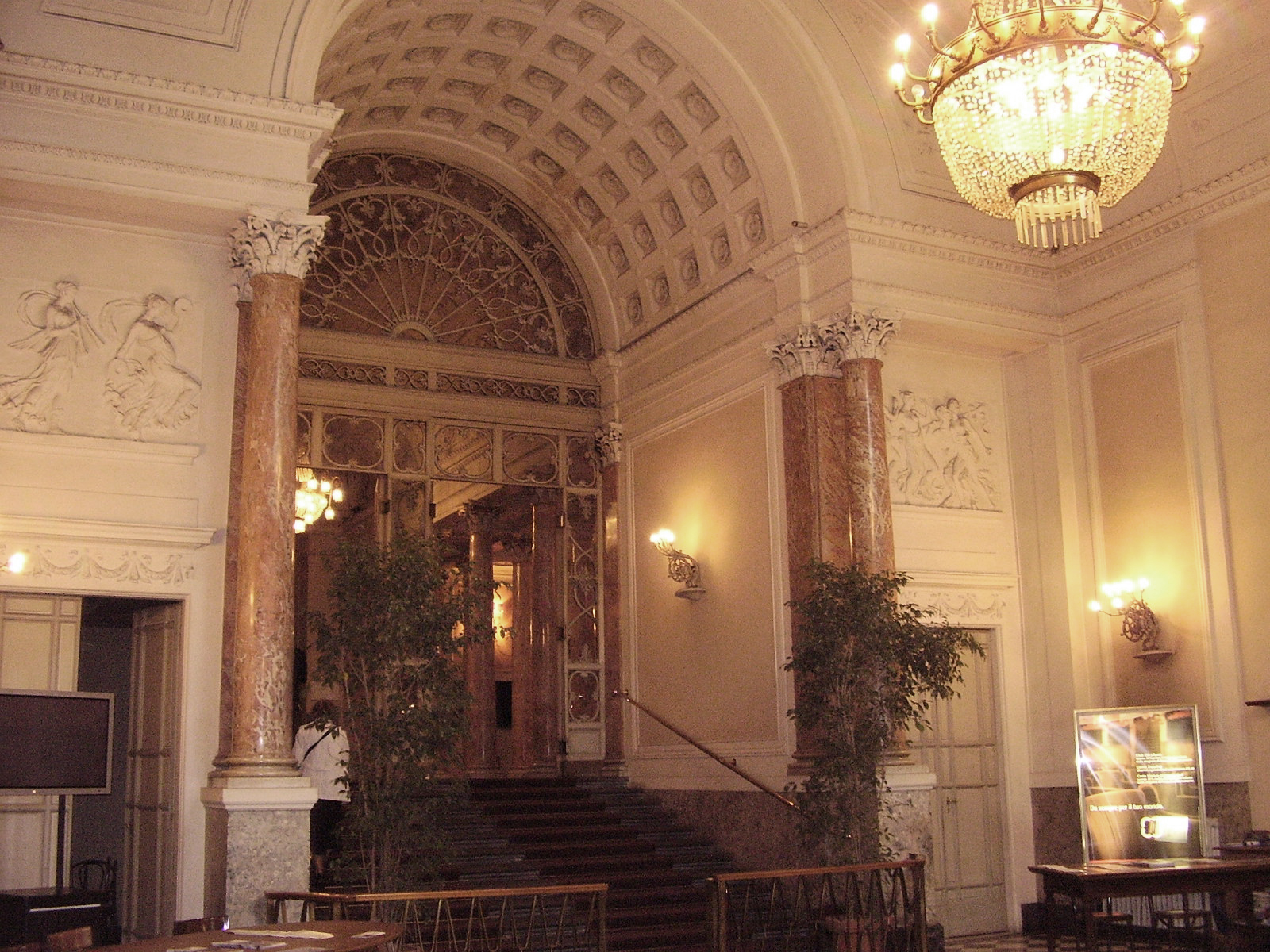
Teatro alla Pergola, Firenze

La Toscana ha avuto una storia molto collegata al Teatro, che ha reso possibile la costruzione di moltissimi teatri, alcuni dei quali già presenti in epoca romana (Roselle, Fiesole e Volterra).
Importanti l'Opera di Firenze, il Teatro del Giglio, il Teatro Puccini di Torre del Lago Puccini e il Teatro Stabile della Toscana teatro Metastasio di Prato.

## Enogastronomia

### Cucina
- Acqua cotta
- Amor di Pontremoli
- Anatra all'arancia
- Baccalà alla livornese
- Berlingozzo
- Biroldo garfagnino
- Biscotto salato di Roccalbegna
- Cantuccini o biscotti di Prato
- Bistecca alla fiorentina
- Bottarga di Muggine di Orbetello
- Brigidini
- Brutti ma buoni
- Buccellato di Lucca
- Buglione
- Cacciucco
- Caldaro dell'Argentario
- Carcerato di Pistoia
- Castagnaccio
- Cenci
- Cecìna pisana e Torta livornese
- Cèe alla Pisana
- Cervello alla fiorentina
- Cialde di Montecatini
- Ciambellino
- Cibreo
- Cinghiale alla Pisana
- Cioncia
- Coccoli fiorentini
- Confetti di Pistoia
- Copate senesi
- Farina di Neccio della Garfagnana
- Farinata con le leghe di Pistoia
- Fagioli al fiasco
- Fagioli all'uccelletto
- Fettunta
- Ficattola
- Finocchiona o Sbriciolona
- Fogacce leve di Gallicano
- Frati alla livornese
- Frittata di cardoni
- Frittelle di San Giuseppe
- Lampredotto
- Lardo di Colonnata
- Maccheroni sull'anatra di San Jacopo
- Mallegato
- Manafregoli
- Marroni del Monte Amiata
- Migliacci
- Mortadella delle Apuane
- Mortadella di Prato
- Necci della montagna pistoiese
- Pan co' santi
- Pandiramerino
- Panficato
- Panforte
- Pan pepato
- Panigacci
- Panzanella o Panmolle
- Pappa al pomodoro o Pancotto
- Pappa maritata
- Pappardelle al cinghiale
- Pasimata
- Pici
- Prosciutto di cinta senese
- Ribollita
- Ricciarelli
- Roschette
- Roventino
- Schiacciata alla fiorentina
- Schiacciata con l'uva
- Sgabei
- Spongata della Lunigiana
- Testaroli
- Tordelli alla lucchese
- Tordelli alla versiliese
- Tordelli massesi
- Torta bria'a
- Torta cò becchi
- Torta co' bischeri
- Torta d'erbe
- Torta di ceci
- Tortelli maremmani
- Tortelli di patate
- Triglie alla livornese
- Trippa alla fiorentina
- Uova al pomodoro
- Zuccherini di Vernio
- Zuccotto
- Zuppa arcidossina
- Zuppa di cavolo nero alla pistoiese
- Zuppa Pisana

### Vini

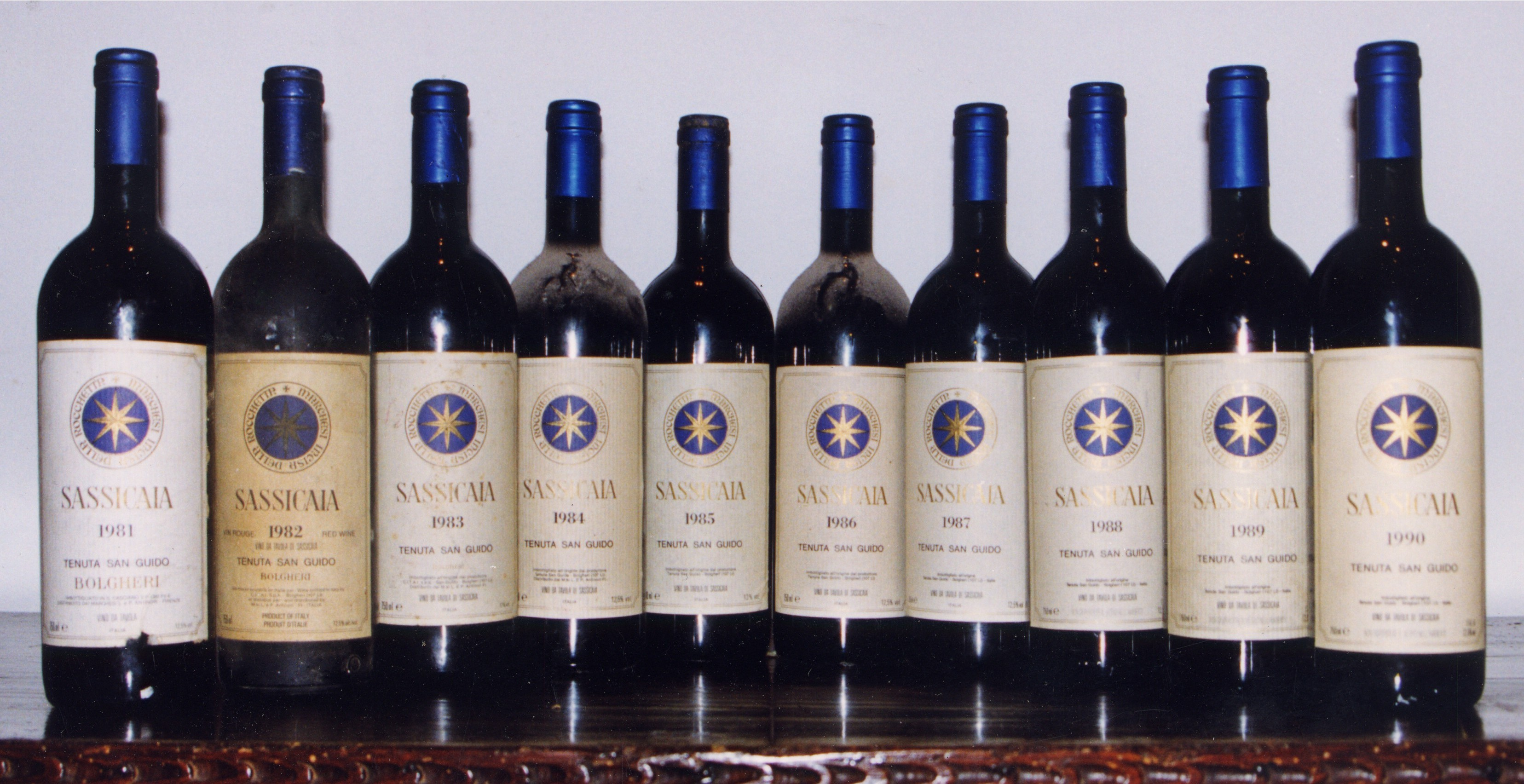
Collezione di Bolgheri Sassicaia 1981-1990

La Toscana è stata da sempre una regione famosa per i vini prodotti, che attualmente sono suddivisi in otto DOCG e 34 DOC, oltre a numerose IGT, tra le quali spiccano anche alcune produzioni di altissimo livello, note nel mondo enologico con l'appellativo di supertuscan.
Mentre le zone della Toscana centrale (province di Firenze e Siena) sono note in tutto il mondo da diversi decenni per la produzione del Chianti Classico, del Brunello di Montalcino e del Vino Nobile di Montepulciano, negli ultimi anni si sono affermati i vini prodotti nelle aree costiere (province di Livorno e Grosseto), favorite maggiormente dal clima più mite, secco e soleggiato, tra i quali spiccano le eccellenza di Bolgheri, la struttura e l'equilibrio dei vini rossi maremmani (Morellino di Scansano, Montecucco e Monteregio di Massa Marittima) e l'armonia dei bianchi (Ansonica). Sempre più quotati anche i vini rossi e bianchi della provincia di Arezzo. Tra gli altri vini della Toscana, possono essere ricordati il Carmignano, uno dei più antichi vini della toscana prodotto nell'omonimo comune in provincia di Prato, la celebre Vernaccia di San Gimignano, il Pitigliano, il Montescudaio e il Vin Santo.

## Salute

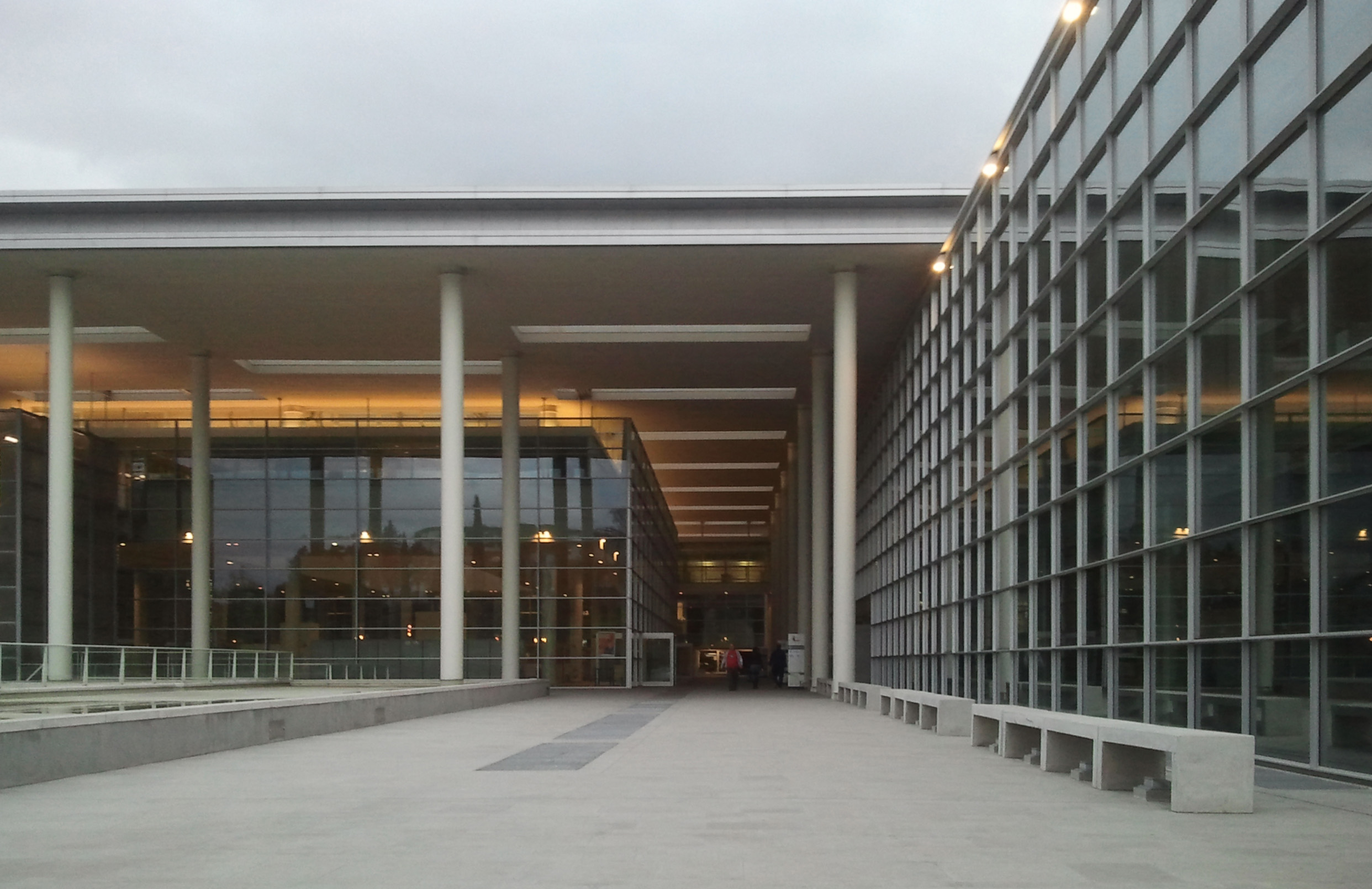
L'ingresso dell'ospedale di Careggi a Firenze

La regione sta sperimentando un nuovo modello organizzativo che richiama il concetto di salute dell'Organizzazione mondiale della sanità (OMS). Tale sperimentazione prevede la costituzione di consorzi pubblici che riuniscono le amministrazioni comunali di una zona socio-sanitaria e l'Azienda USL della zona.
La Società della Salute (è questo il nome prescelto che tanto si avvicina alla "Casa della Salute", ipotesi di nuovo modello di gestione delle problematiche della salute introdotto nei programmi del Ministero della Salute del 2º governo Prodi) è attiva nelle varie zone socio-sanitarie della Toscana. Pisa e Firenze sono in fase avanzata di sperimentazione.

## Sport

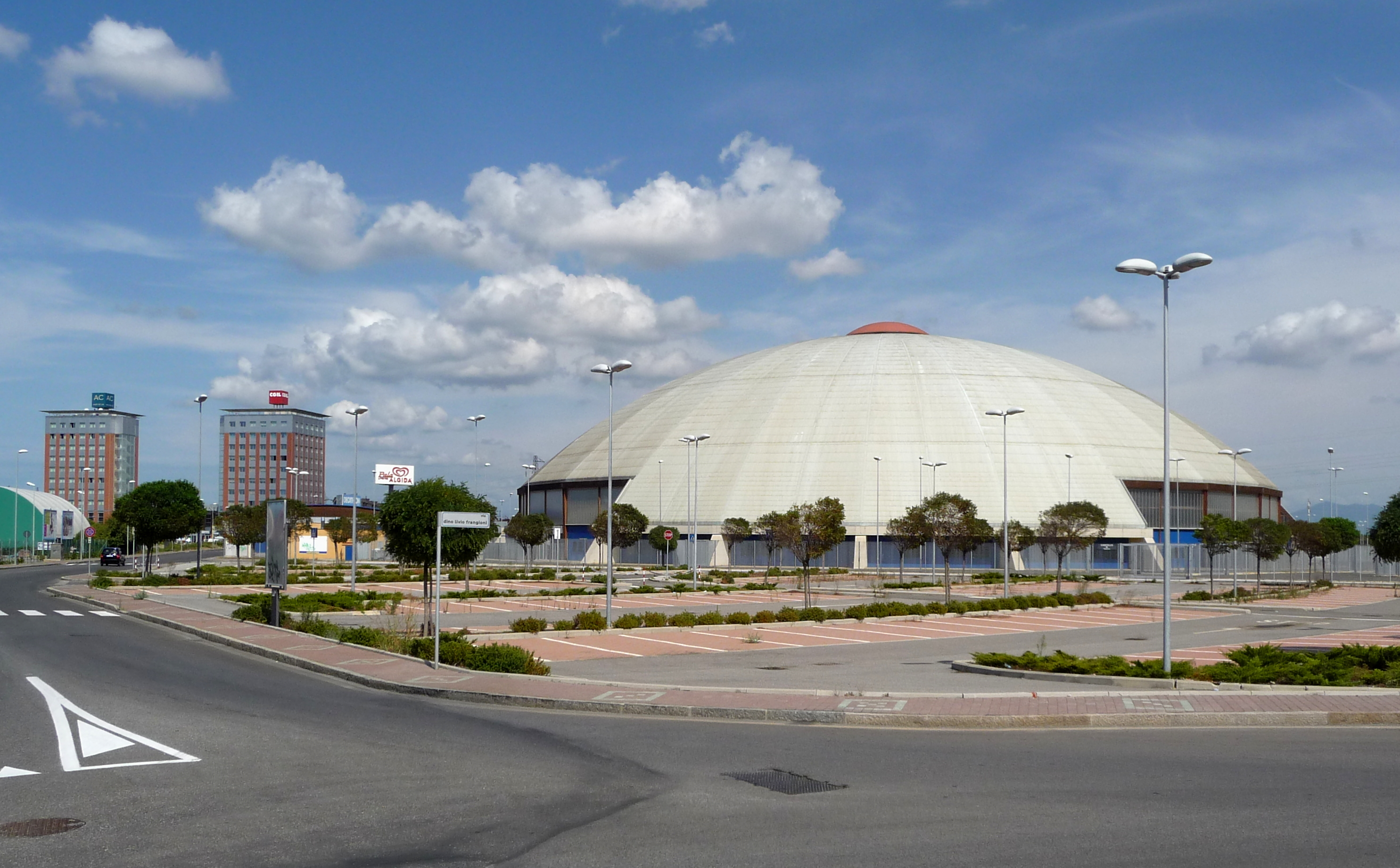
Il Modigliani Forum a Livorno

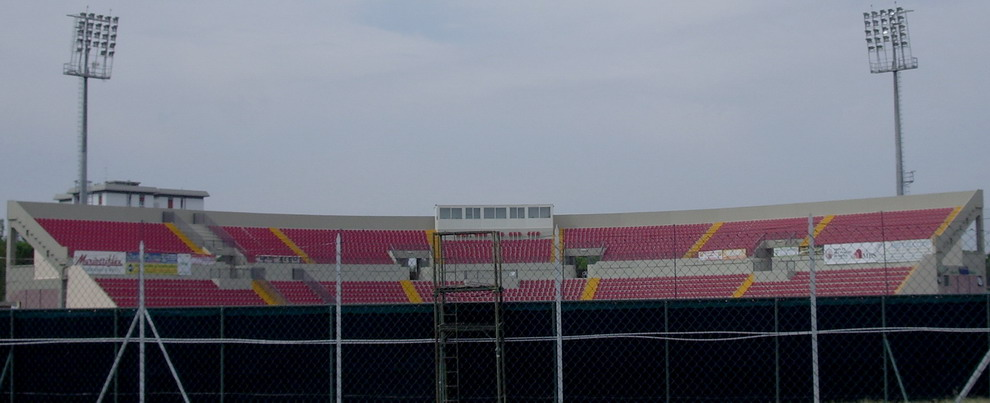
Stadio di baseball Roberto Jannella a Grosseto

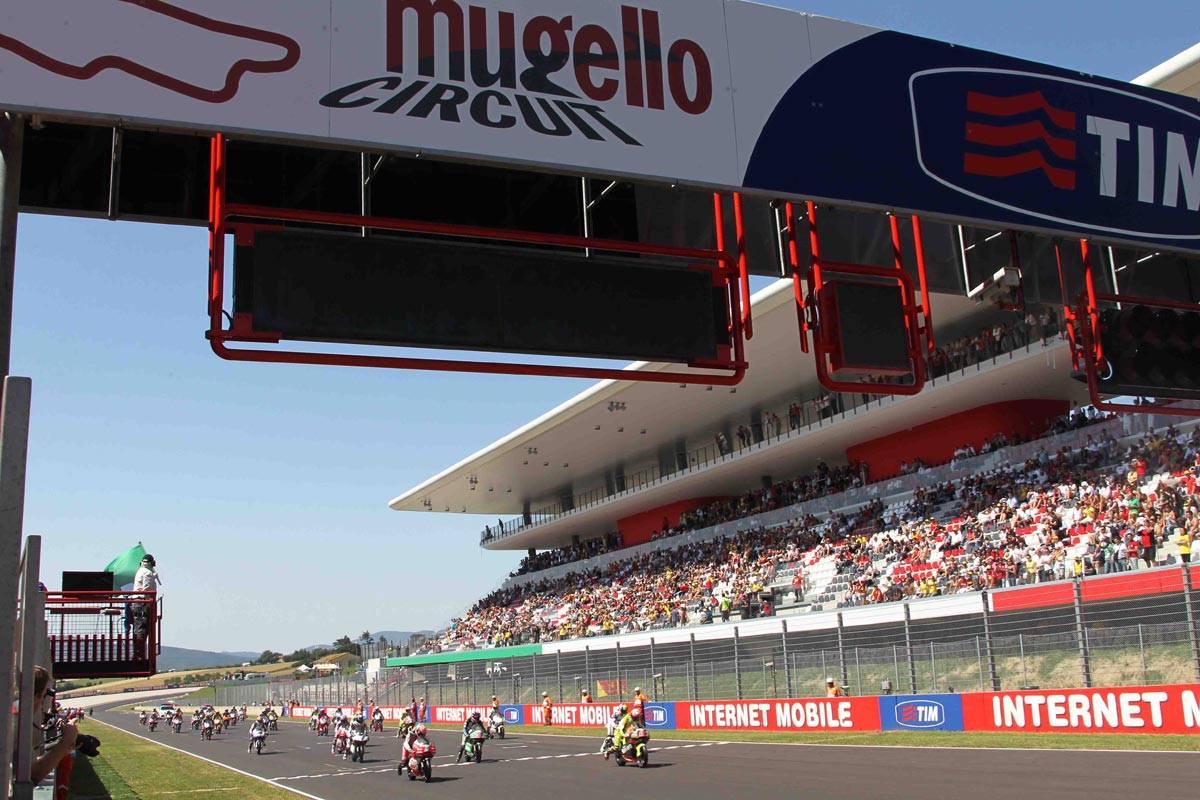
Circuito internazionale del Mugello

Lo sport in Toscana è rappresentato da varie discipline, sia individuali che di squadra.
Nella stagione 2024/2025 la regione vanta diversi club nelle serie professionistiche calcistiche: due di esse in serie A (Empoli e Fiorentina, quest'ultima vanta due scudetti, 6 Coppe Italia e una Coppa delle Coppe), due in serie B (Pisa e Carrarese), e ben quattro club in serie C (Arezzo, Lucchese, Pianese, Pontedera).
Nella pallacanestro, il Mens Sana di Siena si è laureato campione d'Italia nella stagione 2003-2004 e per ben sette volte consecutive dalla stagione 2006-2007 alla stagione 2012-2013, ha inoltre vinto cinque Coppe Italia, sette Supercoppe italiane e una Coppa Saporta; altri club con un buon seguito sono il Pistoia in Serie A, Montecatini e Virtus Siena, nella stagione 2008/09 in Serie A Dilettanti.
Nel 2017-18 il rugby a 15 toscano è rappresentato in Eccellenza (massima divisione nazionale) da I Medicei di Firenze; nel recente passato I Cavalieri di Prato furono ai vertici nazionali disputando anche una finale per il titolo di campione d'Italia; Firenze 1931 vanta un passato in prima divisione tra gli anni cinquanta e ottanta del XX secolo quando ancora era la squadra universitaria del CUS Firenze.
Un altro club che ha rappresentato la Toscana ad alto livello è il Livorno, in prima divisione fino agli albori del terzo millennio e in cui hanno militato importanti giocatori internazionali come Marzio Innocenti, capitano dell'Italia alla Coppa del Mondo di rugby 1987, o Stefano Bettarello, a lungo primatista di punti marcati in campionato e in nazionale, oppure ancora l'australiano David Knox, campione del mondo nel 1991.
A Grosseto, a parte la citata squadra di calcio che milita in Serie D, milita anche un'altra compagine di successo, il Maremma nel cricket.
Il calcio a 5 vede la sua squadra più rappresentativa nel Prato, due scudetti e due Coppe Italia nella sua bacheca; la pallanuoto nella Rari Nantes Florentia e l'hockey su pista nel Follonica, nel Viareggio, nel Forte dei Marmi, nel Castiglione e nel Prato; l'hockey su prato, invece, è rappresentata al vertice da Pistoia e CUS Pisa; la pallamano dal Prato.
Per quanto riguarda gli sport individuali, la Toscana ha dato i natali a un gran numero di ciclisti, molti dei quali laureatisi ai massimi vertici della disciplina: il famoso Gino Bartali, entrato nella cultura popolare per le sue vittorie, la storica rivalità sportiva con Fausto Coppi e persino per una canzone dedicatagli da Paolo Conte; Fiorenzo Magni, Gastone Nencini, Alfredo Martini, Franco Bitossi e, più recentemente, Franco Chioccioli, Mario Cipollini, Franco Ballerini, per arrivare a Andrea Tafi, Michele Bartoli e Paolo Bettini, due volte campione del mondo per l'Italia. Nel 2013 la Toscana ha ospitato i campionati del mondo di ciclismo su strada.
La ginnastica ha avuto uno dei suoi migliori interpreti a livello mondiale in Jury Chechi (nativo di Prato), medagliato olimpico e vincitore di campionati del mondo ed europei nella specialità che gli ha valso il soprannome di Signore degli Anelli.
Tra i plurilaureati olimpici figura anche la grossetana Alessandra Sensini, vincitrice di un oro, un argento e due bronzi in quattro edizioni consecutive dei Giochi olimpici, dal 1996 al 2008, nel windsurf, disciplina nella quale vanta anche tre titoli mondiali e cinque europei.
A Scarperia, presso l'Autodromo Internazionale del Mugello, si tiene il Gran Premio motociclistico d'Italia delle varie classi del motomondiale; la pista è anche usata dalla Scuderia Ferrari per i test delle proprie vetture di Formula 1. Nel 2020 si è tenuto anche il Gran Premio della Toscana valevole per il Campionato mondiale di Formula 1 2020. Altri impianti motociclistici di importanza internazionale sono situati a Montevarchi circuito Miravalle e San Miniato Santa Barbara dove si disputano regolarmente gare di motocross di ogni livello.